# Flüchtlingskrise in Deutschland 2015/2016

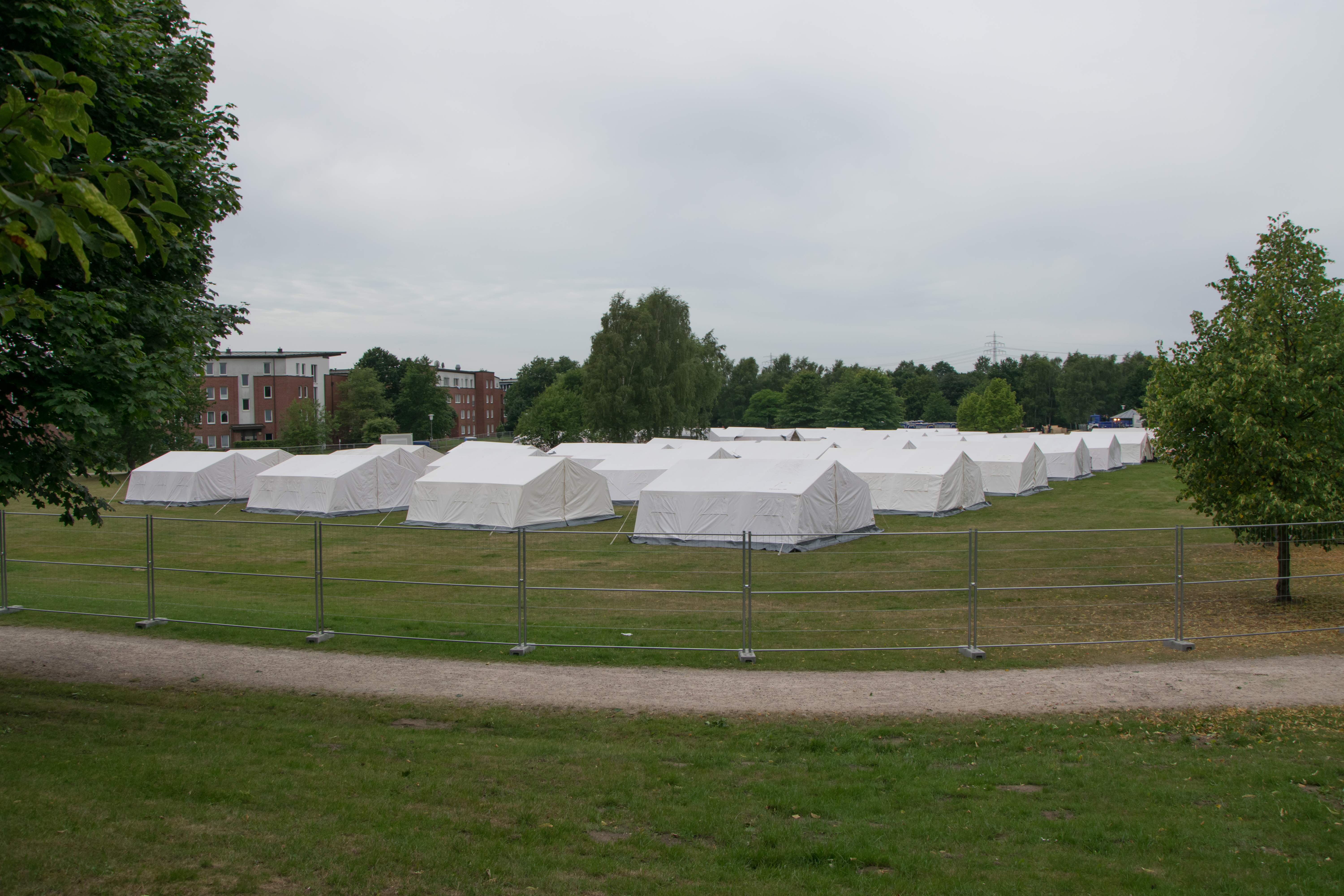
Erstaufnahmeeinrichtung: Zeltlager Jenfelder Moorpark in Hamburg-Jenfeld im Juli 2015

Anzahl der Asylanträge in der EU insgesamt (schwarzweiß) und in neun europäischen Ländern (Deutschland hellviolett), Quelle: Eurostat

Schutzsuchende gemäß Ausländerzentralregister am 31. Dezember 2017 – insgesamt (je 1000 Einwohner)

Als Flüchtlingskrise in Deutschland 2015/2016 wird die im Zusammenhang mit der Einreise von über einer Million Flüchtlingen, Migranten und anderen Schutzsuchenden nach Deutschland in den Jahren 2015 und 2016 entstandene Situation für Staat und Gesellschaft bezeichnet. Sie ist Teil der europaweiten Flüchtlingskrise und erreichte ihren Höhepunkt im Herbst 2015. Für 2015 und 2016 wurden insgesamt 1.855.522 Ersterfassungen im EASY (Erstverteilung der Asylbegehrenden) und 1.222.194 Asylanträge verzeichnet.
Nach dem weitgehenden Schließen der Westbalkanroute und dem EU-Türkei-Abkommen vom 18. März 2016 kamen im Monatsdurchschnitt deutlich weniger Asylsuchende nach Deutschland. Ihre Zahl ging im Jahr 2017 auf das Niveau von 2014 zurück.
Der starke Zustrom von Schutzsuchenden innerhalb kurzer Zeit löste in Deutschland eine gesellschaftliche Debatte über die Ausrichtung der Asyl- und Flüchtlingspolitik der Europäischen Union und der Einwanderungs- und Flüchtlingspolitik Deutschlands aus. Bei der Aufnahme der Migranten durch die Bevölkerung in Deutschland und beim Umgang mit ihnen gibt es zwischen Willkommenskultur und Fremdenfeindlichkeit ein breites Spektrum an Einstellungen und Verhaltensweisen. Während einerseits vielfältige Anstrengungen unternommen wurden und werden, den Zugewanderten zu helfen und ihre Integration zu erleichtern, gehen andere Bestrebungen dahin, abgelehnte Asylbewerber möglichst schnell wieder abzuschieben oder auch die Landesgrenzen gegen unerwünschte Zuwanderung zu schließen. Umstritten ist auch der Begriff der Flüchtlingskrise als solcher.
Die politischen Parteien unterscheiden sich zum Teil stark in ihren Leitvorstellungen zur Migrations- und Asylpolitik. Wichtige Aspekte der Debatte sind eine Zuzugssteuerung, die humanitären Ansprüchen genügt, und ein ergänzendes Einwanderungsgesetz mit Fokus auf den Arbeitsmarkt.
Der Bürgerkrieg in Syrien war einer der Hauptgründe für die Flucht vieler Menschen nach Deutschland. Die Mehrzahl der Flüchtlinge aus Syrien hat gemäß deutschem Asylrecht ausschließlich ein Recht auf subsidiären Schutz; vergleichsweise wenige sind darüber hinaus asylberechtigt.
Zur Bekämpfung von Ursachen, die Flüchtlingszuwanderung nach Deutschland bewirken, erhöhte die Bundesregierung die Beitragszahlungen an internationale Hilfsprogramme und war im Jahr 2017 der zweitgrößte Geldgeber des UNHCR. Mehr humanitäre Hilfe wurde auch von den Vereinten Nationen und der Europäischen Union auf den Weg gebracht. Unter den in Deutschland Asyl Suchenden waren außer Syrern, Irakern und Flüchtlingen aus anderen Ländern des Nahen Ostens 2015/16 in großer Zahl auch Afghanen und Migranten aus Afrika sowie aus Nicht-EU-Staaten des Balkans.

## Entstehung
Der Migrationsforscher Jochen Oltmer hob 2017 sechs Elemente eines komplexen Wechselwirkungszusammenhangs als wichtige Faktoren für die 2015 drastisch verstärkte Flüchtlingsmigration nach Deutschland hervor:
- Die Hauptherkunftsregionen Syrien, Irak und Südosteuropa liegen in relativer Nähe zur EU, was den Fluchtaufwand (Zeit und Kosten) überschaubar erscheinen ließ.
- Zum wichtigsten europäischen Ziel von Schutz- bzw. Asylsuchenden wurde Deutschland auch deshalb, weil es hier schon länger Migrantennetzwerke diverser Herkünfte gab, die als Anlaufstationen dienen konnten.
- Seit den frühen 2010er Jahren war vor dem Hintergrund des demographischen Wandels und eines sich abzeichnenden Fachkräftemangels in Deutschland eine erhöhte Aufnahmebereitschaft zu beobachten – in Verbindung mit der Akzeptanz menschenrechtlicher Standards und des Schutzanspruches insbesondere syrischer Flüchtlinge.
- Die Destabilisierung einer Reihe an die EU angrenzender Staaten im Zuge der weltweiten Finanz- und Wirtschaftskrise ab 2007 – darunter Libyen, Tunesien, Marokko, Albanien und die Ukraine – beseitigte die vordem mit den jeweiligen Staatsführungen ausgehandelten Migrationsbarrieren und ermöglichte den verstärkten Flüchtlingszustrom.
- Die nach dem Dublin-III-Abkommen für die Erstaufnahme von Flüchtlingen zuständigen Staaten an den EU-Außengrenzen zeigten sich von dem Zustrom überfordert, speziell Griechenland und Italien. 2015 wurde auch der europäische Binnenraum (insbesondere Deutschland, Dänemark und Schweden) Migrationsziel.
- Da in diesem Gesamtgeschehen die Bereitschaft zur Aufnahme von Migranten auch bei traditionsreichen Asylländern wie Frankreich und Großbritannien deutlich sank, wurde Deutschland 2015 zum Ersatz-Zielland.

Zu den allgemeingültigen Faktoren bei der Auswahl des Ziellandes von Migranten gehören laut Stefan Luft die politische und wirtschaftliche Stabilität sowie der Ruf eines Landes. So gelte die Bundesrepublik Deutschland – ungeachtet möglicher Differenzen zwischen Außenwahrnehmung und Binnenperspektive – „als eine der bedeutendsten Wirtschaftsmächte weltweit, als dominierende Kraft in der Europäischen Union und als offenes, liberales Land.“ Hinzu komme das Vorhandensein von Diaspora-Gemeinden mit entsprechenden Netzwerken in Deutschland, speziell von syrischen, auf die auch die deutsche Aufnahmepolitik abgestellt habe. „Die Integration sollte damit erleichtert und die finanziellen Risiken (Krankenversicherung etc.) auf die Verwandten übertragen werden.“ Die Beschleunigung von Prozessen der Kettenmigration sei dabei als unbeabsichtigte Nebenfolge aufgetreten.

## Maßnahmen der Bundesregierung

### Maßnahmen im europa- und staatsrechtlichen Kontext

#### Vorgeschichte: Dublin-Verordnungen und Aussetzung der Überstellungen nach Griechenland
Nach der von 2003 bis 2013 geltenden Dublin-II-Verordnung waren die Mitgliedsstaaten der Europäischen Union sowie Norwegen, Island, die Schweiz und Liechtenstein verpflichtet, „jeden Asylantrag, den ein Drittstaatsangehöriger an der Grenze oder im Hoheitsgebiet eines Mitgliedstaats stellt“, zu prüfen. Die ab 2013 geltende Dublin-III-Verordnung enthält eine vergleichbare Anforderung, wobei nun von „Antrag auf internationalen Schutz“ anstelle von „Asylantrag“ die Rede ist. Das Bundesamt für Migration und Flüchtlinge (BAMF) spricht allerdings weiterhin von Asylantrag und Asylverfahren als Oberbegriffe, weshalb die Ausdrücke im Folgenden auch so verwendet werden.
Der Asylantrag wurde und wird laut den Verordnungen von einem einzigen Staat (materiell-rechtlich) geprüft, d. h. das Asylverfahren von einem einzigen Staat durchgeführt, der nach bestimmten Kriterien nach einer Prüfreihenfolge bestimmt wird. Wenn der Bewerber den Antrag an einer Außengrenze des Geltungsbereichs stellt, ist in der Regel der entsprechende Staat zuständig, wenn der Bewerber illegal in die Union eingereist ist, ist in der Regel derjenige Staat, über den der Asylbewerber in die Union eingereist ist, zuständig. Die Staaten, in denen der Antrag gestellt wurde, haben nach den sogenannten Souveränitätsklauseln oder dem Selbsteintrittsrecht auch das Recht, einen Antrag selbst zu prüfen, d. h., das Asylverfahren selbst durchzuführen.
Hiernach setzte das Bundesverfassungsgericht Überstellungen nach Griechenland beginnend mit einer Entscheidung am 8. September 2009 vorläufig aus. Am 13. Januar 2011 wies dann  das Bundesinnenministerium unter Minister Thomas de Maizière das Bundesamt für Migration und Flüchtlinge an, für ein Jahr keine Überstellungen nach Griechenland vorzunehmen und stattdessen das Selbsteintrittsrecht wahrzunehmen und die Asylverfahren selbst durchzuführen. Hierauf kam es zu keiner Entscheidung des Bundesverfassungsgerichts in der Hauptsache mehr.
Am 21. Januar 2011 entschied der Europäische Gerichtshof für Menschenrechte (EGMR) im Fall eines Afghanen, der über Griechenland in die Europäische Union eingereist war, dort für eine Woche inhaftiert und anschließend aufgefordert worden war, das Land zu verlassen, daraufhin nach Belgien reiste, dort Asyl beantragte und im Rahmen des Dublin-II-Verfahrens nach Griechenland überstellt werden sollte, dass sowohl Griechenland als auch Belgien Artikel 3 der Europäischen Menschenrechtskonvention verletzt hatten. Im Dezember 2011 fällte der Europäische Gerichtshof (EuGH) im Kontext möglicher Überführungen nach Griechenland ein mit dem Urteil des Europäischen Gerichtshofs für Menschenrechte kompatibles Urteil auf Grundlage von Artikel 4 der Charta der Grundrechte der Europäischen Union, welcher wiederum Artikel 3 der Europäischen Menschenrechtskonvention entspricht. Noch im Jahr 2011 setzten sodann auch die anderen Mitgliedsstaaten der Europäischen Union Überstellungen nach Griechenland im Rahmen des Dublin-Verfahrens aus.
Ferner hatten Verwaltungsgerichte Vorbehalte gegenüber Überstellungen zu anderen Staaten. So setzte im November 2010 erstmals ein Verwaltungsgericht mit der Begründung ungenügender Sozialstandards die Überstellung eines Flüchtlings nach Italien aus, andere Gerichte folgten.
Die Weisung, keine Asylbewerber im Rahmen der Dublin-Verordnungen nach Griechenland zu überstellen, wurde im Folgenden von Jahr zu Jahr verlängert und galt schließlich bis März 2017. Bei der Verlängerung für das Jahr 2013 verlautbarte das Bundesinnenministerium dazu, das griechische Asylsystem weise noch schwerwiegende Mängel auf. In einem Schreiben an die Landesinnenminister im Januar 2016 führte Bundesinnenminister Thomas de Maizière aus, der Umgang mit Asylbewerbern in Griechenland entspreche nicht immer europäischen Standards. Bei der letzten Verlängerung im Dezember 2016 verwies Bundesinnenminister Thomas de Maizière auf eine Empfehlung der Europäischen Kommission. Auch die anderen EU-Staaten führten bis Ende 2016 keine Überstellungen nach Griechenland durch.
Aufgrund dieser Weisungen wurden von 2011 bis März 2017 Asylanträge von Drittstaatsangehörigen, die in Deutschland oder an den Grenzen Deutschlands gestellt wurden, bei denen die Prüfung nach den Dublin-Verordnungen ohne Berücksichtigung der Lage in Griechenland ergeben hätte, dass Griechenland für die Durchführung des Asylverfahrens zuständig wäre, stets in Deutschland geprüft.
Bei der Abfassung der Dublin-III-Verordnung wurden die Gerichtsurteile des EGMR und des EuGH berücksichtigt (in Art. 3 Abs. 2 Unterabs. 2 und 3 Dublin-III-VO). Ferner enthält die Dublin-III-Verordnung eine Sechsmonatsfrist für Überstellungen (Art. 29 Abs. 2 Satz 1 Dublin-III-VO). Spätestens nach Ablauf der Frist wird das Land, das das Dublin-Verfahren durchführt, automatisch zuständig. Im Falle einer Person, die aus der Türkei kommend illegal nach Griechenland einreiste und dann in Deutschland einen Asylantrag stellte, wäre somit ohne Verwendung des Selbsteintrittsrechts Deutschland die Zuständigkeit in aller Regel spätestens nach sechs Monaten automatisch zugefallen. Durch Verwendung des Selbsteintrittsrechts ist Deutschland diesem Automatismus zuvorgekommen.

#### Der Beginn der Krise
Bereits 2012 hatte Griechenland ein automatisches Überwachungssystem am Grenzfluss zur Türkei Evros sowie einen Grenzzaun, wo der Fluss nicht die natürliche Grenze zwischen den Staaten bildet, errichtet. Am Fluss wurden Personen, die nach Griechenland gelangen wollten, von türkischen Grenzbeamten abgefangen. Ferner liegen ab 2013 Berichte von Zurückweisungen und sogenannten Push-backs ohne die Möglichkeit, einen Asylantrag zu stellen, durch griechische Grenzbeamte vor. Auf zunehmende illegale Einreisen reagierte Bulgarien im Januar 2014 mit dem Bau eines Zauns an der Grenze zur Türkei. Syrer und Personen anderer Nationalität, die sich in der Türkei aufhielten und intendierten, in Europa einen Asylantrag zu stellen, oder dafür in die Türkei reisten, überquerten daraufhin ab 2014 in der Regel das Meer zwischen der türkischen Küste und einer vorgelagerten griechischen Insel, womit sie illegal in Griechenland einreisten. Wenn diese Personen dann weiter nach Deutschland reisten und dort einen Asylantrag stellten, nahm entsprechend der Anordnung des Bundesinnenministers Deutschland sein Selbsteintrittsrecht in der Dublin-Verordnung wahr und übernahm die Prüfung des Asylantrags.
Im ersten Halbjahr 2015 klagte ferner Italien über eine Überlastung aufgrund des Dublin-Systems, der italienische Ministerpräsident Matteo Renzi nannte die Dublin-Verordnung „falsch und schädlich“. Nach Schätzungen der Internationalen Organisation für Migration (IMO) reiste im ersten Quartal des Jahres 2015 die Hälfte der in Italien gelandeten Personen, die im Folgenden in der EU einen Asylantrag stellten, ohne Registrierung und Asylantrag in andere EU-Staaten, so nach Deutschland, weiter. So stellten rund 40 Prozent der in der EU registrierten Asylbewerber ihren Antrag in Deutschland, in Italien dagegen nur 8 Prozent.
Ungarn wurde ein wichtiges Transitland, aber auch ein Land, in welchem viele Anträge gestellt wurden. Im Jahr 2014 waren dies etwa 40.000, von denen allerdings nur 550 anerkannt wurden. Die ungarische Regierung reagierte auf die hohen Antragszahlen, indem sie im Juli 2015 entschied, die Grenze zu Serbien mit einem Grenzzaun zu sichern. Gleichzeitig wurde das Asylrecht verschärft: Zum 1. August 2015 wurde Serbien zum sicheren Drittstaat erklärt, was schnelle Abschiebungen ermöglichte. Im gesamten Jahr 2015 wurde dann nur 146 Personen Asyl gewährt bei etwa 25.000 abgeschlossenen Verfahren. Nachdem deutsche Gerichte schon in den Vorjahren Unzulänglichkeiten beim ungarischen Asylsystem bemängelt hatten, hatten hiernach deutsche Verwaltungsgerichte noch größere Zweifel am Asylverfahren in Ungarn und setzten Überstellungen aus.
Die EU-Kommission plante eine Überarbeitung des Dublin-Systems, doch ost- und mitteleuropäische Staaten und Frankreich sperrten sich dagegen. Aus Deutschland kamen gemischte Signale. So erklärte Bundesinnenminister de Maizière im Juni 2015, das System müsse in Kraft bleiben, während Bundeskanzlerin Angela Merkel im ARD-Sommerinterview für eine „faire Lastenverteilung“ plädierte, weil ansonsten das Schengen-Abkommen keinen Bestand haben werde.
Am 21. August 2015 wurde im Bundesamt für Migration und Flüchtlinge (BAMF) aus Referat 411, zuständig für Grundsatzfragen Dublin, Aufgriffsverfahren und EURODAC, eine „Verfahrensregelung zur Aussetzung des Dublinverfahrens für syrische Staatsangehörige“ verschickt. Bei Neuanträgen syrischer Staatsbürger solle kein „Dublin-Verfahren“ eingeleitet werden. Laut einer späteren Auskunft des BAMF handelte es sich bei dem Dokument um eine Leitlinie des Bundesamtes und nicht um eine formal bindende Vorgabe; sie diene der „Verwaltungsvereinfachung und -beschleunigung“.
Der Öffentlichkeit wurde dies am 25. August 2015 durch einen entsprechenden Bericht des Magazins Der Spiegel bekannt. In dem Bericht hieß es dazu, es sei „davon auszugehen, dass syrische Flüchtlinge von nun an fest damit rechnen können, in der Bundesrepublik bleiben zu dürfen“. Auf Presseanfragen reagierend stellte das Amt auch am 25. August 2015 auf der Plattform Twitter die Meldung „#Dublin-Verfahren syrischer Staatsangehöriger werden zum gegenwärtigen Zeitpunkt von uns weitestgehend faktisch nicht verfolgt.“ ein.
Unter Schutzsuchenden, die sich in Ungarn aufhielten oder sich auf der sogenannten „Balkanroute“ auf dem Weg dorthin befanden, verbreitete sich die Twitter-Nachricht schnell. Es entstand der Eindruck, dass niemand, der in Deutschland Asyl beantragt, in ein anderes Land überstellt wird, was aufgrund der seit 2011 geltenden Anordnung, keine Überstellungen nach Griechenland vorzunehmen, und der internen Leitlinie vom 21. August 2015 in aller Regel auch zutraf. Ferner weigerten sich Schutzsuchende in Ungarn unter Verweis auf die Twitter-Nachricht oftmals, sich als solche registrieren zu lassen.
Vor diesem Hintergrund und angesichts der öffentlichen Diskussion um die nicht verbindliche BAMF-Leitlinie sagte Bundeskanzlerin Angela Merkel am Montag, den 31. August 2015 in der Sommerpressekonferenz der Bundesregierung, Deutschland sei ihrer Meinung nach auch auf eine zunehmende Zahl ankommender Flüchtlinge vorbereitet. Der in diesen Zusammenhang verwendete Ausspruch „Wir schaffen das“ als Wiederholung eines von Vizekanzler Sigmar Gabriel geprägten Wortes gilt seitdem als Synonym für die Herausforderungen, die mit der Zahl der Flüchtlinge in der Flüchtlingskrise zusammenhängen.
Es reisten immer mehr Schutzsuchende über Ungarn nach Österreich und von diesen die meisten weiter nach Deutschland, wo sie dann einen Asylantrag stellten. So kamen allein am 31. August am Wiener Westbahnhof etwa 3650 Schutzsuchende an.
Am darauffolgenden Tag, dem 1. September 2015, wurde der Budapester Hauptbahnhof abgeriegelt und Schutzsuchende wurden abgewiesen. Der Fernverkehr nach Österreich wurde eingestellt. Bundeskanzlerin Merkel erklärte auch an diesem Tag, es gelte die derzeitige Rechtslage, also die Dublin-Verordnung. In diesen Tagen kam es zu gegenseitigen Vorwürfen zwischen Politikern aus Deutschland, Österreich und Ungarn.
Am 3. September kam im überfüllten Bahnhof Budapest Keleti ein Zug an. Schutzsuchende, die entsprechende Fahrkarten nach oder in Richtung Österreich gekauft hatten, wurde mitgeteilt, sie könnten diesen Zug nehmen. Dies war  aber eine Finte: Der Zug hielt in der Stadt Bicske 35 km vor Budapest, und die Schutzsuchenden sollten sich in ein dortiges Flüchtlingslager begeben, was diese jedoch nicht taten und im Zug ausharrten. Daraufhin weigerten sich Schutzsuchende am Bahnhof Budapest Keleti, in Züge zu steigen.

#### Höhepunkt der Krise: „Nothilfe“ und Wiedereinführung von Grenzkontrollen
Immer mehr Menschen campierten im Untergeschoss des Bahnhofs Budapest Keleti; in der Nacht zum Freitag, den 4. September waren es etwa 3000. Am Morgen machte sich eine große Gruppe Schutzsuchender zu Fuß aus Budapest in Richtung Österreich auf und ging sodann entlang der Autobahn M1.
Um etwa 16:30 teilte der ungarische Außenminister Péter Szijjártó dem österreichischen Außenminister Sebastian Kurz bei einem Treffen der EU-Außenminister in Luxemburg mit, der ungarische Ministerpräsident Viktor Orbán wolle entweder darum gebeten werden, die Schutzsuchenden aufzuhalten, oder er lasse sie weiterziehen, womit diese dann nicht mehr sein Problem seien. Um 19:30 ging eine diplomatische Note mit diesem Inhalt im österreichischen Außenministerium ein.
Der österreichische Bundeskanzler Werner Faymann rief daraufhin Bundeskanzlerin Angela Merkel an, regte an, die Schutzsuchenden nicht aufzuhalten, und bat darum, dass Deutschland die Hälfte der Personen aufnehme. Kurz nach dem Telefonat, um 21 Uhr, teilte der ungarische Botschafter in Berlin auf Anweisung von Viktor Orbán mit, Ungarn könne die Registrierung der Schutzsuchenden nicht mehr gewährleisten und bringe diese nun mit etwa 100 Bussen an die österreichische Grenze. Eine durch Angela Merkel angeregte Prüfung durch das Auswärtige Amt ergab, dass eine Einreise und eine Durchführung der Asylverfahren in Deutschland aufgrund des Selbsteintrittsrechts der Dublin-III-Verordnung möglich ist. Merkel und Faymann beschlossen sodann, weiterhin keine Grenzkontrollen durchzuführen und insbesondere die Schutzsuchenden nicht an der Einreise zu hindern. Um Mitternacht wurde eine im Wesentlichen von Péter Szijjártó, Sebastian Kurz und dem deutschen Außenminister Frank-Walter Steinmeier verfasste Mitteilung über die Möglichkeit der Einreise nach Österreich bekanntgegeben und von Faymann über Facebook verbreitet, auch in englischer Sprache. Im Laufe der Nacht wurden etwa 4.000 Schutzsuchende mit Bussen an die österreichische Grenze gebracht und kamen dann zu Fuß nach Deutschland.
Die Nachricht auf Faymanns Facebook-Seite lautete: „Aufgrund der heutigen Notlage an der ungarischen Grenze stimmen Österreich und Deutschland in diesem Fall einer Weiterreise der Flüchtlinge in ihre Länder zu.“ Auch medial wurden die Entscheidungen von Merkel und Faymann als „Ausnahmeregelung“ und „Nothilfe“ in einer „Notlage“ dargestellt; sie werden von Merkel auch zurückschauend mit einer „humanitären Notlage“ begründet. Allerdings entsprach das Nicht-Durchführen von Grenzkontrollen den im Schengen-Raum üblicherweise geltenden Regeln, von denen nur in Ausnahmefällen abgewichen werden darf; auch zuvor waren Schutzsuchende ungehindert in Österreich und Deutschland eingereist. Ferner wurde das Dublin-Verfahren in Deutschland schon ab dem 21. August für syrische Schutzsuchende nicht mehr angewandt.
Allein am Wochenende 5. und 6. September reisten etwa 20.000 Menschen von Ungarn mit dem Zug nach Deutschland, worauf der ungarische Ministerpräsident Viktor Orban Deutschland aufforderte, seine Grenzen zu schließen. Im September 2015 reisten dann täglich Tausende Schutzsuchende nach Deutschland ein. So überschritt die Zahl der Schutzsuchenden, die die deutsche Grenze in Bayern passierten, im September 2015 mit mindestens 135.000 Schutzsuchenden die Summe der dort in den vorangegangenen acht Monaten Angekommenen. Am 11. September 2015 erklärten die Innenminister der Länder die Aufnahmekapazitäten für weitgehend erschöpft.
Unter diesem Eindruck führte Deutschland als erster Schengen-Staat am 13. September 2015 wieder Grenzkontrollen an der Binnengrenze zu Österreich ein. Dänemark, Schweden, Österreich und Norwegen folgten mit eigenen Kontrollen an ihren Grenzen. Ungarn stellte 14. September 2015 seinen Grenzzaun fertig.
Die Bundespolizei richtete zur Regulierung der Grenzübertritte von Flüchtlingen und Migranten von Österreich nach Deutschland fünf Grenzübergangsstellen ein: Freilassing, Laufen an der Salzach, Neuhaus am Inn, Passau und Simbach am Inn. Die Grenzkontrollen wurden im Einklang mit dem Schengener Grenzkodex wieder eingeführt, der die Möglichkeit der vorübergehenden Wiedereinführung von Grenzkontrollen an den Binnengrenzen der Schengen-Staaten (in Art. 23 bis 26a Verordnung (EU) Nr. 1051/2013) ausdrücklich vorsah. Grenzkontrollen sind zeitlich befristet und können in Absprache mit der EU-Kommission ggf. verlängert werden.
Im Vorfeld der Einführung war erwartet worden, dass mit Einführung der Grenzkontrollen auch Asylantragsteller an den Grenzen abgewiesen würden, insbesondere solche ohne Identitätsdokumente. Laut dem Journalisten Robin Alexander war eine Anweisung, ab Sonntag, dem 13. September 2015 um 18:00 Uhr wieder Kontrollen an der Grenze zu Österreich durchzuführen, den Zugverkehr aus Österreich zeitweise zu unterbrechen und Schutzsuchende abzuweisen, die aus dem sicheren Drittstaat Österreich nach Deutschland wollten, bereits von den Verantwortlichen der großen Koalition in einer Telefonkonferenz am 11. September beschlossen worden. Ziel sei es gewesen, einen Dominoeffekt auszulösen, um auch die Staaten der Balkanroute zur Schließung ihrer Grenzen zu bewegen. Ab 14 Uhr am 13. September kam es im Lagezentrum des Innenministers jedoch wieder zu Unstimmigkeiten mit den leitenden Beamten über die Durchsetzung der Anweisung, so dass der Minister erneut mit Kanzlerin Angela Merkel telefonierte, die sich nun nicht mehr festlegen wollte. Der Einsatzbefehl sei schließlich vom Innenminister abgeändert worden, und Personen, die einen Asylantrag stellen wollten, durften auch weiter ohne gültige Identitätsdokumente aus Österreich einreisen. Alexander schrieb 2017, der Bundesinnenminister habe die dann folgende Erklärung gegenüber der Presse bewusst kurz gefasst und keine Nachfragen zugelassen. So habe sich in der nationalen und internationalen Presse zunächst die Falschmeldung verbreitet, Deutschland weise Flüchtlinge ohne Einreisedokumente an der Grenze ab. Die Flüchtlingszahl sei so kurzzeitig gesunken, aber Schleuser hätten das schnell richtiggestellt, und auch Regierungen auf der Balkanroute verbreiteten die Information über die weiter offene Grenze nach Deutschland, um einem Rückstau von Schutzsuchenden in ihren Ländern entgegenzuwirken. Die deutsche Grenze sei offen geblieben, weil niemand in der Bundesregierung die politische Verantwortung für die Schließung übernehmen wollte.
Ob und auf welcher rechtlichen Grundlage eine Zurückweisung möglich gewesen wäre, ist unter Juristen umstritten. Es ist hier der Anwendungsvorrang des Unionsrechts vor dem nationalen Recht zu beachten. Fraglich war oder ist, ob Deutschland verpflichtet war, ein Dublin-Verfahren durchzuführen, wenn eine Person an einem Grenzübergang einen Asylantrag stellt, oder ob Deutschland die Person zurückweisen und auf eine Zuständigkeit des Nachbarlandes verweisen kann. Es ist stets dasjenige Land für die Durchführung des Dublin-Verfahrens verantwortlich, in dessen Hoheitsgebiet sich der Antragsteller befindet (Art. 20 Abs. 1 und Abs. 4 Dublin-III-VO).
Unstrittig ist, dass eine Zurückweisung an der Grenze stattfinden kann, solange eine Person das Hoheitsgebiet noch nicht betreten hat.
Daniel Thym schrieb 2018 im Verfassungsblog, eine Person in der Passabfertigung eines Grenzübergangs sei bereits auf deutschem Hoheitsgebiet und könne deshalb nicht mehr einfach an der Grenze zurückgewiesen werden. Alexander Peukert, Christian Hillgruber, Ulrich Foerste und Holm Putzke vertraten 2016 mit Verweis auf den Schenger Grenzkodex die Ansicht, dass eine Person erst durch Einreise deutsches Hoheitsgebiet betritt. Dementsprechend kamen Peukert, Hillgruber, Foerste und Putzke im Gegensatz zu Thym zu dem Schluss, dass eine Zurückweisung an Grenzübergängen konform mit der Dublin-III-Verordnung gewesen wäre. Unabhängig davon hielten Kay Hailbronner und Daniel Thym 2016 eine Schließung der Binnengrenzen der EU und Zurückweisung wegen Aufrechterhaltung der öffentlichen Ordnung und Schutz der inneren Sicherheit in einer vergleichbaren Situation unter Verweis auf Art. 72 AEUV für denkbar.
Der ehemalige Verfassungsrichter Udo di Fabio kam im Januar 2016 in einem Gutachten für den Freistaat Bayern vom sogar zu dem Ergebnis, dass eine Grenzschließung zum damaligen Zeitpunkt (und damit sicherlich auch im September 2015) geboten gewesen sei. Sein zentrales Argument war, dass durch die „ungeregelte Einreise“ die Staatsstrukturen gefährdet seien, hier besonders das Rechtsstaatsprinzip und das Demokratieprinzip, ersteres wegen Gefährdung der öffentlichen Sicherheit (insbesondere in Hinblick auf die Ereignisse in der Silvesternacht 2015), zweiteres, weil das Demokratieprinzip eine „gesetzmäßige und praktisch beherrschbare Bevölkerungszusammensetzung“ voraussetze.
Die Zahl der Schutzsuchenden blieb auch nach Einführung der Grenzkontrollen äußerst hoch. Es wurden bis zu acht Sonderzüge eingesetzt, um Flüchtlinge aus Salzburg direkt in deutsche Erstaufnahmeeinrichtungen zu bringen. So berichtete die Stadt Passau am 19. Oktober, dass innerhalb von drei Wochen über 100.000 Flüchtlinge allein über die Grenze zwischen Österreich und Passau eingereist seien, also mehr als 4.750 Personen pro Tag.

#### Nach Einführung der Grenzkontrollen
Die (aufgrund der Gerichtsurteile von EGRM und EuGH und der fortdauernden Situation in Griechenland) faktisch nahezu irrelevante Entscheidung Deutschlands, bei syrischen Staatsangehörigen ohne Durchführung eines Dublin-Verfahrens das Selbsteintrittsrecht der Dublin-III-Verordnung wahrzunehmen, stieß in vielen EU-Ländern auf Widerspruch und Argwohn.
Am 21. Oktober 2015 wies das Bundesinnenministerium das BAMF an, das Dublin-Verfahren wieder wie gewohnt anzuwenden, wobei weiterhin entsprechend den Gerichtsurteilen und der langjährigen Praxis beim Dublin-Verfahren davon ausgegangen wurde, dass keine Überstellungen nach Griechenland durchgeführt werden können.
Am österreichischen Grenzübergang Spielfeld von Slowenien zu Kroatien und an der Grenze zwischen Griechenland und Nordmazedonien wurden 2015 Grenzzäune gebaut. Schließlich wurde ab März 2016 die Reise über die sogenannte Balkanroute von Nordmazedonien, Serbien, Kroatien, Ungarn und Slowenien verhindert.
Im ersten Halbjahr 2016 kam es sodann zu wesentlich mehr Überstellungen nach Deutschland als umgekehrt. Von Januar bis Mai übernahm Deutschland 5.467 Asylsuchende, vor allem aus Schweden. Im gleichen Zeitraum stellte die Bundesrepublik 18.668 Übernahmeanfragen an andere EU-Staaten. Davon wurden 7.410 abgelehnt, die meisten anderen scheiterten daran, dass die Asylsuchenden untertauchten. Nur in 1.453 Fällen kam es tatsächlich zu einer Übernahme. Weil Ungarn bei der Einreiseregistrierung am zuverlässigsten ist, wurden die meisten Übernahmeanfragen dort gestellt. Ungarn kontingentierte die Übernahmen im Rahmen des Dublin-Verfahrens aber einseitig auf 12 Asylbewerber pro Tag.
Am 18. März 2016 wurde das sogenannte EU-Türkei-Abkommen (das kein völkerrechtliches Abkommen ist) verabschiedet. Der für die EU zentrale Aspekt war: „Alle neuen ‚irregulären Migranten‘, die ab dem 20. März 2016 auf den griechischen Inseln ankommen und die kein Asyl beantragen oder deren Antrag als unbegründet oder unzulässig abgelehnt wird, werden auf Kosten der Europäischen Union in die Türkei zurückgebracht.“ Für Deutschland lief diese Regelung jedoch ins Leere: Bis 2024 wurde Syrern, deren Asylverfahren in Deutschland durchgeführt wurde, stets zumindest subsidiärer Schutz gewährt.
Trotz Grenzkontrollen gab es unerlaubte Einreisen. Im Falle eines Migranten aus Libyen, der aus Angst vor Strafverfolgung wegen Raubes nach Deutschland floh und weder asylrechtlich noch als Flüchtling subsidiären Schutz erhalten konnte, urteilte das Oberverwaltungsgericht Koblenz am 14. Februar 2017 (Aktenzeichen: 13 UF 32/17): „Zwar hat sich der Betroffene durch seine unerlaubte Einreise in die Bundesrepublik nach §§ 95 Abs. 1 Nr. 3, 14 Abs. 1 Nr. 1, 2 AufenthG strafbar gemacht. Denn er kann sich weder auf § 15 Abs. 4 Satz 2 AufenthG noch auf § 95 Abs. 5 AufenthG i.V.m. Art. 31 Abs. 1 GFK berufen. Die rechtsstaatliche Ordnung in der Bundesrepublik ist in diesem Bereich jedoch seit rund eineinhalb Jahren außer Kraft gesetzt und die illegale Einreise ins Bundesgebiet wird momentan de facto nicht mehr strafrechtlich verfolgt.“

#### Nachwirkungen
Verschiedene EU-Staaten verschärften in den folgenden Jahren ihre Asylgesetzgebung, beispielsweise Frankreich im Jahr 2018.
Die Verteilung der Flüchtlinge, die vor allem nach Deutschland und Schweden wollten, verursachte einen Streit unter den Mitgliedstaaten der Europäischen Union, der bislang ungelöst ist. Während es seit der Flüchtlingskrise die Haltung Deutschlands und der Europäischen Union gewesen ist, dass Schutzsuchende auf alle europäischen Staaten verteilt werden sollten, haben sich osteuropäische Staaten gegen eine solche Regelung gestellt.
Die Dublin-Verordnung ist bis heute in Kraft. Obwohl laut den Dublin-Regeln Asylanträge eigentlich in dem EU-Land bearbeitet werden müssten, in dem die Flüchtlinge zuerst europäischen Boden betreten, geschieht dies nur noch selten. EU-Innenkommissar Dimitris Avramopoulos fand dafür im Jahr 2018 die Worte: „Dublin, wie wir es kennen, ist tot“.

### Im Inland

#### Bundeswehreinsatz zur Krisenbewältigung

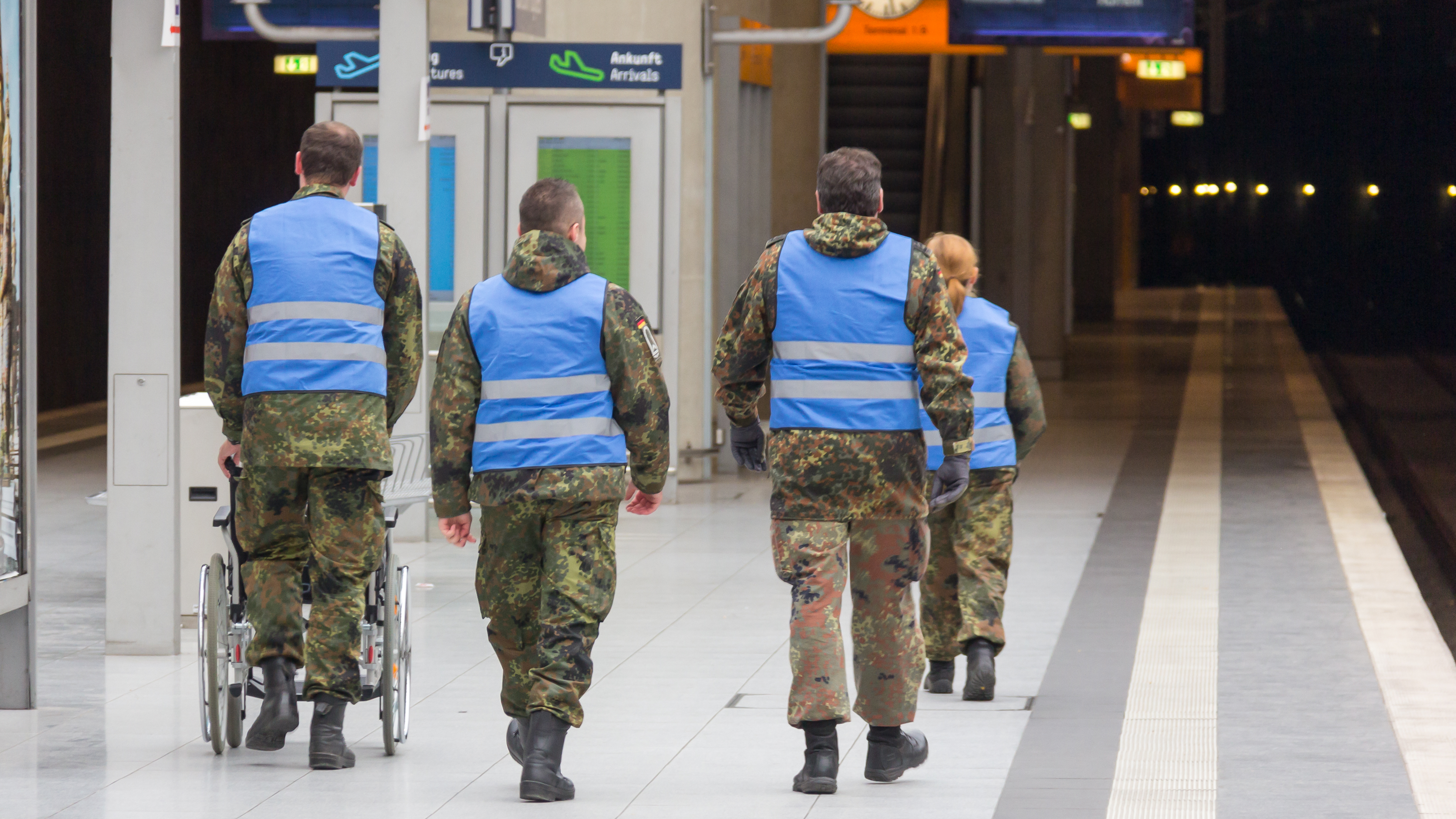
Drehscheibe Köln/Bonn Ankunftsbereich, 5. Oktober 2015

Die Bundeswehr kam ab Juni 2015 in ihrem bisher längsten und personalaufwändigsten Inlandseinsatz 850 Hilfsanträgen von Ländern und Kommunen nach. So wurden 170.000 Unterbringungsplätze bereitgestellt und 200.000 Asylsuchende transportiert. Nach dem Abflauen der Flüchtlingswelle wurde Personal an das Bundesamt für Migration und Flüchtlinge abgestellt.

#### Reformen bei Registrierung, Datenaustausch und Identitätsfeststellung

##### Registrierung und Abgleich von Fingerabdrücken

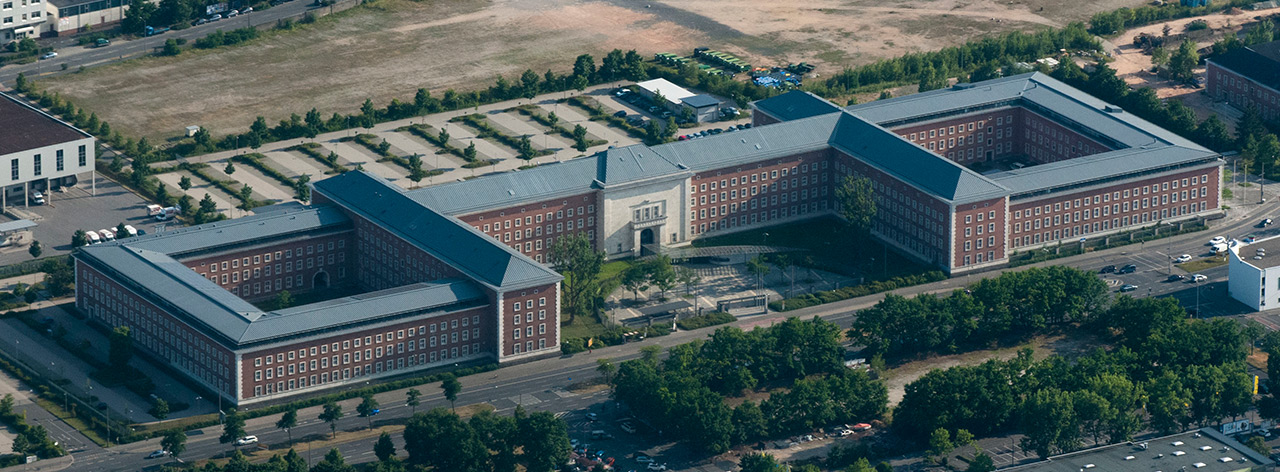
Hauptsitz des BAMF in Nürnberg, 2014

Nach Angaben der Gewerkschaft der Polizei (GdP) und der Deutschen Polizeigewerkschaft wurde in den letzten Monaten des Jahres 2015 nur ein Bruchteil der unkontrolliert nach Deutschland eingereisten Ausländer anhand von Fingerabdrücken erkennungsdienstlich erfasst. Im Oktober 2015 hatte die Europäische Kommission an Griechenland, Kroatien und Italien Mahnschreiben gerichtet und zur korrekten Anwendung der Verordnung (EU) Nr. 603/2013 (Eurodac-Verordnung) aufgefordert. Zwei Monate später wurde festgestellt, dass die betreffenden Mitgliedstaaten den Mahnschreiben nicht nachgekommen waren. Daraufhin forderte die EU-Kommission diese Länder im Dezember 2015 erneut zur Einhaltung dieser EU-Verordnung auf.
Noch im Februar 2017 hatten nur 10 Prozent der deutschen Ausländerbehörden die technischen Möglichkeiten, Fingerabdrücke elektronisch zu erfassen und mit dem Kerndatensystem (KDS) des vom Bundesverwaltungsamt betriebenen Ausländerzentralregisters abzugleichen. An das im Rahmen der Digitalisierung des Asylverfahrens u. a. um Fingerabdrücke als Speicherinhalt erweiterte KDS sind etwa 13.900 Behörden aus den Bereichen Aufenthalt und Asyl, Polizei, Sicherheit und Justiz sowie andere Nutzer angeschlossen. Das Bundesamt für Migration und Flüchtlinge (BAMF) kann bereits seit Herbst 2016 von allen Flüchtlingen Fingerabdrücke nehmen und abgleichen. Für die Identitätsfeststellung sind die Scans ausreichend, für kriminaltechnische Untersuchungen jedoch zum Teil unbrauchbar.
Ende Mai 2017 stellte das BAMF fest, dass man mehreren tausend Personen Asyl bereits gewährt hatte, ohne sie zuvor erkennungsdienstlich erfasst zu haben. Im Mai 2018 veröffentlichte Die Welt einen Artikel, der aus einem internen Schreiben der Qualitätssicherung des BAMF vom 11. Mai zitiert, nach dem die erkennungsdienstlichen Behandlungen von Antragstellern auch weiter regelmäßig nicht nachgeholt würden.

##### Registrierungssysteme und Datenaustausch
Im Dezember 2016 wurde der Tatverdächtige im Kriminalfall Maria L. – ein Sexualverbrechen, das am 16. Oktober 2016 in Freiburg im Breisgau verübt worden war – festgenommen. Im Zuge dessen berichteten Medien über Lücken in deutschen und europäischen IT-Erfassungssystemen für Flüchtlinge einerseits und für Straftäter andererseits, durch die Kriminelle unbemerkt schlüpfen können. Die Aufarbeitung des kurz danach begangenen Anschlags auf den Berliner Weihnachtsmarkt an der Gedächtniskirche thematisierte ebenfalls derartige Probleme. Die nachfolgenden Beispiele zeigen Mängel im behördlichen Datenaustausch sowie diesbezügliche Abhilfeschritte auf:
- Afis-A und Afis-P sind automatisierte Fingerabdruckidentifizierungssysteme (AFIS) der deutschen Polizei.[89] Zugriff auf das Automatisierte Fingerabdruckidentifizierungssystem Polizei (Afis-P), in dem nur daktyloskopiebezogene Daten zu Zwecken der Strafverfolgung oder der polizeilichen Gefahrenabwehr gespeichert werden, hatte bis Anfang 2016 nur die Polizei. Auf das Automatisierte Fingerabdruckidentifizierungssystem Asyl (Afis-A), mit dem nur Daten von Asylsuchenden im Rahmen der erkennungsdienstlichen Behandlung (ED-Behandlung) zur Durchführung des Asylverfahrens erfasst werden, konnten nur die Ausländerbehörden zugreifen. Inzwischen sind beide Systeme verknüpft, sodass sowohl Polizei als auch Ausländerbehörden auf die in diesen Systemen vorgehaltenen Daten zugreifen können. Sowohl Afis-P als auch Afis-A sind Teil der INPOL-Datenbank des Bundeskriminalamts (BKA).[87] Der Chef des BKA Holger Münch hält INPOL für zu alt und zu langsam.[88]

- Das bundesweit verfügbare Kerndatensystem (KDS) auf Basis des Ausländerzentralregisters (AZR), das im Rahmen der Digitalisierung des Asylverfahrens eingerichtet wurde und durch dessen Abfrage die für unkontrolliert eingereiste Ausländer zuständigen Ausländer- und Meldebehörden Mehrfachidentitäten ausschließen können, wurde erst in der ersten Hälfte des Jahres 2016 schrittweise eingeführt. Der Berlin-Attentäter Anis Amri kam jedoch schon im Sommer 2015 aus Italien nach Deutschland und wurde dort am 6. Juli 2015 in Freiburg i. Br. durch die Kriminaldirektion Freiburg K8 unter der Personalie Anis Amir (sic) registriert.[90]

##### Identitätsfeststellung über Pässe
Die Gewerkschaft der Polizei schätzt, dass nur rund 25 bis 30 Prozent der nach Deutschland 2015 eingereisten Asylsuchenden einen Reisepass vorzuweisen hatten. Zudem ist bekannt, dass sowohl syrische Blankoausweise als auch Ausweissoftware, Geräte und Stempel in die Hände krimineller Organisationen gefallen sein könnten, sodass kriminelle oder terroristische Organisationen in der Lage sein dürften, technisch echte Pässe mit falschen Angaben herzustellen. Der Gesamtpersonalrat des Bundesamts für Migration und Flüchtlinge (BAMF) warnte im November 2015, dass das beschleunigte Asylverfahren ohne Identitätsfeststellung bei Menschen, die sich als Syrer ausgeben, ein erhöhtes Gefährdungspotenzial darstelle, da es das Einsickern von IS-Kämpfern nach Mitteleuropa erleichtere. Nach Angaben des Gesamtpersonalrats wurden im November 2015 syrische Pässe nicht auf ihre Echtheit geprüft; bei Asylbewerbern ohne Pass werde sogar gänzlich auf eine Identitätsfeststellung verzichtet. Vor dem Hintergrund gefälschter oder gestohlener Pässe wurde im Dezember 2015 in Deutschland erneut eine umgehende Einzelfallprüfung auch der Asylanträge von Asylbewerbern aus Syrien gefordert. Ansgar Heveling (CDU), Vorsitzender des Innenausschusses des Deutschen Bundestages, fordert „in Europa vor allem eine schnellstmögliche, lückenlose Registrierung aller Menschen, die hier ankommen.“ Ebenso betonte Burkhard Lischka (SPD), wie wichtig „ab sofort eine Einzelfallprüfung auch der geflohenen Menschen aus Syrien durch deutsche Behörden“ sei. Am 3. Dezember 2015 beschloss die Innenministerkonferenz in Koblenz aus Sicherheitsgründen eine Rückkehr zur regulären Einzelfallprüfung des Asylantrages mit persönlicher Anhörung auch für Asylbewerber aus Syrien, dem Irak, Afghanistan und Eritrea. Dies wurde mit Wirkung zum 1. Januar 2016 beschlossen.
Anfang August 2016 erklärte Katja Wilken-Klein vom BAMF, dass alle Asylsuchenden registriert und polizeilich überprüft seien. Der bayerische Innenminister Joachim Herrmann (Politiker, 1956) warf dem BAMF Mitte August 2016 eine mangelhafte Überprüfung der Asylsuchenden vor, dies sei ein nicht hinnehmbares Sicherheitsdefizit, denn: „Wir wissen mittlerweile, dass auch der IS diese Sicherheitslücken gezielt genutzt hat, um Attentäter als Asylsuchende getarnt nach Europa zu schleusen.“ Bei einer stichprobenartigen Überprüfung der Pässe von Asylsuchenden in Bayern wurde ein erheblicher Anteil an gefälschten Pässen und nicht zutreffenden Identitätsangaben entdeckt. Im September 2016 wurden in Mecklenburg-Vorpommern 3.300 Pässe von Asylsuchenden nachgeprüft und dabei 140 gefälschte Pässe entdeckt, die zum Teil vom BAMF mit Gutachten für echt erklärt worden waren. Brandenburgs Generalstaatsanwalt Erardo Rautenberg wollte Mitte September 2016 rund 18.000 Datensätze des BAMF beschlagnahmen lassen, um diese zu überprüfen. Laut RBB handelte es sich dabei um die Daten von Flüchtlingen, die in der Zeit vom 5. September bis 22. Dezember 2015 mit der Bahn aus Ungarn oder Österreich nach Brandenburg gekommen waren und von der Bundespolizei aus Kapazitätsgründen nicht identifiziert werden konnten. Das BAMF verweigerte jedoch die Herausgabe, da Flüchtlinge nicht unter einen solchen Generalverdacht gestellt werden könnten, wie das Landgericht Frankfurt (Oder) entschied. Bis Februar 2017 überprüfte die Staatsanwaltschaft daraufhin in bundesweit einmaligen und aufwändigen Individualverfahren 1.000 der 18.000 Fälle. Dabei wurde festgestellt, dass 15–20 % der Menschen nicht mehr auffindbar waren.

#### Beschleunigung laufender Asylverfahren

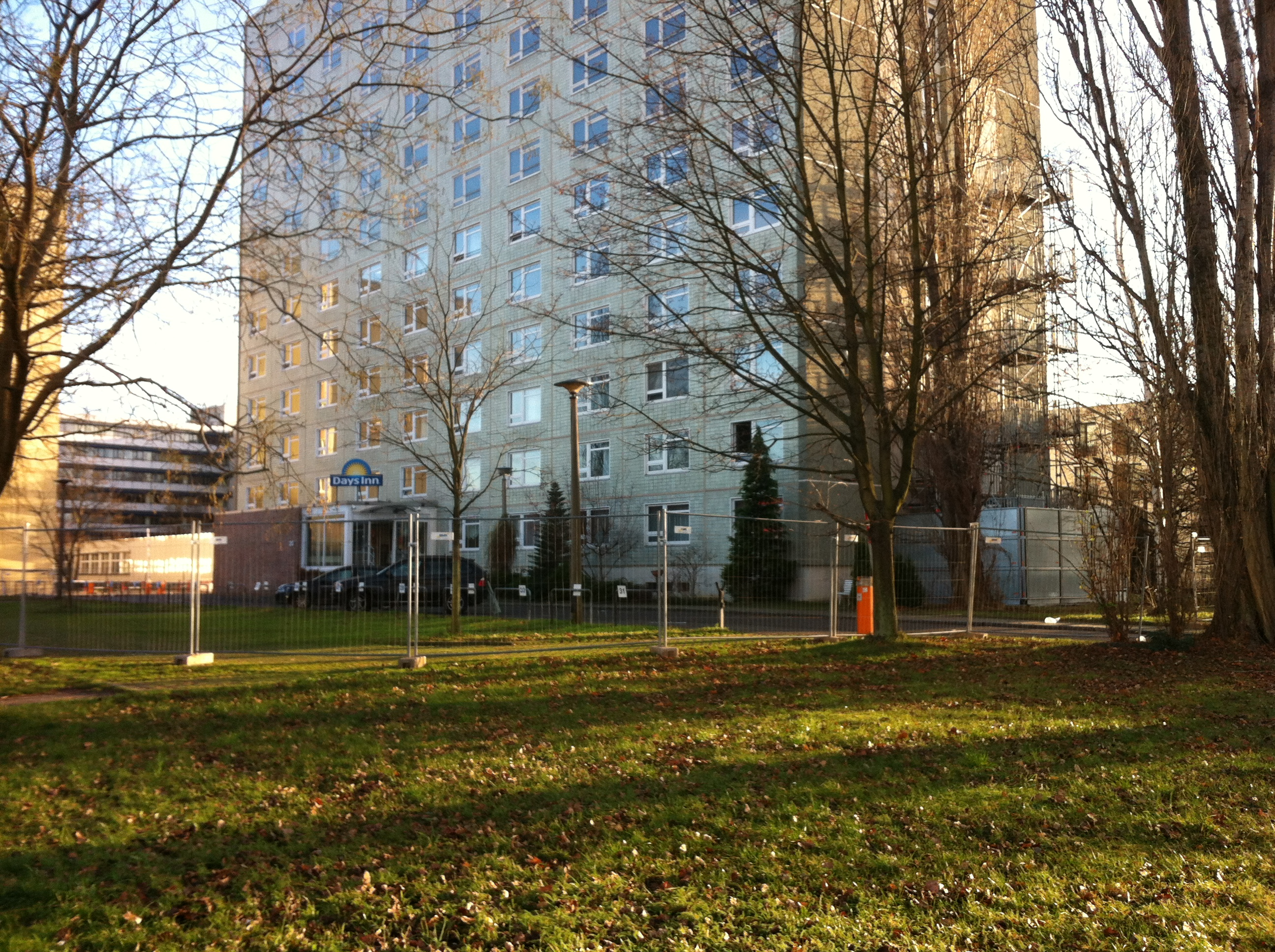
Bewachtes Hotel in Dresden, Flüchtlingsunterkunft im Winter 2015/2016

Die Zahl der laufenden Asylverfahren lag im September 2015 in Deutschland höher als in allen anderen europäischen Staaten zusammengenommen. Um die Bearbeitung der Asylanträge zu beschleunigen, suchten die Politiker bereits im Sommer 2015 nach Möglichkeiten. Eine davon war die beschleunigte Bearbeitung von Asylanträgen von Bewerbern aus dem Westbalkan (ca. 46 %). Die Bundesregierung beschloss, deren als aussichtslos eingeschätzte Asylanträge vorzuziehen, um diese Asylbewerber nach voraussichtlicher Ablehnung schnell abschieben zu können.
Für eritreische Staatsangehörige, für welche Deutschland nach der Dublin-III-Verordnung zuständig war (was alle Personen betraf, die über Griechenland in die EU eingereist waren) und deren Identität feststand, wurde am 26. Juni 2015 ein beschleunigtes Verfahren eingeführt. Ein ähnliches beschleunigtes Verfahren wurde für Mandäer, Jesiden und Christen aus dem Irak angewandt. Ihre Anträge werden allein auf Basis des schriftlichen Antrags bewilligt. Auch von der sogenannten Widerrufsprüfung wurde bis zum 1. August 2015, als das Gesetz zur Neubestimmung des Bleiberechts und der Aufenthaltsbeendigung in Kraft trat, abgesehen. Nach Ansicht des Gesamtpersonalrats des BAMF lief das beschleunigte Asylverfahren bei Syrern und Eritreern nicht nach den Regeln der Rechtsstaatlichkeit ab. So erfolgt bei Asylbewerbern, die Syrer sind oder sich als solche ausgeben, keine Identitätsüberprüfung. Die Flüchtlingseigenschaft wurde daraufhin zuerkannt, dass lediglich ein Dolmetscher, der in der Regel weder vereidigt wurde noch selbst aus Syrien kam, einen Asylbewerber als Syrer bestätigte. Bei Flüchtlingen, die einen syrischen Pass vorzeigen können, seien die Entscheider „angehalten, ohne erfolgte Echtheitsprüfung diesem Personenkreis den Flüchtlingsstatus zuzuerkennen“. Diese Verfahrensweise sei unzureichend, da zahlreiche syrische Pässe gefälscht seien und eine große Zahl der Asylsuchenden eine falsche Identität angäben, um eine Bleibeperspektive mit der Möglichkeit der Familienzusammenführung etc. zu erhalten. Das beschleunigte Verfahren war bis Ende des Jahres 2015 in Kraft.
Bundesinnenminister Thomas de Maizière schätzte den Anteil „falscher Syrer“ im Herbst 2015 auf 30 Prozent. Als publik wurde, dass er dafür keine Datengrundlage hatte, wurde ihm von der Opposition vorgeworfen, Gerüchte zu schüren. 2016 wurde aus einem vertraulichen Frontex-Screening bekannt, dass sich im Jahre 2015 ca. 14 % der in Griechenland angekommenen Flüchtlinge fälschlich als Syrer ausgaben, um eine bessere Bleibeaussicht zu haben. Dieser Trend habe sich 2016 fortgesetzt.
 Ab Anfang September 2015 lagen dem Bundesamt für Migration und Flüchtlinge (BAMF) viele unbearbeitete Asylanträge vor. Um mehr Asylverfahren pro Monat abzuschließen, wurde der Personalbestand im Jahr 2016 auf 7.300 Mitarbeiter aufgestockt und durch Abordnungen von anderen Behörden auf insgesamt 9.000 Mitarbeiter erhöht. Der Anstieg der Asylverfahren und die beschleunigte Bearbeitung beim Bundesamt führten mit zeitlicher Verzögerung auch zu einem erheblichen Anstieg der Klage- und Eilrechtsschutzverfahren bei den Verwaltungsgerichten. So stiegen nach den für Brandenburg veröffentlichten Zahlen die Neueingänge bei den drei brandenburgischen Verwaltungsgerichten von insgesamt 2.859 (2014) auf 5.707 (2015), 7.106 (2016) und auf 6.805 Verfahren allein im ersten Halbjahr 2017.
Die Entwicklung der Zahl der anhängigen Verfahren hängt hauptsächlich vom monatlichen Neuzugang und der Zahl der entschiedenen Anträge ab. Seit dem 4. Quartal 2016 werden deutlich mehr Anträge entschieden als hinzukommen:
Im April 2019 änderte das BAMF seine Leitsätze zu Syrien: In bestimmten Fällen sollte nur noch ein Abschiebungsverbot statt des subsidiären Schutzstatus erteilt werden. Zwecks Abstimmung mit dem Bundesinnenministerium wurde jedoch Ende April ein Teil der Verfahren syrischer Asylsuchender vorläufig zurückgestellt.

#### Finanz- und sozialpolitische Entwicklung
Wegen der großen Zahl Asylsuchender erhöhte die deutsche Bundesregierung die finanziellen Mittel für Flüchtlinge für 2015 um eine Milliarde Euro und stellte für das Jahr 2016 zusätzlich sechs Milliarden Euro zur Verfügung. Mit diesen Maßnahmen sollten unter anderem die Budgets von Jobcentern und die Mittel für berufsbezogene Deutschförderung erhöht werden. Außerdem sollten direkte finanzielle Zuwendungen teilweise durch Sachleistungen ersetzt werden. Auch einigte man sich, den Etat des Auswärtigen Amts um jährlich 400 Millionen Euro zu erhöhen, um Fluchtursachen zu bekämpfen. Die Bundesregierung, Länder und Kommunen finanzieren für Asylbewerber mit guter Bleibeperspektive einen Deutschkurs im Umfang von 600 Stunden.
Die Bundesagentur für Arbeit und das Bundesamt für Migration und Flüchtlinge wurden unter die gemeinsame Führung von Frank-Jürgen Weise gestellt, um eine individuell abgestimmte Förderung der Asylbewerber zu ermöglichen.
Das IFO-Institut rechnete im September 2015 dagegen allein für die 2015 prognostizierten 800.000 Flüchtlinge – zum Jahreswechsel waren es tatsächlich rund 900.000 – mit 10 Milliarden Euro Kosten. Bildungsmaßnahmen und der Nachzug durch die Familienzusammenführung waren dabei noch nicht einbezogen. Diese Zahlen mussten jedoch im Dezember 2015 erheblich korrigiert werden, so rechnete das Ifo-Institut nun mit Kosten in Höhe von 21 Mrd. € allein 2015.
Bundeskanzlerin Merkel versprach im Oktober 2015, zur Finanzierung der Flüchtlingskrise würden keine Steuern erhöht.
Im Februar 2016 bezifferten die Finanzminister Bayerns und Nordrhein-Westfalens die Kosten der Bundesländer für Integrationsleistungen auf 20 bis 25 Milliarden Euro für das laufende Jahr. Für das Bundesland Nordrhein-Westfalen gaben sie die Erstattung durch den Bund mit knapp 20 %, für Bayern mit 17 % der Kosten an. Die geplanten Kostenerstattungen zwischen Ländern und Kommunen wurden ebenfalls zum Streitpunkt. Das Land NRW überwies lediglich einen Pauschalbetrag von 10.000 Euro pro Flüchtling, den Vertreter der Kommunen für nicht kostendeckend hielten. Für rund 52.000 abgelehnte Asylbewerber in NRW im Januar 2016, die nicht abgeschoben werden konnten und lediglich geduldet wurden, zahlte das Land nur für drei Monate pro Jahr den Pauschalbetrag.
Die Betreuung unbegleiteter minderjähriger Flüchtlinge erwies sich als kostspielig. Für Berlin rechneten Journalisten im Februar 2017 für die mehr als 2.700 unbegleiteten minderjährigen Flüchtlinge in der Stadt im Jahr mit Kosten von 200 Millionen Euro.

#### Beschleunigte Rückführung abgelehnter Asylbewerber ohne Reisepass aus Balkanstaaten
Die Bundesregierung nimmt die Rückführung abgelehnter Asylbewerber aus Balkanstaaten ohne gültigen Reisepass auf der Grundlage des Laissez-passer-Verfahrens vor. Dieses Verfahren erlaubt eine freiwillige Rückkehr oder Abschiebung auch ohne Reisepass. Die Balkanstaaten haben ihre Bereitschaft zur Aufnahme der Rückkehrer erklärt. Weiterhin wurden auch die Anreize für eine freiwillige Rückkehr verstärkt. Mehr als 5.000 Kosovaren erhielten Geldbeträge von bis zu 3.000 Euro für ihre freiwillige Ausreise.
Für Rückkehrer aus Albanien, Serbien, Mazedonien und dem Kosovo übernahm bzw. übernimmt das REAG/GARP-Förderprogramm nur die Transportkosten (Stand: März 2015).

#### Besondere Verfahrensweise bei bestimmten Asylbewerbern
Am 3. Dezember 2015 beschloss die Innenministerkonferenz in Koblenz für Asylbewerber aus Syrien, dem Irak, Afghanistan und Eritrea aus Sicherheitsgründen eine Rückkehr zur regulären Einzelfallprüfung des Asylantrages mit persönlicher Anhörung.

#### Änderungen im Asylrecht 2015 (Asylpaket I)
Am 29. September 2015 beschloss das Bundeskabinett ein Gesetzespaket mit wesentlichen Änderungen im deutschen Asylrecht – das Asylpaket I. Im Einzelnen wurde Folgendes beschlossen:
- Einstufung als „sicherer Herkunftsstaat“: Um Asylbewerber aus den Balkanstaaten Albanien, Kosovo und Montenegro schneller abschieben zu können, wurden diese Länder als „sichere Herkunftsstaaten“ eingestuft. Asylsuchende von dort sollen bis zum Abschluss des Asylverfahrens in den Erstaufnahmeeinrichtungen bleiben.[122]
- Unterbringung in Erstaufnahmestellen: Asylbewerber sollen bis zu sechs Monate – zuvor waren maximal drei Monate zulässig – in Erstaufnahmeeinrichtungen untergebracht werden und statt Geld möglichst nur noch Sachleistungen bekommen. Geld soll künftig nur noch maximal einen Monat im Voraus ausgezahlt werden.
- Unangekündigte Abschiebung: Um ein Abtauchen in die Illegalität zu verhindern, soll die Abschiebung abgelehnter Asylbewerber künftig ohne Vorankündigung erfolgen.
- Beschleunigung der Asylverfahren: Asylverfahren sollen bereits nach drei Monaten abgeschlossen werden. Das Bundesamt für Migration und Flüchtlinge (BAMF) soll dazu personell aufgestockt werden. Altverfahren sollen in Zukunft durch mehr Entscheider schneller abgeschlossen werden.
- Sachleistungen statt Geld: Um Asylbewerbern, die nur aus wirtschaftlicher Not nach Deutschland gekommen sind, keine finanziellen Anreize zu geben, sollen diese künftig möglichst Sachleistungen wie Essen, Kleidung, Körperpflegemittel, Tabakwaren oder Tickets für den öffentlichen Nahverkehr erhalten.
- Finanzhilfen des Bundes: Der Bund zahlt den Ländern für jeden zugewiesenen Flüchtling monatlich eine Kopfpauschale in Höhe von 670 Euro, mit der Auflage, diese Mittel an ihre Kommunen zu verteilen.
- Unterbringung: Bestimmte Baurechtsvorschriften, die die Errichtung winterfester Quartiere verzögern würden, werden ausgesetzt (z. B. bei Standortauswahl, Lärmschutz oder Einsatz erneuerbarer Energien).
- Integration: Asylbewerbern mit guten Aussichten auf einen Aufenthaltstitel werden Integrationskurse und Deutschkurse angeboten, Eingliederungshilfen auf dem Arbeitsmarkt angeboten und der Zugang zu Berufspraktika erleichtert.
- Ärztliche Versorgung: Vom Bund werden die Voraussetzungen dafür geschaffen, dass die Länder auf freiwilliger Basis eine Gesundheitskarte für Flüchtlinge einführen können.

Die Änderungen im Asylrecht durch das Asylpaket I traten überwiegend am 24. Oktober 2015 in Kraft.

#### Änderungen im Asylrecht 2016 (Asylpaket II)
Am 3. Februar 2016 beschloss das Bundeskabinett ein zweites Gesetzespaket mit strengeren Asylregeln – das Asylpaket II. Demnach soll der Familiennachzug für subsidiär Schutzberechtigte für zwei Jahre ausgesetzt werden. Davon wäre derzeit etwa ein Zehntel der Asylbewerber aus Syrien betroffen. Außerdem sind Asyl-Schnellverfahren in besonderen Aufnahmeeinrichtungen und eine Kürzung der Asylbewerberleistungen vorgesehen. Der SPD-Parteivorsitzende Sigmar Gabriel widersprach Anfang Februar dem Gesetzentwurf, weil dort der Familiennachzug für Minderjährige ebenfalls ausgesetzt werde, und erklärte, das sei nicht verabredet gewesen. Der Gesetzentwurf war zuvor vom SPD-geführten Bundesfamilienministerium fachlich geprüft und nicht beanstandet worden. Da Gabriel auf Nachbesserung bestand, beauftragte die Bundeskanzlerin Innen- und Justizminister mit der Klärung. Innenminister Thomas de Maizière (CDU) und Justizminister Heiko Maas (SPD) kamen am 11. Februar 2016 darin überein, an den Beschlüssen der Koalition zum Asylpaket II nichts zu verändern. Bei Vorliegen dringender humanitärer Gründe soll das Auswärtige Amt im Einvernehmen mit dem Innenministerium über Ausnahmen entscheiden. Das Asylpaket II wurde am 25. Februar 2016 vom Bundestag verabschiedet. 429 Abgeordnete votierten dafür und 147 dagegen. Das Gesetzespaket passierte am 26. Februar den Bundesrat, war aber nicht zustimmungspflichtig.
Ursprünglich sollten die Bundesländer im Rahmen des Asylpakets II verpflichtet werden, Mindeststandards wie abschließbare Toiletten und getrennte Duschen in den Flüchtlingsunterkünften bereitzustellen. Außerdem war geplant, Unterkünften mit Kindern nur dann eine Betriebserlaubnis zu erteilen, wenn diese den in einer EU-Richtlinie und im Kinder- und Jugendschutzrecht vorgeschriebenen Standards entsprechen. Das Fehlen dieser Regelungen im Gesetzentwurf, der am 25. Februar 2016 vom Bundestag angenommen wurde, bezeichnete der Missbrauchsbeauftragte der Bundesregierung, Johannes-Wilhelm Röhrig, als „grob fahrlässig“, da es in immer mehr Fällen zu sexuellen Übergriffen an Kindern in den Flüchtlingsunterkünften komme, wie in der von ihm beauftragten Expertise Häufigkeitsangaben zum sexuellen Missbrauch am 22. Februar benannt wurde. Die EU-Kommission forderte die Bundesregierung auf, die EU-Richtlinie einzuhalten, andernfalls werde ein Ordnungsgeldverfahren gegen die Bundesrepublik eingeleitet.
Mit einem zweiten Gesetz sollte die Liste der sicheren Herkunftsstaaten um die Maghreb-Staaten Algerien, Marokko und Tunesien erweitert werden. Das vom Deutschen Bundestag am 13. Mai 2016 verabschiedete Gesetz über die Einstufung der nordafrikanischen Staaten Algerien, Marokko und Tunesien als „sichere Herkunftsstaaten“ erhielt am 10. März 2017 nicht die erforderliche Mehrheit im Bundesrat, weil Bundesländer mit Regierungsbeteiligung von Grünen und Linken dagegen stimmten.
Bei einem Treffen am 28. Januar 2016 hatten sich Spitzenpolitiker der Regierungsparteien bereits darauf geeinigt, dass die Eigenbeteiligung von Asylbewerbern an Sprachkursen 10 € pro Monat betragen soll und diejenigen, die in Deutschland eine Ausbildung erfolgreich abschließen, anschließend mindestens zwei Jahre lang in Deutschland arbeiten dürfen.

#### Digitalisierung des Asylverfahrens
Die Bundeskanzlerin und die Regierungschefs der Länder beschlossen im September 2015, die weitere Digitalisierung des Asylverfahrens in einem föderalen Projekt voranzutreiben. Ziel war die Realisierung eines integrierten IT-Gesamtsystems zur Beschleunigung des Flüchtlingsmanagement-Prozesses (Integriertes Identitätsmanagement). Der gesetzliche Rahmen dazu wurde durch das am 5. Februar 2016 in Kraft getretene Datenaustauschverbesserungsgesetz geschaffen. Auf dieser Rechtsgrundlage war es möglich, bereits im Ausländerzentralregister (AZR) gespeicherte Grundpersonalien wie Namen, Geburtsdatum und -ort sowie Staatsangehörigkeit durch neue Speichersachverhalte zu ergänzen, insbesondere um Fingerabdrücke. Das AZR, das schon in der Vergangenheit die zentrale Informationsplattform für Ausländerdaten war, dient durch die Anpassungen nach dem Datenaustauschverbesserungsgesetz künftig auch als Kerndatensystem (KDS) im Rahmen des Flüchtlingsmanagements.
Schon beim Erstkontakt eines Asylsuchenden mit einer Behörde wird jetzt ein umfangreicher Datensatz angelegt und standardisiert gespeichert. Um eine sichere Datenübertragung zu gewährleisten, erfolgt der Informationsaustausch über einen geschützten Nachrichtenserver, an den die Meldebehörden über das Internet angebunden sind. Auch wurden die Übermittlungsverpflichtungen an das AZR und die Ermächtigungen zum Abruf von Daten aus dem AZR erweitert.

Ankunftsnachweis, im Januar 2016 eingeführt

Das Integrierte Identitätsmanagement wurde bis Ende Mai 2016 bundesweit mit 1.500 Registrierstationen eingeführt. Seit diesem Zeitpunkt können alle in Deutschland Schutzsuchenden vollständig erkennungsdienstlich behandelt werden. Insbesondere können Fingerabdrücke genommen und die ermittelten Grundpersonalien im KDS zentral gespeichert werden. Das Managementsystem hat drei Kernbestandteile:
1. Registrierung der Asylsuchenden beim behördlichen Erstkontakt, wobei durch die Fingerabdrücke Mehrfacherfassungen biometrisch ausgeschlossen werden
2. Speicherung der Daten im KDS basierend auf dem Ausländerzentralregister
3. Ausgabe eines fälschungssicheren einheitlichen Ankunftsnachweises an alle nun registrierten Asylbegehrenden, in dem wichtige Daten einheitlich erfasst werden.[145]

Die erfassten Daten stehen zentral allen öffentlichen Stellen im Rahmen der erforderlichen Aufgabenerfüllung medienbruchfrei zur Verfügung. Erstregistrierung, Informationsbereitstellung für Behörden, Sicherheitsüberprüfungen sowie Asylverfahren können so schneller durchgeführt und ein Missbrauch von Leistungen des BAMF kann verhindert werden.
Ein an das Konsultations-Verfahren zentraler Behörden (KZB-Verfahren) angelehnter Sicherheitsabgleich, der unmittelbar nach der Speicherung der Daten im KDS erfolgt, ermöglicht den Sicherheitsbehörden jetzt eine frühzeitige Überprüfung, ob zu einer Person insbesondere terrorismusrelevante Erkenntnisse oder sonstige schwerwiegende Sicherheitsbedenken bestehen.
Der Ankunftsnachweis und insbesondere die darauf aufgedruckte AZR-Nummer dienen als Zugangsschlüssel zum KDS, über das die verschiedenen Behörden auf die Daten zu dem Asylsuchenden zugreifen können. Neben den Basisinformationen wie Namen, Geburtsdatum und -ort gehören auch Angaben zu begleitenden minderjährigen Kindern und Jugendlichen dazu. Für eine schnelle Integration und Arbeitsvermittlung werden Informationen über Schulbildung, Berufsausbildung und sonstige Qualifikationen erfasst. Die für Migranten und Flüchtlinge zuständigen Registrierungsbehörden sind mit einem Fingerabdruck-Schnell-Abgleichsystem (Fast-ID) ausgestattet, mit dem über eine Sofortabfrage unverzüglich festgestellt werden kann, ob zu einer Person bereits Daten vorhanden sind; Mehrfachidentitäten werden so verhindert. Technisch wird dies im KDS mittels Datenabgleich über die Datenbank INPOL beim Bundeskriminalamt (BKA) sichergestellt, in der erfasste Fingerabdrücke zentral gespeichert werden.

#### Integrationsgesetz
Die CDU/CSU-Bundestagsfraktion warnte nach den Terroranschlägen in Brüssel am 22. März 2016 vor „islamistischen Gettobildungen“ wie im Brüsseler Vorort Molenbeek. Der damalige Bundesjustizminister Heiko Maas (SPD) bezeichnete Stadtteile wie Molenbeek als Nährboden für Terrorismus, die deshalb nicht entstehen sollten.
Eine gesetzlich vorgeschriebene Residenzpflicht für alle Flüchtlinge soll derartige Ansiedlungen in Großstädten verhindern. Unter der Überschrift „Fördern und Fordern“ plante die Bundesregierung ein Integrationsgesetz folgenden Inhalts:
- Eine Wohnsitzauflage soll den massenhaften Zuzug in Ballungsgebiete verhindern. Der Gesetzentwurf erlaubt es den Ländern, auch für anerkannte Flüchtlinge Regeln zur Wohnsitzwahl zu erlassen. Dabei soll den Ländern freigestellt sein, ob sie konkrete Wohnorte vorschreiben oder den Umzug in bestimmte Städte oder Regionen verbieten. Die Regelung soll auf drei Jahre befristet werden und nicht für Flüchtlinge gelten, die in einem zu den zugewiesenen Wohngebieten nicht passenden Ort einen Job, Ausbildungs- oder Studienplatz erhalten haben.[157]
- Das Daueraufenthaltsrecht von anerkannten Flüchtlingen soll verschärft werden. Sie sollen nicht mehr wie bisher nach drei Jahren eine Niederlassungserlaubnis erhalten. Diesen unbefristeten Aufenthaltstitel soll es künftig erst nach fünf Jahren geben, wenn unter anderem hinreichende Sprachkenntnisse (Niveaustufe A2 des europäischen Referenzrahmens) und ein überwiegend sicherer Lebensunterhalt nachgewiesen werden. Nur Asylberechtigten, anerkannten Flüchtlingen und Resettlement-Flüchtlingen, die ein fortgeschrittenes Sprachniveau erreichen (Stufe C1) und überwiegend für ihren Unterhalt selbst sorgen, wird bereits nach drei Jahren das Daueraufenthaltsrecht eingeräumt.[157]
- Die Vorrangprüfung, die bisher sicherstellte, dass Asylbewerber und Geduldete nur eingestellt werden, wenn eine Arbeitsstelle nicht durch geeignete Bewerber aus Deutschland oder der EU besetzt werden kann, soll in Regionen mit unterdurchschnittlicher Arbeitslosigkeit für drei Jahre ausgesetzt werden.[157] Ab drei Monaten Aufenthalt in Deutschland sollen Flüchtlinge auch auf Basis von Arbeitnehmerüberlassung beschäftigt werden können.[158]
- Junge Asylbewerber mit einer guten Bleibeperspektive sollen für die Dauer der Berufsausbildung einen sicheren Aufenthaltsstatus erhalten. Künftig sollen sie auch eine Ausbildung aufnehmen können, wenn sie älter als 21 Jahre sind; die bisherige Altersgrenze wird abgeschafft.[158] Begleitende Hilfen oder eine assistierte Ausbildung können schon nach drei Monaten Aufenthalt bewilligt werden, Berufsausbildungsbeihilfe und Ausbildungsgeld bereits nach 15 Monaten. Werden Asylbewerber nach der Ausbildung übernommen, bekommen sie nach dem Abschluss für weitere zwei Jahre einen sicheren Aufenthaltsstatus. Schließt sich keine Beschäftigung an, wird ihr Aufenthaltsrecht für ein halbes Jahr zur Arbeitsplatzsuche verlängert.[157]
- Für Asylbewerber sollen „100.000 zusätzliche Arbeitsgelegenheiten zur niedrigschwelligen Heranführung an den deutschen Arbeitsmarkt“ aus Bundesmitteln finanziert werden.[154][158] Von der Bundesagentur für Arbeit (BA) sollen Flüchtlinge zur Wahrnehmung zumutbarer Jobs verpflichtet werden können. Wenn Maßnahmen ausgeschlagen werden, sollen Leistungen der BA gekürzt werden.[157] Flüchtlinge aus sicheren Herkunftsstaaten sollen von den geplanten Maßnahmen ausgenommen sein.[158]
- Integrationskurse bestehen aus einem Sprachkurs- und einem Orientierungsteil. Der Orientierungsteil soll künftig 100 statt bisher 60 Stunden umfassen.[158] Asylbewerber sollen schon früher als bisher teilnehmen können; sie sollen auch zur Teilnahme verpflichtet werden können. Der Anspruch auf Teilnahme an einem Integrationskurs soll nach einem Jahr erlöschen.[158] Bei Nichtteilnahme können Sozialleistungen auf das unmittelbar Notwendige gekürzt werden.[157]
- Familiennachzug soll Personen, denen nur subsidiärer Schutz zugestanden wurde, künftig erst nach zwei Jahren gestattet sein.[158]

Die Gesetzesvorlage zum Integrationsgesetz wurde bei der Klausurtagung der Regierung in Schloss Meseberg am 24. Mai vom Bundeskabinett beschlossen. Die erste Lesung im Bundestag fand am 3. Juni statt. Der Gesetzesvorlage wurde dabei mit großer Mehrheit zugestimmt; die Opposition äußerte scharfe Kritik. Der Bundestag verabschiedete das Gesetz am 7. Juli 2016 mit einigen Änderungen. Einen Tag später billigte auch der Bundesrat das Gesetz.
Das Integrationsgesetz trat überwiegend am 6. August 2016 in Kraft. Begleitet werden seine Regelungen durch die Verordnung zum Integrationsgesetz und die Vierte Verordnung zur Änderung der Beschäftigungsverordnung.

#### Beschleunigung der Abschiebung abgelehnter Asylbewerber
Zum 1. Februar 2017 wurde das Rückkehrförderprogramm „Starthilfe Plus“ eingeführt, um denjenigen, die im Asylverfahren nur sehr geringe Chancen haben, einen finanziellen Anreiz für eine frühe Entscheidung zur freiwilligen Rückkehr anzubieten und um denjenigen, die in ihr Heimatland zurückkehren möchten, eine Rückkehr und einen Neuanfang im Herkunftsland zu erleichtern.
Am 20. Juli 2017 wurde das Gesetz zur besseren Durchsetzung der Ausreisepflicht erlassen. Dieses sieht unter anderem vor:
- Gefährder können leichter in Abschiebehaft genommen werden. Ist eine Abschiebung nicht möglich, können sie verpflichtet werden, Fußfesseln zu tragen.

- Von Asylantragstellern ohne Ausweispapiere kann das Bundesamt für Migration und Flüchtlinge (BAMF) Mobiltelefone und weitere Datenträger zur Identitätsfeststellung einziehen und auswerten. Ziel der Datenauswertung sei es, beispielsweise Hinweise auf die Staatsangehörigkeit zu finden.

Der Deutsche Bundestag hatte den von der Bundesregierung zur Abstimmung vorgelegten Gesetzentwurf am 18. Mai 2017 verabschiedet.
Arbeiterwohlfahrt (AWO), Deutsches Kinderhilfswerk, Pro Asyl und Unicef Deutschland kritisierten im Februar 2017, dass das geplante Gesetz den Bundesländern die Möglichkeit einräume, auch Kinder und Jugendliche zeitlich unbegrenzt in Erstaufnahmeeinrichtungen unterzubringen. Kritisiert wird auch, dass die Jugendämter künftig für unbegleitete minderjährige Flüchtlinge einen Asylantrag stellen sollen.
Mit der Begründung, dass es in keinem Teil Syriens Schutz vor Verfolgung und Folter gebe, beschlossen die Innenminister der Bundesländer auf ihrer Konferenz im Dezember 2019, den generellen Abschiebestopp für Syrer bis Juni 2020 zu verlängern. Die Bundesregierung solle aber prüfen, ob wenigstens gefährliche Straftäter und Flüchtlinge, die zum Urlaub zurück nach Syrien fahren, dorthin abgeschoben werden können.

### Zur Bekämpfung von Fluchtursachen

#### Im Nahen Osten
Seit Ausbruch des syrischen Bürgerkrieges im Zuge des Arabischen Frühlings Anfang 2011 wurden 300.000 Menschen getötet; 4,2 Millionen Syrer flüchteten ins Ausland. Die Vereinten Nationen (UN) schätzen, dass es nach fünf Jahren Bürgerkrieg im Land selbst 7,6 Millionen Binnenflüchtlinge gibt.
Von 2012 bis 2015 unterstützte Deutschland als größter Geldgeber das Welternährungsprogramm in der Syrienkrise und als drittgrößter bilateraler Geldgeber humanitäre und strukturbildende Hilfsleistungen für die Opfer des Syrienkrieges mit mehr als 2,6 Milliarden Euro. Für den Zeitraum 2016–2018 hat die Bundesregierung weitere Hilfsgelder in Höhe von 2,3 Mrd. Euro zugesagt. Damit ist Deutschland der größte Geldgeber weltweit. Das Welternährungsprogramm der Vereinten Nationen (WFP) stellt im Jahr 2016 Geld für die Ernährung von 1,5 Millionen Menschen in Flüchtlingslagern und für 4 Millionen Hilfsbedürftige in Syrien bereit. Mit 570 Millionen Euro trägt Deutschland die Hälfte dieser Kosten. Mit weiteren 200 Millionen Euro beteiligt man sich an der Beschäftigungsinitiative Partnership for Prospects, mit der 500.000 Arbeitsplätze für syrische Flüchtlinge in der Region geschaffen werden sollen. In der Türkei, im Libanon und in Jordanien soll Flüchtlingen aus Syrien der Zugang zum lokalen Bildungssystem und zum Arbeitsmarkt ermöglicht werden. Bedürftige Familien erhalten hier unter anderem Nahrungsmittelpakete, Hygiene-Kits, Winterhilfe und medizinische Dienstleistungen. Ambulanzdienste und medizinische Erstversorgung erreichen allein im Libanon 65.000 Menschen. Außerdem werden von der Deutschen Akademischen Flüchtlingsinitiative (DAFI), dem Programm des Deutschen Akademischen Austauschdienstes (DAAD) Leadership for Syria und im Rahmen der Förderung der Alexander von Humboldt-Stiftung Scholars at risk 1900 Hochschulstipendien für Syrer angeboten. Über den von Deutschland initiierten Fonds Syria Recovery Trust Fund (SRTF) werden seit 2013 Projekte zur Versorgung der Menschen und für den Wiederaufbau der kriegszerstörten Infrastruktur in Syrien und im Irak finanziert. SRTF-Mittel wurden z. B. für Projekte zur Wiederherstellung der Stromversorgung oder zur Produktion von Nahrungsmitteln verwendet. Für das Jahr 2016 hat das Auswärtige Amt die Mittel für Hilfen in der Region um 400 Millionen Euro aufgestockt. Mit diesem Geld soll die Stromversorgung für 300.000 Menschen im Norden Syriens wiederhergestellt, die Gesundheitsversorgung von 100.000 Menschen in Flüchtlingslagern im Libanon gesichert und sollen in Syrien 500.000 Hilfsbedürftige mit Nahrung versorgt werden.
Die Bundesregierung drängte auch auf Abschluss des EU-Türkei-Abkommens vom 18. März 2016, in dem die beschleunigte Auszahlung von 3 Mrd. Euro für humanitäre Hilfe für Flüchtlinge vor Ort vereinbart wurde. Diese Hilfsmittel hatte die Europäische Union (EU) der Türkei bereits im gemeinsam vereinbarten Aktionsplan vom 30. November 2015 im Rahmen der „Fazilität für Flüchtlinge in der Türkei“ zugesagt. Außerdem wurde im Abkommen eine Anschlusszahlung von weiteren 3 Mrd. Euro für die Zeit ab 2018 vereinbart.

#### In Afrika
Nach der Einwanderung über das Mittelmeer in die EU reisten viele der Asylsuchenden nach Deutschland weiter. Im Jahr 2016 betrug die Gesamtzahl der Erstanträge auf Asyl in Deutschland 722.370. Unter den zehn wichtigsten Herkunftsländern waren die afrikanischen Staaten Eritrea (Platz 4) und Nigeria (Platz 8); aus Eritrea kamen 18.854 Antragsteller (2,6 %) und aus Nigeria 12.709 Antragsteller (1,8 %). Afrika rückte auf Grund der hohen Zahl afrikanischer Antragsteller in der Agenda der Bundeskanzlerin weit nach oben. Beim Gipfeltreffen der Gruppe der zwanzig wichtigsten Industrie- und Schwellenländer (G20) im Juli 2017 in Hamburg sollten die Themen Afrika, Migration und internationale Hilfen vorrangig behandelt werden. Der Spiegel schrieb in einem Artikel im Januar 2017, Merkel habe erkannt, dass die herkömmliche Form der Hilfe und Ertüchtigung für Afrika nicht ausreiche. Milliarden an Hilfen, Zehntausende bezahlte Helfer und Tausende selten aufeinander abgestimmte Projekte hätten nicht verhindert, dass die Zahl der Migranten aus Subsahara-Afrika beängstigend hoch geblieben sei. Nachhaltige Lösungsvorschläge seitens des Bundesministeriums für wirtschaftliche Zusammenarbeit und Entwicklung (BMZ) seien bisher ausgeblieben; ein Paradigmenwechsel und fundamental neue Ansätze in der Afrikahilfe seien aber notwendig.
Am 1. Februar 2017 stellte das BMZ im südafrikanischen Johannesburg seinen Marshallplan mit Afrika und die neue G20-Partnerschaft mit Afrika vor, im Sinne einer Rückbesinnung auf den historischen Marshall-Plan zum Aufbau Westeuropas und vor allem Westdeutschlands nach dem Zweiten Weltkrieg. Der letzte propagierte „Marshallplan“ war der vom damaligen amerikanischen Vizepräsidenten Al Gore initiierte Global Marshall Plan (GMP). Für die gerade angetretene deutsche Präsidentschaft in der G 20 war das „Thema Afrika“ Schwerpunkt. Begründet war die Themenwahl in der zu erwartenden Migrationsentwicklung. Demografie, hohes Wirtschafts- und Einkommensgefälle, instabile Sicherheitslage und sich verschlechternde Umweltfaktoren auf dem afrikanischen Kontinent weisen auf einen steigenden Migrationsdruck in den nächsten Jahren hin. Die drohende Migrationswelle von Süd nach Nord hat in den EU-Institutionen wie auch bei den führenden EU-Staaten zu einem Kurswechsel geführt. Primär sollen Fluchtursachen bekämpft werden, vor allem Kriege und mangelndes Wirtschaftswachstum. Die seit Mitte 2016 laufenden Migrationspartnerschaften mit Mali, Niger, Nigeria, Senegal und Äthiopien werden nur als Notlösungen bezeichnet.

#### In Afghanistan
In Afghanistan unterstützte Deutschland als drittgrößter bilateraler Geldgeber humanitäre und strukturbildende Hilfsleistungen im Jahre 2016 mit 430 Mill. Euro pro Jahr.

## Lage der Flüchtlinge

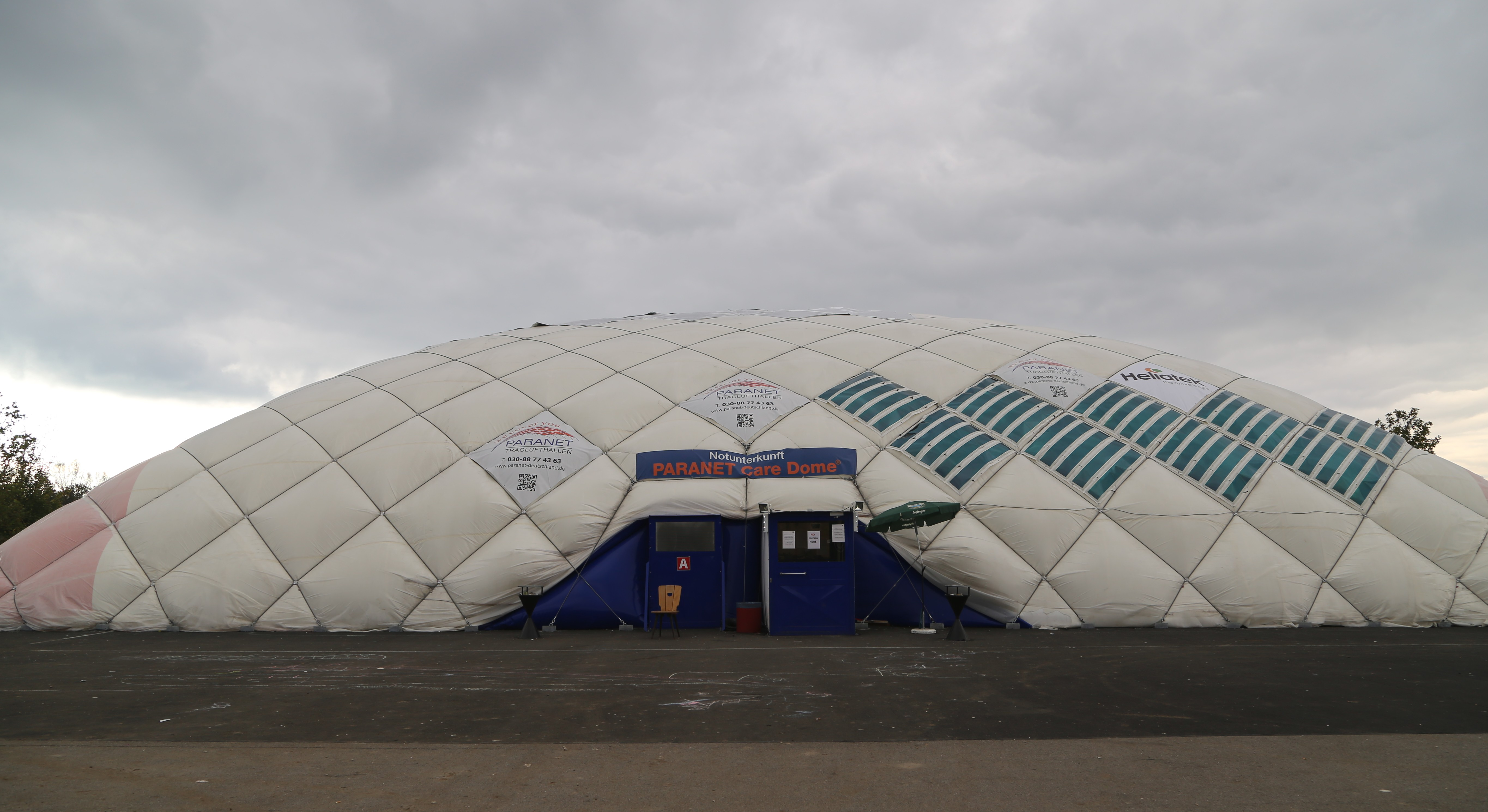
Flüchtlings-Notunterkunft (Traglufthalle) Oktober 2015 in Neubiberg (Landkreis München), Bayern

### Situation in den Unterkünften

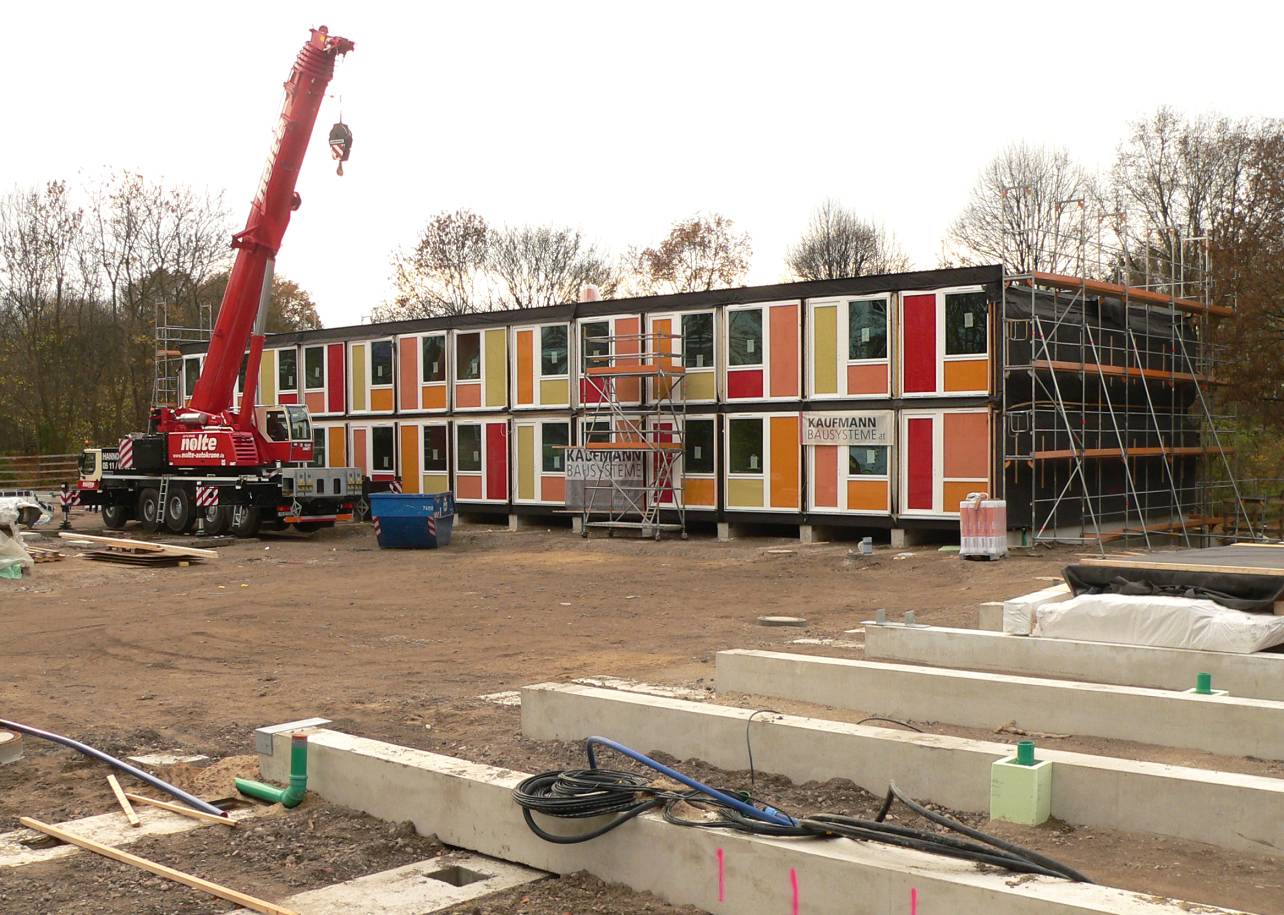
Aufstellen von Wohncontainern vor dem Winter in Hannover im Stadtteil Linden-Nord, 2015

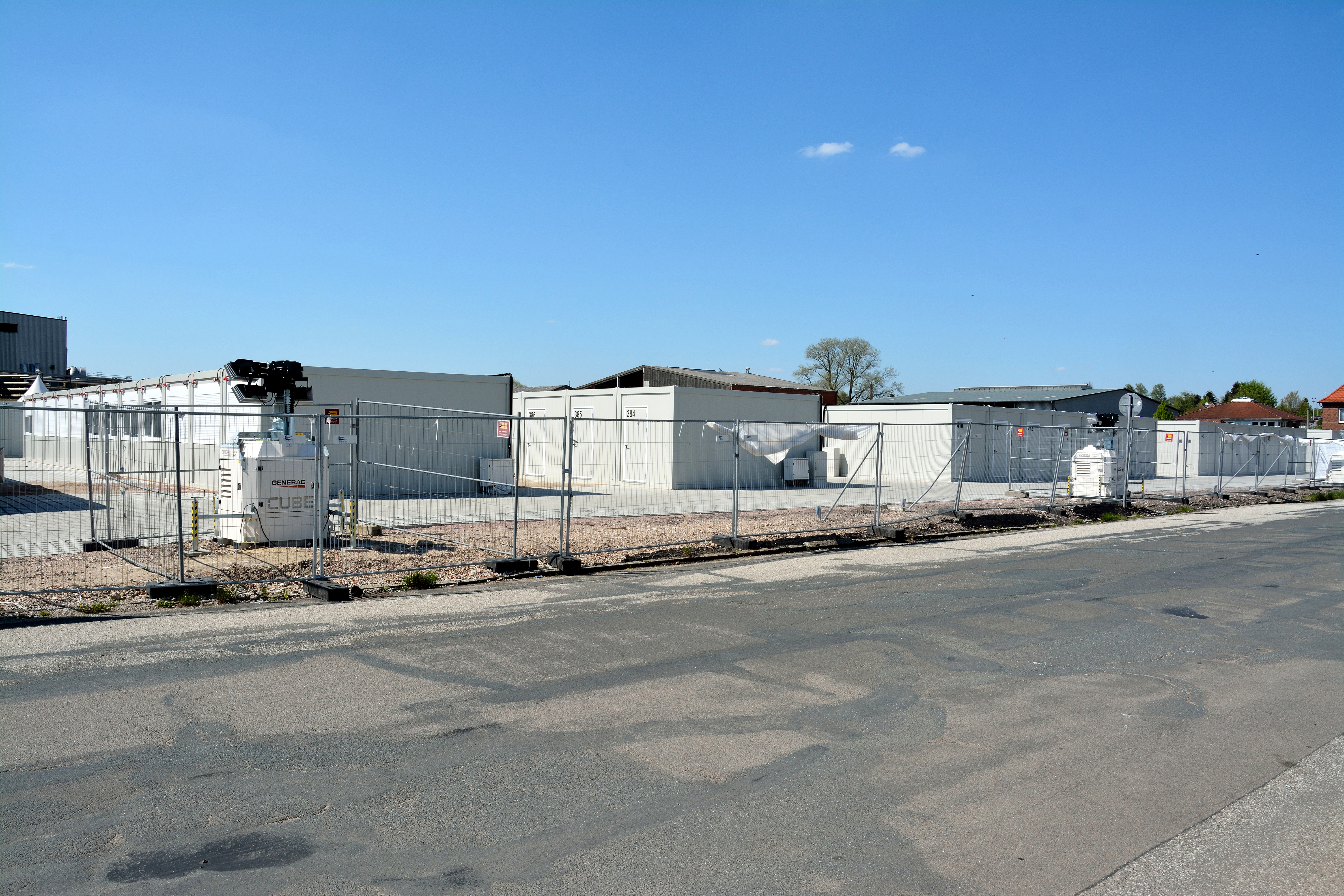
Das Erstaufnahmelager Itzehoe während der Bauphase 2016. Es wurde nie in Betrieb genommen.

In fast allen Bundesländern waren bis Anfang 2016 die Unterkünfte für Asylsuchende überbelegt, teilweise deutlich. Deshalb wurden Notquartiere in Wohncontainern und leerstehenden Gebäuden eingerichtet. In vielen Bundesländern wie Schleswig-Holstein, Hamburg oder Bayern übernachteten Flüchtlinge in großen Zeltlagern.
In Hamburg wurde am 1. Oktober 2015 ein Gesetz beschlossen, das die Beschlagnahme leerstehender Gebäude ermöglicht, sofern diese als Flüchtlingsunterkunft geeignet sind. Die Regelung gilt nicht für Privatwohnungen. Im Land Niedersachsen beschloss der Landtag mehrere Gesetzesänderungen, um vor dem Winter 2015/2016 schneller und unbürokratischer neuen Wohnraum für Flüchtlinge schaffen zu können. So müssen nicht mehr zwingend Spielplätze und Parkplätze entstehen und Denkmalschutzauflagen berücksichtigt werden.
Zumindest in der Gruppe der Kurden aus dem Irak hat die monatelange Unterbringung in Sammelunterkünften ohne konkrete Aussicht auf Arbeitsmöglichkeiten ab November 2015 dazu geführt, dass einige sich entschlossen, freiwillig den Rückflug in den Irak anzutreten.
Auf dem Höhepunkt der Flüchtlingskrise waren bundesweit knapp 1000 Sporthallen zu provisorischen Flüchtlingsunterkünften umfunktioniert worden. Bis zum Sommer 2016 konnten 700 Sporthallen wieder freigegeben werden, die allerdings erst saniert werden müssen, bevor sie wieder von Schulen und Sportvereinen genutzt werden können. Im März 2017 räumte Berlin die letzten Flüchtlingsunterkünfte in Turnhallen, so dass Nordrhein-Westfalen das letzte Bundesland ist, das noch nicht alle Hallen geräumt hat.

#### Konflikte zwischen Flüchtlingen
In mehreren Einrichtungen kam es zu Diebstählen, Übergriffen und Vergewaltigungen. Alleinstehende Mütter und Homosexuelle seien besonders gefährdet, so der Beauftragte für Fragen des sexuellen Kindesmissbrauchs, Johannes-Wilhelm Rörig. In der Flüchtlingsunterkunft in Berlin-Lichterfelde kam es im Oktober 2015 zu Übergriffen auf ein schwules Paar.
Bei einer Massenschlägerei mit mehreren hundert Beteiligten im Flüchtlingsheim auf dem Gelände des alten Flughafens Kassel-Calden wurden im September 14 Menschen verletzt, darunter drei Polizisten. Im Oktober 2015 kam es in Hamburg und Braunschweig zu je einer Schlägerei unter Flüchtlingen. In den beiden Fällen prügelten sich Hunderte von Asylbewerbern. Auch Eisenstangen wurden eingesetzt. Es folgte eine Auseinandersetzung von 15 bis 20 Personen im Alter zwischen 16 und 31 Jahren in Backnang, dabei wurden drei Personen schwer verletzt. Grund für die Prügelei mit Pfannen, Besenstielen und anderen Haushaltsgeräten sollen gegenseitige Beleidigungen gewesen sein. Beteiligt waren Afghanen.
Verschiedentlich wird vor diesem Hintergrund die Überbelegung der Unterkünfte kritisiert, immer wieder auch eine getrennte Unterbringung nach Nationalität oder Konfession gefordert. Während dies von manchen als „kaum praktikabel“ abgelehnt wird, sehen andere im Ruf nach einer solchen getrennten Unterbringung eine Kapitulation des Rechtsstaats. Man dürfe „vor menschenfeindlichen Gesinnungen nicht durch Segregation kapitulieren, sondern muss allen neu bei uns Ankommenden klar machen, dass Diskriminierung aus religiösen Gründen in Deutschland nicht geduldet wird“, forderte beispielsweise der Grünen-Politiker Volker Beck.

#### Sexuelle Übergriffe auf Frauen und Kinder
Bei einer Befragung von 40 Flüchtlingen im Auftrag von Amnesty International berichteten viele weibliche Flüchtlinge, auf dem Weg nach Deutschland Opfer von körperlicher Gewalt, Erpressung oder sexueller Belästigung durch Schleuser, Sicherheitspersonal oder andere Flüchtlinge geworden zu sein. Viele Frauen fühlen sich unsicher, weil sie in den Flüchtlingsunterkünften von Männern auf der Toilette beobachtet werden. Einige Frauen hätten darauf reagiert, indem sie sehr wenig aßen und tranken, um seltener auf die Toilette gehen zu müssen. Die Bedrohung der Frauen werde von den Heimleitungen stillschweigend in Kauf genommen.
Frauenverbände wiesen auf zahlreiche Vergewaltigungen von Frauen und auf den sexuellen Missbrauch von Kindern in Flüchtlingsunterkünften hin. Der Bundesbeauftragte für Fragen des sexuellen Kindesmissbrauchs, Rörig, erklärte, dass er von einer hohen Dunkelziffer ausgehe. Viele hätten Angst davor, sexuelle Übergriffe zu melden. Entscheidend begünstigt werden solche Vorfälle laut Experten durch Organisationsmängel innerhalb der Unterkünfte. Deshalb forderte Rörig, alleinerziehende Mütter mit ihren Kindern separat unterzubringen und nach Geschlechtern getrennte Duschen einzurichten. Zudem sollte sich Ansprechpersonal für die Opfer sexueller Übergriffe in den Unterkünften befinden. Auch sollten die freiwilligen Helfer vor Erteilung einer Zugangsberechtigung stärker überprüft werden und möglichst zu gleichen Teilen aus Männern und Frauen bestehen. Der Vorsitzende der Deutschen Polizeigewerkschaft Rainer Wendt ist der Ansicht, dass sexuelle Übergriffe und Gewalt gegen Frauen und Mädchen in den Heimen von der Politik heruntergespielt würden. Die Dunkelziffer sei bei solchen Straftaten generell hoch, hinzu komme, dass solche Straftaten in den Herkunftsländern der Flüchtlinge meist nicht angezeigt würden. Wichtig sei es, dass es für die Frauen eine Beratung gebe, zu der sie Vertrauen gewinnen könnten.
Kinder sind in Flüchtlingsunterkünften nicht nur durch sexuelle Übergriffe gefährdet, sondern auch durch Machtmissbrauch und Gewalt. Nach Medienberichten geht eine Gefahr für Kinder nicht nur von anderen Flüchtlingen und vom Sicherheitspersonal aus, sondern auch von anderen Kindern und Ehrenamtlichen. Ihre Eltern sind oft selbst traumatisiert und nicht in der Lage, sich genug um ihre Kinder zu kümmern.
In den Jahren 2015 bis 2022 gab es laut der Polizeilichen Kriminalstatistik etwa 8590 angezeigte Fälle von Vergewaltigung, sexueller Nötigung und sexuellen Übergriffen durch Menschen, die über das Asylsystem nach Deutschland gekommen sind.

#### Übergriffe auf Flüchtlinge mit christlicher Konfession
Nach Recherchen der Welt, der Zeit und von report München vom September 2015 gibt es in vielen Flüchtlingsunterkünften eine deutliche Feindseligkeit einiger muslimischer Flüchtlinge gegenüber christlichen Flüchtlingen, die von Beschimpfungen wie Kuffar bis hin zu Drohungen und Gewalt reicht. Am schlimmsten treffe es ehemalige Muslime, die zum Christentum konvertiert sind; diese würden regelmäßig geschlagen.
Im thüringischen Suhl wurde Mitte August 2015 auf einen Afghanen, der sich vom Islam abgewandt hatte, eine Hetzjagd veranstaltet. Etwa 50 Asylbewerber attackierten die herbeigerufenen Polizisten. 17 Menschen wurden verletzt, darunter sechs Polizisten. In Oberursel und Berlin-Dahlem wurden christliche Flüchtlinge von muslimischen Securitys der Asylbewerberheime misshandelt. Ein Pfarrer aus Berlin-Steglitz, der sich um die 1200 christlichen Flüchtlinge in Berlin-Tempelhof kümmert, kritisiert, dass die Deutungshoheit bei Übergriffen gegen Christen immer bei den Angreifern und dem ebenfalls zum größten Teil aus islamischen Kulturen kommenden Wachschutz liege, weil die Polizei ihre Informationen vom Wachschutz bezieht. Der Bamberger Erzbischof Ludwig Schick bestätigt, dass es Ausgrenzung und Übergriffe gegenüber christlichen Flüchtlingen gibt, und fordert dagegen einzuschreiten: „Es darf nicht sein, dass Asylsuchende in Deutschland erneut um ihres Glaubens willen leiden.“ Im Februar 2016 nahm der Staatsschutz in Berlin Ermittlungen wegen Körperverletzung mit religiösem Hintergrund auf.

### Kapazitätsprobleme bei der Unterbringung Geflüchteter 2018
Die Zahl der erfassten Asylanträge ging im Jahr 2017 um über 70 % im Vergleich zum Vorjahr zurück. Nach Ankunft und Registrierung werden Geflüchtete zeitlich befristet in den Erstaufnahmeeinrichtungen der Bundesländer untergebracht, um dort ihren Asylantrag zu stellen. Obwohl viele Bundesländer die in den Jahren 2015/16 aufgebauten Unterbringungskapazitäten wegen der zurückgegangenen Asylbewerberzahlen bereits deutlich reduziert haben, waren in den Erstaufnahmeeinrichtungen und Sammelunterkünften rund 100.000 Plätze nicht belegt. Viele Bundesländer wollen die Aufnahmekapazitäten weiter verringern, obwohl unsicher ist, wie sich die Flüchtlingsbewegungen von Afrika und Asien nach Europa weiter entwickeln.
Nach Abschluss des Asylverfahrens werden die Geflüchteten anhand einer Quotenregelung einer kreisfreien Stadt oder einem Landkreis zugewiesen. Diese Gebietskörperschaften sind in der Regel für die dauerhafte Unterbringung der Geflüchteten zuständig. Insbesondere in den Ballungsgebieten haben diese erhebliche Probleme, anerkannten Flüchtlingen dauerhaft geeignete Wohnungen zur Verfügung zu stellen. So müssen in Berlin zurzeit noch rund 3.700 Flüchtlinge in Notunterkünften wie alten Kasernen- oder Bürogebäuden leben, weil in der Stadt bezahlbarer Wohnraum fehlt. Um die Wohnraumsituation für anerkannte Flüchtlinge zu verbessern, sollen dort 2018 bis zu 60 sogenannte modulare Unterkünfte entstehen. Auch von den Städten und Kommunen in Baden-Württemberg und Hessen sowie der Stadt Bremen werden Probleme bei der „Anschlussunterbringung“ von Geflüchteten beklagt. Zur Lösung des Wohnungsproblems hat Hessen den Masterplan Wohnen in Hessen aufgestellt, der nicht nur Flüchtlingen zugutekommen soll.
Durch die Residenzpflicht nach § 12a Aufenthaltsgesetz (AufenthG) werden anerkannte Flüchtlinge gezwungen, sich mindestens drei Jahre in den zugewiesenen Regionen aufzuhalten. So sollen die Ballungszentren entlastet werden. Da mit Wanderungsbewegungen innerhalb Deutschlands in die Ballungsgebiete gerechnet wird, sobald die Residenzpflicht ausläuft, wurde ihre Verlängerung 2017 von vielen Politikern gefordert, um die Wohnungssituation der Ballungszentren nicht weiter zu verschärfen.
Laut Bundesarbeitsgemeinschaft Wohnungslosenhilfe handelt es sich bei 440.000 der insgesamt 860.000 in Deutschland statistisch erfassten wohnungslosen Menschen um anerkannte Flüchtlinge.

### Antisemitismus
Da viele Flüchtlinge aus Ländern stammen, in denen Antisemitismus und Ablehnung Israels stark ausgeprägt sind, entstand in jüdischen Gemeinschaften die Angst vor einem importierten Antisemitismus. Die seit 2012 gegen Juden gerichteten Terroranschläge und die Ausschreitungen während des Gaza-Krieges 2014 spielten hier ebenfalls eine Rolle. So befürchtete Josef Schuster, Präsident des Zentralrats der Juden in Deutschland, ein unkontrollierter Zuzug von Flüchtlingen könne jüdisches Leben in Deutschland gefährden. Der Präsident der Israelitischen Kultusgemeinde Wien, Oskar Deutsch, forderte eine Obergrenze für Flüchtlinge. Schuster schlug 2017 vor, antisemitische Ressentiments zu einem zentralen Thema in den Integrationskursen zu machen und mit den Kursteilnehmern KZ-Gedenkstätten oder jüdische Museen zu besuchen.
Einige Studien zum Antisemitismus unter Flüchtlingen aus arabischen und nordafrikanischen Ländern bzw. solchen des Nahen und Mittleren Ostens zeigen, dass es ein relativ hohes Ausmaß antisemitischer Einstellungen und deutliche Wissenslücken zum Judentum, zum Holocaust und zum israelisch-palästinensischen Konflikt gibt, wenn auch Unterschiede zwischen den Herkunftsländern deutlich werden. Die Ablehnung Israels ist verbreitet, wobei viele Befragte zwischen Juden, Israelis und dem Staat Israel unterscheiden wollen.
Laut einer von der Universität Bielefeld unter Leitung von Andreas Zick 2017 durchgeführten Umfrage unter Juden in Deutschland, die Opfer antisemitischer Taten wurden, wurden bei 62 Prozent der Beleidigungen und 81 Prozent der körperlichen Angriffe muslimische Personen als mutmaßliche Täter angegeben. 70 % der Befragten hatten Bedenken, dass der Antisemitismus in Deutschland zunehmen werde, weil viele Flüchtlinge antisemitisch eingestellt seien. Eine Umfrage der Universität Regensburg unter Flüchtlingen kam 2017 zu dem Ergebnis, dass über die Hälfte der Befragten aus Syrien, Afghanistan und dem Irak „deutliche Tendenzen zu antisemitischen Einstellungsmustern“ aufweise.
2023 konstatierte Josef Schuster, dass die israelfeindlichen oder explizit antisemitischen Vorfälle seit 2015 kaum angestiegen seien. Allerdings sei mit den Auseinandersetzungen seit dem Terrorangriff der Hamas auf Israel ein lange nicht dagewesener Hass auf Israel und auf Juden wiederaufgeflammt. Er vermutete, dass Menschen, die mit den Flüchtlingswellen nach Deutschland gekommen sind, bei den antisemitischen Ausschreitungen während des Krieges in Israel und Gaza 2023 eine große Rolle spielten.

### Ansichten von Flüchtlingen
Seit den sexuellen Übergriffen in der Kölner Silvesternacht befassen sich Medien mit dem Frauenbild muslimischer Männer und mit der Frage, ob muslimische Flüchtlinge „archaische Verhaltensweisen“ nach Deutschland bringen.
Nach einer gemeinsamen Studie von BAMF, IAW und DIW denken Flüchtlinge und Deutsche sehr ähnlich.
Die Hochschule für Medien, Kommunikation und Wirtschaft (HMKW) befragte im Jahr 2016 in Berliner Flüchtlingsunterkünften lebende Flüchtlinge zu ihren Einstellungen zur Demokratie, zur Rolle, zum sozialen Zusammenleben von Flüchtlingen und zu Deutschland. Als Ergebnis wurden einerseits Defizite im Demokratieverständnis, andererseits aber eine positive Einstellung zu Deutschland festgestellt. Die Haltungen von Flüchtlingen zu außerehelichem Sex, zu interreligiösen Ehen und zur Homosexualität erinnern, so die Autoren der Studie, an die 1950er-Jahre. Des Weiteren bestünden emotionale Ressentiments gegenüber Juden.

### Willkommenskultur und ehrenamtliches Engagement

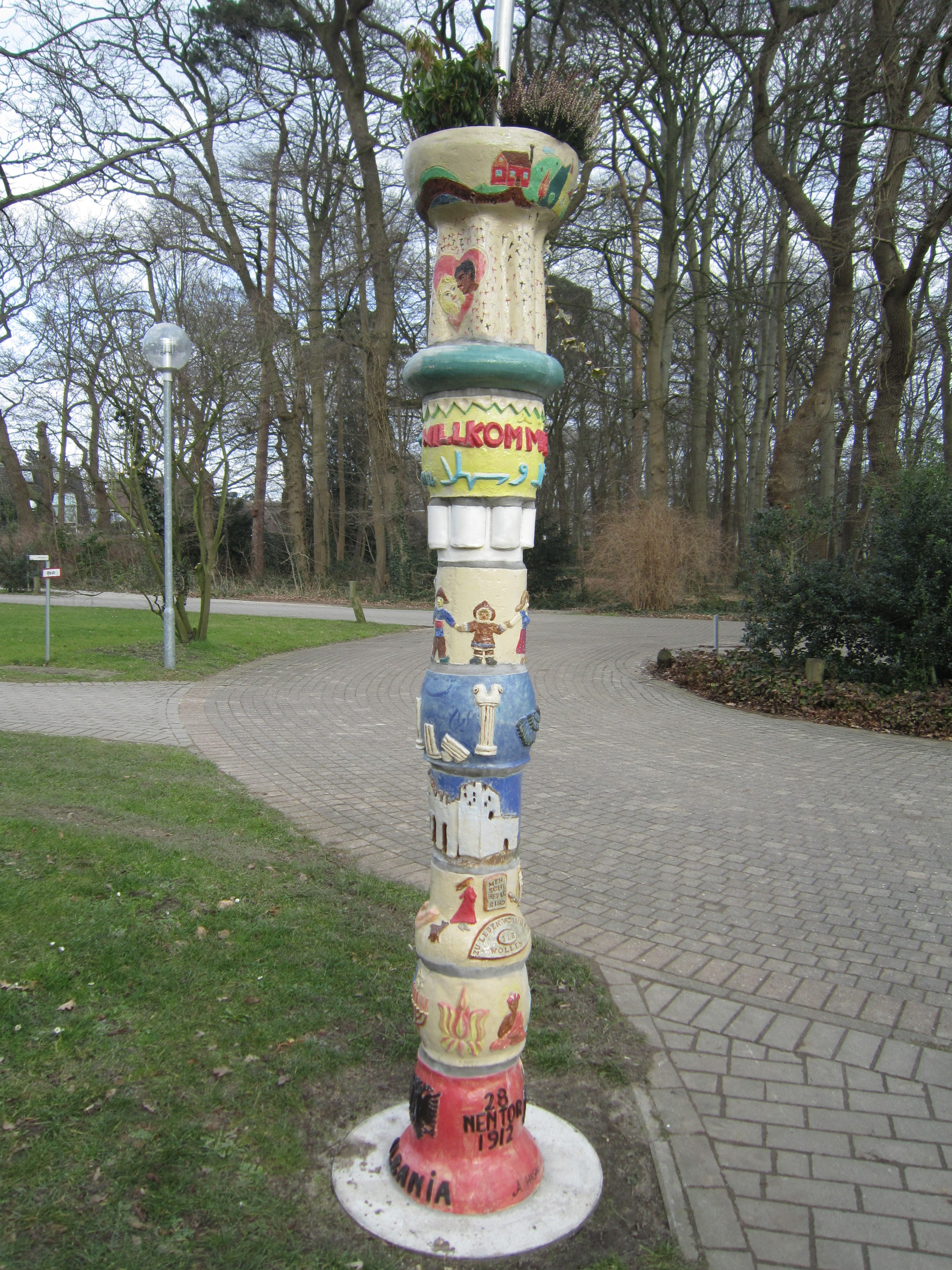
Willkommenssäule bei einem Flüchtlingswohnheim in Bremen-Osterholz, 2016

Während der Flüchtlingskrise 2015 engagierten sich viele freiwillige Helfer ohne direkten staatlichen Auftrag, um anschließend mit Hilfsorganisationen und staatlichen Stellen zusammenzuarbeiten. International bekannt geworden ist als Ausdruck der sogenannten „Willkommenskultur“ der Empfang eintreffender Flüchtlingssonderzüge am Münchener Hauptbahnhof durch freiwillige Helfer. Insgesamt haben sich seit 2015 in ganz Deutschland 55 % der Bevölkerung für Flüchtlinge engagiert, „sei es durch Geld- und Sachspenden, öffentliche Fürsprachen oder aktive Hilfen.“ Bundesfamilienministerin Katarina Barley äußerte dazu: „Die vorliegenden Zahlen belegen eine hohe Hilfsbereitschaft und Solidarität in unserem Land. Freiwilliges Engagement ist unabdingbar für die Integration Geflüchteter […].“ Die Helfer engagierten sich durchschnittlich 5,5 Stunden pro Woche und gaben als Motive vor allem an, „sich gesellschaftlich engagieren zu wollen“, „zur Verwirklichung sozialer Gerechtigkeit beitragen zu wollen“ und „ein Statement gegen Rassismus setzen zu wollen.“ Zwei Drittel der Ehrenamtlichen waren Frauen. Ein detailliert beschriebenes Praxisbeispiel aus Wandlitz (von 2013/2014) zeigt, dass eine Willkommenskultur vor allem über aktive Dialogführung (Bürgerversammlungen, Runde Tische, Begrüßungsaktivitäten, Konfliktschlichtung) und aufgabenteiliges bürgerschaftliches Engagement gelingt.
Ab Anfang 2016, nach den Ereignissen der Silvesternacht in Köln, wurde in vielen Medien unter Überschriften wie „Das Ende der Willkommenskultur?“ über das Ende des ehrenamtlichen Engagements spekuliert. Der These, im Frühjahr 2016 sei das Engagement der Flüchtlingshelfer erlahmt, widerspricht Georg Cremer, Generalsekretär des Deutschen Caritasverbandes: „Das ehrenamtliche Engagement ist so hoch wie im Sommer 2015, aber in der medialen Wahrnehmung wurde im Sommer einseitig auf die Willkommenskultur, heute mehr auf die erschreckenden Ereignisse fokussiert.“ 2017 waren noch 19 % der Bevölkerung als aktive Helfer, Spender oder Unterstützer aktiv. Organisationen wie die Hoffnungsträger Stiftung und viele andere fördern seit 2015 bewusst ehrenamtliches Engagement in der Flüchtlings- und Migrantenhilfe und unterstützen Ehrenamtliche in ihren Städten vor Ort beim Aufbau sogenannter Hoffnungshäuser, in denen Geflüchtete gemeinsam mit Einheimischen wohnen, die ihnen bei der Integration helfen. Diese Bemühungen werden weiter ausgebaut.
Gemäß einer ethnographischen Studie von Stefanie Adamitz (2022) in der Stadt Leipzig hängt die anfänglich große ehrenamtliche Unterstützung damit zusammen, dass 2015 vor allem kurzfristige spontane Hilfe benötigt wurde. Der Wandel von kurzfristigem zu langfristigem Hilfsbedarf zeigte die Grenzen von ehrenamtlicher Arbeit in der Flüchtlingshilfe auf und überforderte zunehmend viele Ehrenamtliche. Im Lauf des Jahres 2016 wurden viele ehrenamtliche Strukturen professionalisiert und durch finanzielle Förderung von Kommunen, Ländern, Bund und EU hauptamtlich weitergeführt.
Eine im September 2018 durchgeführte empirische Erhebung stützt die Aussage eines weiterhin mehrheitlich überwiegend positiv wahrgenommenen Zusammenlebens in der Einwanderungsgesellschaft. Allen Herkunftsgruppen, darunter auch Migranten, wird eine „freundliche Wahrnehmung“ entgegengebracht. Damit haben sich die Ergebnisse im Vergleich zur Befragung von vor drei Jahren nur äußerst geringfügig verändert.
Bei einer Anfang Juni 2021 im Auftrag der Diakonie Deutschland durchgeführten Umfrage antworteten auf die Frage, ob Deutschland angesichts weltweit steigender Flüchtlingszahlen mehr Schutzsuchende aufnehmen sollte, 28 % der rund 5000 Befragten mit Ja, 62,5 % mit Nein. Auf die Frage, ob die in den vergangenen zehn Jahren angekommenen Flüchtlinge gut in Deutschland integriert seien, antwortete die Mehrheit von knapp 58 % mit Nein. 28 % antworteten mit „teils, teils“ und 12,5 % mit Ja.

### Arbeitsrechtliche Stellung
Für Asylbewerber (deren Asylverfahren noch läuft) und Gestattete (deren Asylantrag abgelehnt wurde, die aber nicht abgeschoben werden dürfen) gilt in den ersten drei Monaten ein generelles Beschäftigungsverbot bzw. in den ersten sechs Monaten, wenn sie in einer Aufnahmeeinrichtung wohnen. Danach besteht ein Anspruch auf Erteilung einer Arbeitserlaubnis, es sei denn, dass konkrete Maßnahmen zur Aufenthaltsbeendigung bevorstehen.
Personen aus sicheren Herkunftsstaaten (Albanien, Bosnien und Herzegowina, Georgien, Ghana, Kosovo, Montenegro, Nordmazedonien, Republik Moldau, Senegal und Serbien), die nach dem 31. August 2015 einen Asylantrag gestellt haben, und Geduldete, die das Abschiebungshindernis selbst zu vertreten oder ihre Mitwirkungspflichten bei der Beseitigung des Abschiebungshindernisses verletzt haben, haben keinen Anspruch auf Erteilung einer Arbeitserlaubnis.
Im Rahmen des Arbeitsmarktprogramms Flüchtlingsintegrationsmaßnahmen (FIN) darf die Bundesagentur für Arbeit seit August 2016 bis zu 100.000 geringbezahlte Arbeitsplätze schaffen. Bis Mitte Januar 2017 waren knapp 19.000 solcher Stellen beantragt worden, von denen 13.000 genehmigt wurden; 12.500 davon waren zu diesem Zeitpunkt auch besetzt.

## Sicherheitslage

### Kriminalität im Kontext von Zuwanderung

#### Studie zum Anstieg der Gewaltkriminalität 2014–2016
Die von dem Kriminologen Christian Pfeiffer geleitete Studie Zur Entwicklung der Gewalt in Deutschland. Schwerpunkte: Jugendliche und Flüchtlinge als Täter und Opfer, deren Ergebnisse in Form eines Gutachtens am 3. Januar 2018 veröffentlicht wurden, untersuchte den Anstieg der Gewaltkriminalität in Niedersachsen zwischen 2014 und 2016. Laut einem Mitautor der Studie (Dirk Baier) ist Niedersachsen ein durchschnittliches Bundesland und die Ergebnisse seien daher in Teilen generalisierbar. In Niedersachsen gab es einen Anstieg der polizeilich registrierten Gewaltkriminalität um 10,4 %. Die Zahl der Tatverdächtigen mit deutscher Staatsangehörigkeit ging um 0,9 % zurück. Der Anstieg ist also auf Menschen ohne deutsche Staatsbürgerschaft zurückzuführen. Die Zunahme ist zu 92,1 % Flüchtlingen zuzurechnen. Als Flüchtlinge definiert die Studie Asylbewerber, anerkannte Asylbewerber und abgelehnte Asylbewerber mit Duldung. Diese waren 2016 bei einem Bevölkerungsanteil von ca. 1 % für 13,3 % aller polizeilich aufgeklärten Gewaltstraftaten verantwortlich. Ausländer (Bevölkerungsanteil 10 %) hatten einen Anteil von 30,5 % an allen Tatverdächtigen. Über das Asylsystem zugewanderte Nichtdeutsche waren also verglichen mit anderen Nichtdeutschen weit überproportional für den Anstieg der polizeilich aufgeklärten Gewaltkriminalität verantwortlich. Die Zuwanderung von Flüchtlingen habe unter dem Strich die Gewaltkriminalitätsbelastung spürbar erhöht. Die Studienautoren listen eine Reihe an begünstigenden Faktoren für das Ergebnis auf, darunter beengte Unterkünfte, Altersstruktur, das Fehlen von Frauen (daher die Befürwortung des Familiennachzugs), Betreuungsdefizite und „Männlichkeitsnormen“. Zudem würden – zumindest bei geringen Vergehen – Ausländer eher als Deutsche von Opfern angezeigt.

#### Bilanz 2015
Am 13. November 2015 stellte der Bundesinnenminister de Maizière ein erstes vorläufiges Lagebild im Zusammenhang mit der Flüchtlingskrise vor. De Maizière zufolge zeigten die zu diesem Zeitpunkt verfügbaren Tendenzaussagen, „dass Flüchtlinge im Durchschnitt genauso wenig oder oft straffällig werden wie Vergleichsgruppen der hiesigen Bevölkerung.“
In Nordrhein-Westfalen gab Innenminister Ralf Jäger Ende Februar 2016 bekannt, dass 2015 von 5.210 Algeriern in seinem Bundesland 38,6 Prozent Straftaten begangen hätten und von 36.118 Marokkanern im Land 33,6 Prozent straffällig geworden seien. Mehrfachtäter wurden herausgerechnet, und Verstöße gegen das Ausländerrecht wurden nicht berücksichtigt. Der Innenminister hat nach Pressemeldungen mit der Bundesregierung einen Einwanderungsstopp für Asylbewerber aus Marokko vereinbart und die Polizei angewiesen, an bekannten Treffpunkten verstärkt tätig zu werden. Weiterhin dränge man auf eine schnellere Bearbeitung und Ablehnung von Asylanträgen aus Marokko und Algerien, um die Personen schneller abschieben zu können.

#### Bilanz 2016
Am 24. April 2017 wurde der Bericht zur Polizeilichen Kriminalstatistik 2016 (PKS 2016) vom Bundesministerium des Innern (BMI) herausgegeben. Im Fokus der PKS 2016 steht unter Pkt. 9.1 „Kriminalität und Zuwanderung“. Das vom Bundeskriminalamt (BKA) herausgegebene Bundeslagebild zu Kriminalität im Kontext von Zuwanderung beschreibt unter bestimmten Einschränkungen die Auswirkungen der gesteigerten Zuwanderung auf die Kriminalitätsentwicklung im Jahr 2016 sowohl für den Bereich der Allgemeinkriminalität – ohne ausländerrechtliche Verstöße – als auch für den Bereich der politisch motivierten Kriminalität (PMK). Grundlage der statistischen Angaben für den Bereich der Allgemeinkriminalität im Lagebild sind die Daten der PKS 2016, wobei lediglich aufgeklärte Fälle betrachtet werden.
Die Aktualität der PKS wird durch Straftaten mit langer Ermittlungsdauer beeinflusst. Etwa 24 Prozent der in der PKS 2016 erfassten Straftaten wurden bereits im Jahr 2015 oder früher verübt. Als Zuwanderer definiert das BKA Personen, die als Angehörige eines Nicht-EU-Staates in das Bundesgebiet einreisen, um sich hier vorübergehend oder dauerhaft aufzuhalten. Ca. 1 % der Gesamtbevölkerung Deutschlands sind Zuwanderer im Sinne dieser Definition. Als „tatverdächtige Zuwanderer“ wurden in der PKS 2016 Personen mit den Aufenthaltsstatus „Asylberechtigter/Schutzberechtigter“, „Asylbewerber“, „Duldung“, „Kontingent-/Bürgerkriegsflüchtling“ und „unerlaubt“ erfasst. Tatverdächtige, die vom BAMF nach abgeschlossenem Asylverfahren als „international/national Schutzberechtigte und Asylberechtigte“ anerkannt wurden, werden unter dem Sammelbegriff „sonstiger erlaubter Aufenthalt“ gelistet und nicht als „tatverdächtige Zuwanderer“. Über den Anteil der anerkannten Schutz- und Asylberechtigten an der Personengruppe der „tatverdächtigen Sonstigen“ liegen dem BKA keine Erkenntnisse vor.
| ausgewählte Straftaten/-gruppen                                               | Veränderung Tatzahlen gegenüber Vorjahr | Tatverdächtige insgesamt | Tatverdächtige Nichtdeutsche (in %) | darunter Zuwanderer (in %) |
| ----------------------------------------------------------------------------- | --------------------------------------- | ------------------------ | ----------------------------------- | -------------------------- |
| Straftaten insgesamt (ohne ausländerrechtliche Verstöße)                      | −0,7                                    | 2.022.414                | 30,5 %                              | 8,6 %                      |
| Straftaten gegen das Leben                                                    | 14,3 %                                  | 3.765                    | 33,9 %                              | 12 %                       |
| Vergewaltigung und sexuelle Nötigung                                          | 12,8 %                                  | 6.476                    | 38,8 %                              | 14,9 %                     |
| Raubdelikte                                                                   | −3,7 %                                  | 28.120                   | 41 %                                | 14,3 %                     |
| Gefährliche und schwere Körperverletzung, Verstümmelung weiblicher Genitalien | 9,9 %                                   | 149.567                  | 37,6 %                              | 14,9 %                     |
| Vorsätzliche einfache Körperverletzung                                        | 8,1 %                                   | 340.100                  | 30,4 %                              | 9,8 %                      |
| Wohnungseinbruchdiebstahl                                                     | −9,5 %                                  | 17.152                   | 42,5 %                              | 11,3 %                     |
| Ladendiebstahl                                                                | −3,3 %                                  | 261.922                  | 45,4 %                              | 16,8 %                     |
| Taschendiebstahl                                                              | −2 %                                    | 8.992                    | 75,8 %                              | 35,1 %                     |
| Sozialleistungsbetrug                                                         |                                         | 20.266                   | 33,5 %                              | 12,7 %                     |
| Betrug                                                                        | −7 %                                    | 435.148                  | 35 %                                | 10,4 %                     |
| Rauschgiftdelikte                                                             | 7,1 %                                   | 245.731                  | 24,7 %                              | 6,1 %                      |

Innenminister Thomas de Maizière wies bei der Vorstellung der PKS 2016 darauf hin, dass die Zahl der Straftäter unter den Zuwanderern höher war als im Schnitt der Bevölkerung. Unter den in der PKS 2016 erfassten 616.230 „tatverdächtigen Nichtdeutschen“ waren mehr als ein Viertel (174.438) „tatverdächtige Zuwanderer“ – ein Plus von 52,7 Prozent im Vergleich zum Vorjahr, wobei Straftaten wie unerlaubte Einreise (§ 14 AufenthG) unberücksichtigt blieben.
Unter den „tatverdächtigen Zuwanderern“ waren 2016 auffällig viele junge Männer, eine auch unter Deutschen in der Kriminalstatistik stärker auffällige Bevölkerungsgruppe. Das Bundeslagebild zu Kriminalität im Kontext von Zuwanderung weist für das Jahr 2016 aus, dass 86 % der tatverdächtigen Zuwanderer männlich waren und 67 % jünger als 30 Jahre.
An 9 % der Straftaten gegen die sexuelle Selbstbestimmung waren 2016 Zuwanderer beteiligt, 2015 nur an ca. 4,6 % der Sexualdelikte. Im Fünf-Jahres-Vergleich waren zunehmend mehr Zuwanderer an Straftaten gegen die sexuelle Selbstbestimmung beteiligt (2012: 645 → 2016: 3.404).
Annähernd ein Drittel der Straftaten mit mindestens einem „tatverdächtigen Zuwanderer“ entfiel auf Diebstahlsdelikte. Allein an Taschendiebstählen war diese Personengruppe mit einem Anteil von 35,1 Prozent aller Tatverdächtigen beteiligt.
31 % aller „tatverdächtigen Zuwanderer“ waren für mehr als zwei Drittel aller durch Zuwanderer begangenen Straftaten verantwortlich. 83 % dieser „Mehrfachtatverdächtigen“ traten zwei- bis fünfmal im Zusammenhang mit einer Straftat in Erscheinung. Unter den Mehrfach- und Intensivtätern waren laut Thomas de Maizière kaum Syrer.
Im Jahr 2016 wurden 43.825 Zuwanderer Opfer einer Straftat. Ihr Anteil an der Gesamtzahl der Opfer von Straftaten beträgt 4,3 %. Wurde ein Zuwanderer Opfer einer Straftat, waren in 11 % der Fälle (4.326) Deutsche tatverdächtig, in 79 % der Fälle (31.459) Zuwanderer.
Im Jahr 2016 waren insgesamt 686.913 Deutsche Opfer einer Straftat. An 4,6 % der Straftaten mit deutschen Opfern (31.597) war ein Zuwanderer beteiligt. Bei den 27.494 deutschen Opfern von Straftaten gegen die sexuelle Selbstbestimmung im Jahr 2016 waren 9 % (2.496) Opfer mindestens eines „tatverdächtigen Zuwanderers“.
Im Jahr 2016 stammten 35 % aller „tatverdächtigen Zuwanderer“ aus den Hauptherkunftsländern Syrien, Irak und Afghanistan (63 % der Asylsuchenden). 16 % der tatverdächtigen Zuwanderer stammten aus den Westbalkanstaaten Albanien, Serbien, Kosovo, Mazedonien sowie Bosnien und Herzegowina (11 % der Asylsuchenden). Aus den Maghreb-Staaten stammten 11 % aller tatverdächtigen Zuwanderer (2,4 % der Asylsuchenden).
Der Kriminalpsychologe Rudolf Egg ist der Ansicht, dass ein Teil der als Flüchtlinge ins Land gekommenen Menschen aufgrund seiner Alters- und Sozialstruktur „ein Bündel von Risikofaktoren“ besitze. Dazu gehören junge alleinstehende Männer ohne Familie mit geringer beruflicher Perspektive, die schlecht integriert sind und möglicherweise keine Bleibeperspektive haben. Dominic Kudlacek, Sozialwissenschaftler am KFN, zählt auch schlechte Sprachkenntnisse und Bildung, wenig Geld und mangelnde soziale Kontrolle der oft alleinreisenden Flüchtlinge zu den Risikofaktoren. Notwendig sei das deutliche Aufzeigen von Grenzen und eine konsequentere Bestrafung von Verstößen gegen geltendes Recht. Er empfiehlt als Reaktion auf die Tatsache, dass bestimmte Nationalitäten und Zuwanderergruppen überproportional häufig straffällig werden: massive Investition in Bildung, klare Grenzsetzung und finanzielle Anreize zur Rückkehr in das Heimatland.

#### Bilanz 2017
Die PKS 2017 verzeichnet einen Rückgang der Straftaten insgesamt um 9,6 %. Der Rückgang hängt wesentlich mit dem gegenüber den Vorjahren verringerten Zuzug von Flüchtlingen und Migranten zusammen, wodurch die Anzahl spezifisch ausländerrechtlicher Verstöße (unerlaubte Einreise, unerlaubter Aufenthalt) stark zurückging. Die Zahl der Straftaten insgesamt ohne ausländerrechtliche Verstöße ging um 5,1 % zurück.
| ausgewählte Straftaten/-gruppen                                               | Veränderung Tatzahlen gegenüber Vorjahr | Tatverdächtige insgesamt | Tatverdächtige Nichtdeutsche (in %) | darunter Zuwanderer (in %) |
| ----------------------------------------------------------------------------- | --------------------------------------- | ------------------------ | ----------------------------------- | -------------------------- |
| Straftaten insgesamt (ohne ausländerrechtliche Verstöße)                      | −5,1 %                                  | 1.974.805                | 30,4 %                              | 8,5 %                      |
| Straftaten gegen das Leben                                                    | −1,6 %                                  | 3.713                    | 34,7 %                              | 14,3 %                     |
| Vergewaltigung und sexuelle Nötigung                                          | siehe Fließtext                         | 9.414                    | 37 %                                | 15,9 %                     |
| Raubdelikte                                                                   | −9,7 %                                  | 26.948                   | 40,3 %                              | 15,1 %                     |
| Gefährliche und schwere Körperverletzung, Verstümmelung weiblicher Genitalien | −2,1 %                                  | 145.658                  | 37,8 %                              | 15,2 %                     |
| Vorsätzliche einfache Körperverletzung                                        | −2,8 %                                  | 329.422                  | 30,3 %                              | 9,6 %                      |
| Wohnungseinbruchdiebstahl                                                     | −23 %                                   | 14.789                   | 41,3 %                              | 10,7 %                     |
| Ladendiebstahl                                                                | −6,6 %                                  | 245.989                  | 42,6 %                              | 14,2 %                     |
| Taschendiebstahl                                                              | −22,7 %                                 | 6.915                    | 74,4 %                              | 31,4 %                     |
| Sozialleistungsbetrug                                                         |                                         | 18.937                   | 34,1 %                              | 13,7 %                     |
| Betrug                                                                        | 1,3 %                                   | 417.481                  | 34,5 %                              | 9,6 %                      |
| Rauschgiftdelikte                                                             | 9,2 %                                   | 263.255                  | 26,1 %                              | 7,3 %                      |

Der starke Anstieg der Zahl der Tatverdächtigen gegenüber dem Vorjahr bei Vergewaltigung und sexueller Nötigung ist auch durch die Erweiterung des Sexualstrafrechts bedingt. Der unter § 177 StGB (Sexueller Übergriff; sexuelle Nötigung; Vergewaltigung) neu geschaffene Tatbestand des sexuellen Übergriffs setzt als Tatmittel keine Nötigung voraus. Außerdem können nunmehr auch widerstandsunfähige Personen Tatopfer sein. Neu geschaffen wurden § 184i StGB (sexuelle Belästigung) und § 184j StGB (Straftaten aus Gruppen).
Der Anteil der Zuwanderer an der Gesamtbevölkerung beträgt ca. 2 %.
Das aktuelle Lagebild „Kriminalität im Kontext von Zuwanderung“ bestätigt erneut, dass Flüchtlinge aus Kriegsgebieten und Konfliktregionen, v. a. asylsuchende Syrer und Iraker, seltener mit dem Gesetz in Konflikt gekommen waren, als ihr statistischer Anteil erwarten ließe. Beispielsweise stellten Syrer 2017 35,5 % aller Asylsuchenden und Flüchtlinge, ihr Anteil unter den tatverdächtigen Zuwanderern lag jedoch lediglich bei 20 %. Umgekehrt ist es bei Zuwanderern aus Maghreb-Staaten (2017: 2,4 % der Asylsuchenden, 9 % der Tatverdächtigen unter Zuwanderern), aus Serbien und Georgien.

### Gefahr durch islamistischen Terrorismus und Radikalisierung
Im Oktober 2015 hielten sich mehrere Hunderttausend Ausländer unregistriert in Deutschland auf. Der damalige Verfassungsschutz-Präsident Hans-Georg Maaßen und der Director of National Intelligence, James R. Clapper, warnten im Februar 2016, der Islamische Staat könnte den zahlenmäßig großen Zuzug von Flüchtlingen und Migranten ausnutzen, um Terroristen nach Europa und Deutschland einzuschleusen. Dem Bundeskriminalamt liegen (Stand Mai 2016) in 369 Fällen Hinweise auf das Einschleusen von Terroristen oder Unterstützern terroristischer Vereinigungen vor; 40 Ermittlungsverfahren wurden eingeleitet.
Das Bundesamt für Verfassungsschutz sieht auch das Risiko, dass sich Flüchtlinge in Deutschland radikalisieren. Das von Salafisten verbreitete Gedankengut bildet einen Nährboden für eine islamistische Radikalisierung zum Salafismus bis hin zur Rekrutierung für den Dschihad. Nach Erkenntnissen von Verfassungsschutzbehörden der Länder versuchen Salafisten gezielt Flüchtlinge anzuwerben. Sie sprechen vor allem unbegleitete junge Asylbewerber im Umfeld von Flüchtlingsunterkünften an, die ohne ihre Familie kommen und Anschluss und Unterstützung suchen. Dem Verfassungsschutz wurden bis März 2016 300 Anspracheversuche bekannt; es wird vermutet, dass die tatsächliche Zahl viel höher ist. Ein immenses Radikalisierungspotential gehe auch von der arabischsprachigen Moscheenlandschaft in Deutschland aus. Viele dieser Moscheen seien fundamentalistisch geprägt, einige werden aufgrund ihrer salafistischen Ausrichtung bereits vom Verfassungsschutz beobachtet. Besorgnis löst auch die aktive sunnitisch-islamistische Bewegung Tablighi Jamaat durch ihr Bestreben um Kontaktaufnahme zu Flüchtlingen und Migranten beim Verfassungsschutz aus. Ziel dieser Bewegung ist es, Muslime von einer „zu weltlichen Grundhaltung“ abzubringen und ihr Leben streng am Koran auszurichten. Dies gefährdet den inneren Frieden, weil ein Schwarz-Weiß-Denken aufgebaut und alles „Unmuslimische“ abgelehnt wird. Angesichts des zahlenmäßig großen Zuzugs muslimischer Flüchtlinge und Migranten befürchtet der Verfassungsschutz einen starken Anstieg der Zahl radikaler Islamisten in Deutschland. Hans-Georg Maaßen sah, dass Islamisten in Deutschland unter dem Deckmantel humanitärer Hilfe versuchen würden, die Situation der Flüchtlinge gezielt für ihre Zwecke zu missbrauchen, Asylbewerber zu missionieren und zu rekrutieren. Mitglieder einiger islamistischer Gruppen, z. B. des laut Verfassungsschutz extremistisch-salafistischen Vereins „Helfen in Not“, wurden in Asylbewerberheimen angetroffen. Ein bekannter salafistischer Prediger rief seine Anhänger via Facebook dazu auf, Flüchtlinge gezielt anzuwerben.
Im Oktober 2016 warnte auch der Bundesnachrichtendienst vor IS-Kämpfern, die als Flüchtlinge getarnt nach Europa kämen. Sie würden gezielt trainiert, um bei Befragungen durch Polizisten oder beim Stellen eines Asylantrags als Flüchtling anerkannt zu werden. Auch zwei der elf Täter der Terroranschläge am 13. November 2015 in Paris sind mutmaßlich als Flüchtlinge getarnt nach Europa gekommen. Der mutmaßliche Bombenbauer sei im Oktober 2015 über die Balkanroute und Österreich nach Deutschland eingereist und von einem Komplizen in Ulm abgeholt worden.
Das Bundesamt für Migration und Flüchtlinge bekam viele Hinweise auf Flüchtlinge mit Verbindungen zu Terrororganisationen. Häufig stammt der Hinweis von den Asylsuchenden selbst, die sich dadurch mehr Aussichten auf Asyl versprechen. 2017 gab es insgesamt 1210 neue Terror-Ermittlungen. Neben Verbindungen zu den Taliban in Afghanistan und dem IS in Syrien sind Verbindungen zu Laschkar-e-Toiba, den pakistanischen Taliban, Boko Haram, IS-Westafrika, IS-Sinai, IS-Libyen, IS im islamischen Maghreb, IS-Khorasan, Ansar al-Scharia in Libyen, Dschandschawid-Miliz im Sudan, Ogaden National Liberation Front und Al Murabitun-Mujao in Mali angezeigt worden. 18 Fälle wurden mangels Tatverdacht eingestellt. 564 Fälle wurden trotz weiterbestehendem Tatverdacht nach § 153c Strafprozessordnung (StPO) eingestellt (als im Ausland begangene Verbrechen, die nach Einschätzung der Staatsanwaltschaft deutsche Staatsschutzinteressen nicht beeinträchtigen). Vor allem wurden Strafverfahren gegen Taliban nach § 153c StPO eingestellt, weil diese bislang keine Anschläge in Europa begangen haben. Strafverfahren gegen Anhänger von IS- oder al-Qaida-nahen Gruppen wurden hingegen nicht eingestellt, da diese regelmäßig auch in Europa Anschläge begehen.
Im Dezember 2017 verschärfte Dänemark die Kontrollen an der Grenze zu Deutschland ein weiteres Mal, weil man die abgelehnten Asylbewerber in Deutschland als Risiko betrachtete. Bereits seit Ende September 2016 hatte man auch bewaffnete Soldaten eingesetzt, um die Polizei zu entlasten. Als Begründung für die Verlängerung der Grenzkontrollen hatten die Dänen die Terrorgefahr genannt.

#### Größere islamistisch motivierte Vorfälle
- Am 18. Juli 2016 ereignete sich ein Angriff in einer Regionalbahn bei Würzburg, bei dem ein als unbegleiteter minderjähriger Flüchtling registrierter Täter Bahnreisende mit einem Beil und einem Messer attackierte.[291]
- Der Sprengstoffanschlag von Ansbach mit 15 Verletzten am 24. Juli 2016 wurde von einem 27-jährigen syrischen Flüchtling verübt.[292]
- Bei dem Anschlag auf den Berliner Weihnachtsmarkt an der Gedächtniskirche am 19. Dezember 2016 wurden 12 Menschen getötet und 56 verletzt.[293] Der IS reklamierte die Tat für sich;[294] als dringend tatverdächtig gilt der Tunesier Anis Amri, welcher als Asylbewerber unter anderem eine Zeit lang in einer Flüchtlingsunterkunft in Emmerich am Rhein wohnte.[295] Er wurde ab dem 21. Dezember mit europaweitem Haftbefehl gesucht und am 23. Dezember bei einem Schusswechsel mit der Polizei in Mailand getötet.[296]
- Am 28. Juli 2017 attackierte ein 26-jähriger Flüchtling aus den Vereinigten Arabischen Emiraten wahllos Kunden eines Supermarktes in Hamburg mit einem Messer. Dabei wurde ein 50-jähriger Mann getötet sowie sechs weitere Personen verletzt.[297]

#### Polizeiaktionen wegen Terrorverdachts
- Am 4. Februar 2016 wurden bei bundesweiten Razzien zwei algerische Männer und eine Frau aus der Islamistenszene festgenommen. Von Berlin aus wollten sie Attentate vorbereiten. Der Hauptverdächtige hielt sich nach Polizeiangaben in einem Erstaufnahmeauflager für Flüchtlinge in Attendorn auf und wurde dort festgenommen. Er wird wegen Zugehörigkeit zur Terrorgruppe ISIS auch von algerischen Behörden gesucht und soll vom IS militärisch ausgebildet worden sein.[298]
- Im Juni 2016 wurde in Deutschland eine IS-Terrorzelle ausgehoben. Die drei Syrer sollen als Flüchtlinge getarnt über die Balkanroute nach Deutschland gelangt sein; sie wurden in ihren Flüchtlingsunterkünften festgenommen. Sie hatten den Auftrag, in der Düsseldorfer Altstadt Anschläge im Stile derer in Mumbai 2008 auszuführen. Die deutschen Behörden wurden durch ein weiteres, in Frankreich inhaftiertes Mitglied der Terrorzelle auf die Attentatspläne aufmerksam. Nach Angaben eines IS-Verdächtigen sollten insgesamt zehn Terroristen den Anschlag ausführen.[299][300]
- Anfang August 2016 wurden vier syrische Terrorverdächtige, die in einer Asylbewerberunterkunft in Dinslaken wohnten, verhaftet. Nach Erkenntnissen der Duisburger Staatsanwaltschaft gab es Anschlagspläne auf ein Fußballspiel zum Bundesligastart. Einer der Männer kam in Untersuchungshaft, gegen einen anderen wurde Haftbefehl erlassen. Die anderen zwei Asylbewerber kamen wieder frei.[301]
- Am 13. September 2016 wurden bei Antiterrorrazzien durch das BKA in Schleswig-Holstein drei syrische Asylbewerber, die als Flüchtlinge im November 2015 nach Deutschland gekommen waren, verhaftet. Sie stehen im dringenden Verdacht, im Auftrag des IS Anschläge geplant zu haben. Am gleichen Tag wurden sie dem Ermittlungsrichter am BGH in Karlsruhe vorgeführt.[302]
- Ein 16 Jahre alter syrischer Flüchtling wurde am 20. September 2016 von der Polizei in Köln-Porz in einer Flüchtlingsnotunterkunft verhaftet. Aus Internetchats ging hervor, dass der 16-Jährige Bereitschaft für einen Sprengstoffanschlag zeigte und Anweisungen erhielt. Er kam in U-Haft.[303]
- Andere Personen, die der Terrororganisation IS zugerechnet wurden und 2015 um Asyl in Deutschland ersuchten, sind der am 10. Oktober 2016 verhaftete Dschaber al-Bakr und der tadschikische Islamist Mukhamadsaid S.[304]
- Am 2. November 2016 wurde ein 27-jähriger tunesischer Mann, der angab, ein Flüchtling aus Syrien zu sein, in einer Wohnung in Berlin-Schöneberg festgenommen. Am Folgetag wurde er dem Ermittlungsrichter am BGH vorgestellt. Ein Haftbefehl wurde zunächst abgelehnt, eine U-Haft wegen Urkundenfälschung dagegen angeordnet. Laut Bundesanwaltschaft gab es eine Verbindung zwischen dem Mann und dem IS.[305]
- Ein 20-jähriger syrischer Flüchtling aus Oberschwaben wurde am 20. November 2016 in Ulm verhaftet, nachdem er am Vortag versucht hatte, mit bombenfähigem Material nach Dänemark einzureisen.[306]
- Ein syrischer Flüchtling wurde am 31. Dezember 2016 in seiner Wohnung im Saarland von der Polizei festgenommen. Aus Chatverläufen ging hervor, dass der 38-Jährige Kontakt zu einem IS-Mitglied hatte und 180.000 Euro für die Beschaffung von Fahrzeugen und Bombenmaterial forderte, um Anschläge in Westeuropa begehen zu können. Laut Behördenangaben gab es noch keine konkreten Anschlagspläne, der Festgenommene bestritt diese ebenfalls. Eine U-Haft wurde angeordnet.[307]
- Am 26. Januar 2017 wurde ein 17-jähriger Flüchtling, der nach eigenen Angaben aus Syrien stammt, in Köthen festgenommen, nachdem ein Haftbefehl gegen ihn erlassen worden war. Er soll Kontakt zu einer Terrorzelle gehabt haben, welche Personen im Bau von Bomben schult.[308] Er kam in U-Haft.[309]
- Am 1. Februar 2017 wurde bei einer landesweiten Antiterrorrazzia in Hessen ein 36 Jahre alter Tunesier in Frankfurt am Main verhaftet. Der Verhaftete war 2015 als Asylbewerber eingereist, hatte sich aber auch schon ab 2003 für einige Jahre in Deutschland aufgehalten. Er soll laut Staatsanwaltschaft als Anwerber und Schleuser für den IS aktiv gewesen sein und wurde auch von tunesischen Sicherheitsbehörden im Zusammenhang mit dem Anschlag in Tunis 2015 gesucht.[310]
- Am 8. April 2017 wurde ein 24 Jahre alter Marokkaner in Borsdorf bei Leipzig in einem Asylbewerberheim durch ein Spezialeinsatzkommando der Polizei festgenommen. Er wurde von Behörden als islamistischer Gefährder eingestuft und stand im Verdacht, einen Anschlag auf die russische Botschaft in Berlin ausführen zu wollen. Er kam in Abschiebehaft.[311][312]
- Am 30. Mai 2017 wurde in der Uckermark ein 17-jähriger Asylbewerber mit vermuteter syrischer Herkunft festgenommen, nachdem er an seine Mutter eine Kurznachricht geschrieben hatte, in der er sich verabschiedet und mitteilt, in den Dschihad eingetreten zu sein. Darüber hinaus bestanden Hinweise aus dem direkten Umfeld.[313]
- Im Juni 2017 wurde ein 19-jähriger Syrer in Pegnitz festgenommen. Die Ermittler fanden Anleitungen zum Bombenbau, IS-Abzeichen und ein Bekennervideo des Beschuldigten. Im November wurde Anklage wegen des Beschaffens von Anleitungen zur Begehung einer schweren staatsgefährdenden Gewalttat erhoben.[314]
- Am 31. Oktober 2017 wurde ein 19-jähriger Syrer nach monatelanger Observation festgenommen, nachdem er Chemikalien und Bauteile zum Bau eines TATP-Sprengsatzes besorgt hatte.[315] Er war im Herbst 2015 als Flüchtling in die Bundesrepublik eingereist.[316] Das Oberlandesgericht Hamburg verurteilte ihn im November 2018 zu sechseinhalb Jahren Haft.[317]
- Am 21. November 2017 wurden in den Städten Kassel, Hannover, Essen und Leipzig acht Wohnungen durchsucht und insgesamt sechs syrische Asylbewerber festgenommen, denen vorgeworfen wird, Anhänger der Terrororganisation Islamischer Staat zu sein und Anschläge auf den Essener Weihnachtsmarkt sowie auf ein Einkaufszentrum vorbereitet zu haben.[318]
- Im Februar 2018 wurde in Eschwege ein 17-jähriger Iraker festgenommen, dem Kontakt mit hochrangigen Mitgliedern des Islamischen Staats sowie die Vorbereitung einer schweren staatsgefährdenden Gewalttat zur Last gelegt wird. Er habe sich demnach Bauanleitungen für ferngesteuerte Autosprengsätze besorgt.[319]
- Im April 2018 wurden im Raum Saarlouis drei syrische Asylbewerber festgenommen. Zwei von ihnen wird Mitgliedschaft im Islamischen Staat vorgeworfen, dem dritten Rekrutierung für eine andere verbotene islamistische Gruppierung.[320]
- Im Juli 2018 wurde der abgelehnte marokkanische Asylbewerber Abderrahman D. zu zwei Jahren Haft ohne Bewährung verurteilt. Er wurde wegen Anleitung zur Begehung einer schweren staatsgefährdenden Gewalttat für schuldig befunden und soll ein Mitglied der Terrororganisation Islamischer Staat gewesen sein.[321]
- Im Dezember 2018 verurteilte das Oberlandesgericht Celle zwei Asylbewerber aus Syrien zu zweieinhalb Jahren Haft, nachdem sie aus Salzgitter Propaganda für die Terrormiliz Islamischer Staat verbreitet und zu Terrorangriffen insbesondere auf Weihnachtsmärkten aufgerufen hatten.[322]
- Im Januar 2019 wurden drei irakische Flüchtlinge im Kreis Dithmarschen in Schleswig-Holstein festgenommen. Sie hatten nach Angaben der Ermittler einen islamistisch motivierten Terroranschlag vorbereiten wollen und hatten demnach bereits eine Bombenbauanleitung aus dem Internet heruntergeladen und begonnen, aus Silvesterraketen Schwarzpulver zu gewinnen.[323]

### Sexuelle Übergriffe in der Silvesternacht 2015/16
Dass die Tatverdächtigen bei den Kölner sexuellen Übergriffen in der Silvesternacht 2015/16 nach den Angaben der aufgenommenen Anzeigen dem Aussehen nach dem nordafrikanischen bzw. arabischen Raum entstammen sollten und dass auch die Tatverdächtigen in Bezug auf die Eigentumsdelikte teilweise der Gruppe der Flüchtlinge zugeordnet wurden, verschärfte zu Anfang des Jahres 2016 die Debatte um eine Begrenzung der Aufnahme und um Erleichterungen der Abschiebung von Asylsuchenden.
Nach der Abschlussbilanz des Bundeskriminalamts wurden bei diesen Übergriffen etwa 650 Frauen Opfer von Sexualdelikten. Deutschlandweit wurden 881 Sexualdelikte mit über 1200 betroffenen Frauen begangen. Die Zahl der Täter wird auf ca. 2000 geschätzt, von denen die meisten aus Nordafrika stammen. Es konnten aber nur 120 Verdächtige ermittelt werden. BKA-Präsident Holger Münch sagte: „Insofern gibt es schon einen Zusammenhang zwischen dem Auftreten des Phänomens und der starken Zuwanderung gerade in 2015 (…) Wir müssen davon ausgehen, dass viele dieser Taten auch im Nachgang nicht mehr ausermittelt werden.“
Fachleuten war die aus Nordafrika stammende Tätergruppe für derartige Straftaten schon seit langem bekannt. Der Braunschweiger Kripochef Ulf Küch sagte dazu: „Wir stellen fest, dass nur sehr wenige Zuwanderer als Straftäter auffallen, diese dann aber häufig eine Vielzahl von Delikten begehen“. Der Leiter einer Aufnahmeeinrichtung in NRW berichtete, dass ihm vor allem junge Nordafrikaner häufig negativ auffielen. Sie tränken massiv Alkohol und stünden zudem häufig unter dem Einfluss starker Medikamente. Auch in Köln befassen sich Kriminalisten seit geraumer Zeit mit Straftätern aus Nordafrika. Das Kölner Kriminalkommissariat 41 begann im Jahr 2014 eine Analyse, die darüber Aufschluss gibt, welche illegal eingereisten Flüchtlinge innerhalb eines Jahres erneut straffällig werden. Während nur 0,5 Prozent der Syrer als Verdächtige auffielen, waren es 40 Prozent der Flüchtlinge aus dem Maghreb. Die meisten Straftäter unter ihnen haben keinen festen Wohnsitz und müssen in sogenannten Schnellverfahren abgeurteilt werden. Für intensive Ermittlungen fehlt den für die Strafverfolgung zuständigen Behörden die Zeit, sodass nur niedrige Strafen verhängt werden können. Abschiebungen und Ausweisungen in die Heimatländer der Straftäter waren in der Vergangenheit wegen der fehlenden Kooperationsbereitschaft der Heimatländer nahezu unmöglich.
Bundesinnenminister Thomas de Maizière verurteilte die Vorfälle als „abscheulich und nicht hinnehmbar“; die offensichtliche Beteiligung von Menschen mit Migrationshintergrund an den Taten dürfe aber „nicht dazu führen, dass nun Flüchtlinge gleich welcher Herkunft, die bei uns Schutz vor Verfolgung suchen, unter einen Generalverdacht gestellt werden“. Zugleich plädierte de Maizière dafür, die Abschiebung straffällig gewordener Asylbewerber zu erleichtern. In den Medien wurde im Zusammenhang mit den Silvester-Übergriffen auf hohe faktische Hürden für eine Abschiebung verwiesen.
Abschiebungen in den Maghreb scheitern häufig an der Weigerung von Marokko, Algerien und Tunesien, die abgelehnten Asylbewerber zurückzunehmen. Um mit den Maghreb-Staaten über die Rücknahme der in Deutschland abgelehnten Asylbewerber zu verhandeln – es handelt sich um rund 30.000 überwiegend junge Männer –, unternahm Bundesinnenminister Thomas de Maizière am 28. Februar 2016 eine dreitägige Reise in den Maghreb. Zwar bestehen mit Marokko und Algerien Rückführungsabkommen, aber es gibt viele Möglichkeiten, die Abschiebung Ausreisepflichtiger in der Praxis zu erschweren oder gar unmöglich zu machen. Mit Marokko und Algerien gelang es dem Bundesinnenminister Kooperationsvereinbarungen abzuschließen. Da die Nordafrikaner keine Charterflüge akzeptieren, sagte der Bundesinnenminister zu, dass Abschiebungen mit Linienmaschinen erfolgen sollen. Ausreisepflichtige Marokkaner können anhand der in den marokkanischen Meldedateien gespeicherten Fingerabdrücke identifiziert werden. Stäbe sollen eingerichtet werden, die den Datentransfer nach Deutschland sicherstellen. Auch die tunesische Regierung ist bereit, bei der Rückführung abgelehnter Asylbewerber zu kooperieren. In einem Pilotprojekt soll zunächst eine Gruppe von 20 Tunesiern in ihr Heimatland zurückgebracht werden. Auch drei Monate später, im Juni 2016, bezeichnete Landesminister Ralf Jäger die nordafrikanischen Staaten noch als „völlig unkooperativ“ bei der Rücknahme ihrer Bürger. So sei die Rücknahme-Vereinbarung mit Marokko „kaum tauglich“.

### Radikalisierung der politischen Auseinandersetzung
Der Anstieg flüchtlingsfeindlicher Angriffe und eine sprachliche Verrohung lassen auf eine weitgehende Radikalisierung der politischen Auseinandersetzung schließen. Besorgniserregend sei auch, dass rechtsextremistische Positionen im bürgerlich-rechtspopulistischen Spektrum nicht mehr in allen Fällen auf Ablehnung stießen. Artikel aus Publikationen des rechtsintellektuellen Spektrums zeigten, dass „mittlerweile sogar dessen Vertreter ansatzweise in Bürgerkriegskategorien denken“. Eine wesentliche Beschleunigung der Radikalisierungsentwicklungen geht laut Verfassungsschutz auch von Angriffen von Rechtsextremisten, Islamisten oder Linksextremisten gegen den jeweiligen politischen Gegner aus. „Eine daraus resultierende Wechselwirkungsspirale könnte zu einer erheblichen Gewalteskalation führen, die aus heutiger Sicht kaum seriös zu prognostizieren ist.“
Das Bundesamt für Verfassungsschutz (BfV) beobachtet, dass Unbehagen und Ängste vieler Bürger hinsichtlich der möglichen, durch die hohe Zahl der Flüchtlinge verursachten gesellschaftlichen und ökonomischen Konsequenzen zugenommen hätten. Vor diesem Hintergrund erwartet das BfV, „dass sowohl asylkritische ‚rechte‘ als auch rechtsextremistische Parteien spürbar stärkeren Zuspruch bekommen werden“.
Laut einer Studie des Instituts für Demoskopie Allensbach gaben 24 % der in der Flüchtlingsarbeit engagierten Personen an, wegen ihres Engagements angefeindet oder beleidigt worden zu sein. Die Schriftstellerin Monika Maron warnte Anfang 2016 in der FAZ, dass die negative Verstärkerwirkung der Vorkommnisse in der Silvesternacht 2015/16 bereits zu einer Spaltung der Gesellschaft führe: „Ein zunehmender Teil des Volkes misstraut den Medien, den Parteien, den Institutionen, den Motiven und Fähigkeiten der Regierung, vor allem der Kanzlerin, deren Beharren auf offenen Grenzen so wenig verständlich ist wie ihr plötzlicher Ruf nach dem starken Staat glaubwürdig ist. Wir misstrauen einander, wir beginnen sogar einander zu hassen, weil die andere Meinung nicht nur eine andere Meinung ist, sondern an unser Existenzrecht rührt.“
Der Philosoph Wolfram Eilenberger und Kollegen haben sich in einem Artikel von Spiegel Online, Philosophen über Flüchtlingskrise – Das Ende der Lebenslüge, zu diesem Problem geäußert: Alle plädieren für ein „pragmatisches Vorgehen“, das an beide Seiten Anforderungen stelle und nicht von vornherein als „rechts“ oder „links“ abqualifiziert werden solle, womit der Radikalisierungsgefahr entgegengearbeitet werden müsse.
Nach Beobachtung der freien Journalistin Liane Bednarz mache die Radikalisierung im Bürgertum auch vor Christen nicht halt, wobei konservative Katholiken und Evangelikale sogar besonders anfällig seien.
Aus Anlass der Veröffentlichung seines Buchs Feindliche Übernahme: Wie der Islam den Fortschritt behindert und die Gesellschaft bedroht wurde Thilo Sarrazin 2018 von dem „Stern“-Journalisten Arno Luik gefragt, ob man Sarrazins Ansicht nach schiffbrüchige Flüchtende im Mittelmeer sterben lassen solle. Der Gefragte antwortete:

„Je geringer der Pullfaktor ist, desto weniger Menschen ertrinken im Mittelmeer. Der durch Angela Merkel erzeugte Pullfaktor hat die Zahl der Ertrinkenden nach oben getrieben. Die Menschen gehen nicht mehr aufs Mittelmeer, wenn sie wissen, dass es auf der anderen Seite nichts für sie zum Holen gibt. Wenn dieses Wissen da ist, ertrinkt auch keiner mehr.“

Rechte Parteien wie die AfD instrumentalisierten die Krise, indem sie sich als Beschützer jüdischen Lebens gegen eine behauptete Islamisierung gerierten. Muslime, die seit Jahrzehnten in Deutschland leben, würden mit den Geflüchteten „in einen Topf geworfen“.
Unter Populisten gibt es nach Michael Butter eine verschwörungstheoretische Deutung der Flüchtlingskrise. Sie sei nicht auf Push-Faktoren in den Herkunftsländern zurückzuführen, sondern auf das absichtsvolle Wirken geheimer Eliten, die eine Umvolkung oder eine Zerstörung der Werte des christlichen Abendlandes im Schilde führten. Der damalige Bundesvorsitzende der AfD Alexander Gauland erklärte am 7. November 2018 in der Bundestagsdebatte über den UN-Migrationspakt, „linke Träumer und globalistische Eliten“ hätten die Absicht, Deutschland „klammheimlich aus einem Nationalstaat in ein Siedlungsgebiet“ zu verwandeln.

### Flüchtlingsfeindliche Angriffe
Das Bundeskriminalamt berichtete bereits Ende August 2015 von einer Verdoppelung rechtsextremistisch motivierter Straftaten gegen Asylbewerberunterkünfte auf 335 Fälle. Das Bundesamt für Verfassungsschutz befürchtete, „dass ein neuer organisierter Rechtsterrorismus entstehen könnte“.
Anfang Oktober äußerte sich Bundesinnenminister Thomas de Maizière besorgt angesichts der massiven Zunahme von Gewalttaten gegen Flüchtlinge und Flüchtlingsunterkünfte. Zwei Drittel der ermittelten Tatverdächtigen seien in den jeweiligen Regionen wohnhafte „Bürger […], die sich bisher nichts zu Schulden kommen ließen“. Der Zuwachs sei „besorgniserregend“ und „eine Schande für Deutschland“. Zudem werde die offene Gewalt von Beleidigungen und hasserfüllter Sprache begleitet. Eine Zivilisationsschranke sei gefallen.
Vor allem die fremdenfeindlichen Proteste und Ausschreitungen in Freital, Heidenau und Dresden sowie das Attentat auf Henriette Reker oder die Proteste in Clausnitz fanden in den Medien Beachtung.
Von Januar bis Dezember 2015 wurden nach einer Erhebung des Bundeskriminalamts (BKA) 1005 Angriffe auf Flüchtlingsunterkünfte verübt. Damit hat sich die Zahl seit 2014 verfünffacht. Die meisten waren Sachbeschädigungen, gefolgt von volksverhetzenden Schmierereien und Gewalttaten. 901 der Fälle haben einen eindeutig rechtsradikalen Hintergrund. Bei 92 Übergriffen handelte es sich um Brandstiftungen; 2014 waren es 6 gewesen. Mit 173 Gewalttaten wurden mehr als sechsmal so viele Übergriffe verzeichnet wie im Vorjahr.
Nach Recherchen von Zeit und Zeit Online richtete sich die Hälfte der Brandanschläge gegen bewohnte Unterkünfte. 76,1 % aller Brandanschläge wurden nicht aufgeklärt. (Stand: 30. November 2015)
Das Bundeskriminalamt führt die folgenden Zahlen zur politisch motivierten Kriminalität:

### Forderung nach Sicherung der EU-Außengrenzen
Nach den Terroranschlägen in Paris am 13. November 2015 forderte der Vorsitzende der Deutschen Polizeigewerkschaft Ernst G. Walter den Umbau der europäischen Grenzschutzagentur Frontex „zu einer operativen europäischen Grenzpolizei, um die Einreise weiterer islamistischer Gefährder und Terroristen nach Europa bereits an den Außengrenzen zu verhindern.“ Auch vor dem Hintergrund, dass bei zwei der toten Terroristen syrische Pässe entdeckt worden waren, forderte Frankreichs Premierminister Manuel Valls eine wirksame Sicherung der EU-Außengrenzen.
Nach Aussage einer Sprecherin des deutschen Bundesinnenministeriums vom Dezember 2015 kann angesichts der hohen Zahl derzeit aufgenommener Migranten grundsätzlich nicht ausgeschlossen werden, dass sich unter diesen auch „Personen aus dem Bereich der Allgemeinkriminalität, Kriegsverbrecher, Mitglieder militanter Gruppen beziehungsweise terroristischer Organisationen oder Einzelpersonen extremistischer Gesinnung befinden können, welche die aktuellen Migrationsbewegungen nutzen, um nach Deutschland zu gelangen. Genauso wenig kann ausgeschlossen werden, dass diese Personen hierbei gefälschte Dokumente mit sich führen.“

## Ökonomische Folgen der Flüchtlingskrise
Wirtschaftsvertreter waren zunächst sehr optimistisch. Dieter Zetsche und David Folkerts-Landau etwa sahen im Oktober 2015 in den Flüchtlingen die Basis für ein neues Wirtschaftswunder. Im Herbst 2016 wurde bekannt, dass alle 30 DAX-Konzerne zusammen weniger als hundert Flüchtlinge eingestellt hatten. Hierbei ist allerdings zu berücksichtigen, dass Zugewanderte, die vor Abschluss des Asylverfahrens eingestellt wurden, vor der Verabschiedung des Gesetzes über Duldung bei Ausbildung und Beschäftigung von 2019 noch damit rechnen mussten, dass sie im Falle eines späteren negativen Asylbescheids auch dann abgeschoben werden können, wenn sie eine Berufsausbildung aufgenommen haben oder erwerbstätig geworden sind.
Probleme bei der wirtschaftlichen Integration der Flüchtlinge sind neben der Gefahr einer plötzlichen Abschiebung von Personen ohne gesichertes Bleiberecht oft eine fehlende Ausbildung bzw. ein qualifizierter Schulabschluss, fehlende Zeugnisse und fehlende Deutschkenntnisse. Auch die Bewertung von Volkswirten hat sich gewandelt. Berechnungen von 2015, die vorhersagten, dass Flüchtlinge schon nach ein paar Jahren eine volkswirtschaftliche Bereicherung darstellen würden, hätten sich als zu optimistisch erwiesen. Viele Ökonomen teilen die Ansicht von Clemens Fuest, dass hohe Investitionen für die Integration der Flüchtlinge in den Arbeitsmarkt getätigt werden müssten und dass die Mehrzahl der Flüchtlinge auf absehbare Zeit Nettotransferempfänger bleibe.

### Für den Staatshaushalt

#### Direkte Kosten
Die direkten „Flüchtlingskosten“ aus Bundesmitteln beliefen sich im Jahr 2016 insgesamt auf rund 21,7 Mrd. Euro, dazu zählten 7,1 Mrd. Euro zur Bekämpfung von Fluchtursachen, 1,4 Mrd. Euro zur Aufnahme, Registrierung und Unterbringung, 2,1 Mrd. Euro für Integrationsleistungen, 1,7 Mrd. Euro für Sozialtransfers nach Asylverfahren und 9,3 Mrd. Euro, die den Bundesländern und Gemeinden zur Verfügung gestellt wurden.
Hinzu kamen 20 Mrd. Euro aus Landesmitteln. Für das Jahr 2017 sind 21,3 Milliarden Euro im Bundeshaushalt für Flüchtlingskosten eingeplant. Angaben zu den voraussichtlichen Kosten von Ländern und Gemeinden liegen nicht vor.
Entwicklungshilfeminister Gerd Müller rechnete mit 30 Milliarden Euro für eine Million Flüchtlinge im Jahr 2017, was Kosten pro Schutzsuchendem von 2500 Euro pro Monat entsprechen würde. Das Institut der deutschen Wirtschaft und der Sachverständigenrat prognostizieren für 2017 dagegen Kosten von 50 Milliarden Euro.

#### Langfristige Kosten
- Das Zentrum für Europäische Wirtschaftsforschung (ZEW) beziffert die langfristige Belastung des Staatshaushaltes auf rund 400 Milliarden Euro, falls die Leistungskraft der Flüchtlinge nicht über der von Einheimischen mit geringem Qualifikationsniveau läge. Sofern 60 Prozent der Flüchtlinge die Leistungskraft von Menschen mit Berufsausbildung erreichten, ergäbe sich eine Belastung von 113 bis 218 Milliarden Euro. Eine 100-prozentige Qualifikationsquote würde einen positiven Saldo von 20 Milliarden Euro ergeben.[365]
- Bernd Raffelhüschen differenziert nach der Größenordnung der Zuwanderung. Pro 100.000 Zuwanderer müsste mit einer Abgabenerhöhung über alle Steuern und Beiträge hinweg von circa 0,3 Prozent gerechnet werden. Wenn allerdings 2015 und 2016 jeweils eine Million Zuwanderer kommen würden, dann würden die Zuwanderer schlechter integriert werden. In diesem Fall müssten Steuern und Abgaben dauerhaft um sechs Prozent erhöht werden.[366] Raffelhüschen schätzte, dass jeder Flüchtling den Staat etwa 450.000 Euro kosten würde.[367] Allerdings könnten die Kosten wegen der vielen neuen Langzeitarbeitslosen noch höher sein.[368] Denn nach einem Jahr waren im Herbst 2016 lediglich 12 Prozent der Flüchtlinge erwerbstätig, und auch das meist nur als Praktikant oder Hilfskraft, und es wird geschätzt, dass auch nach 5 Jahren noch rund die Hälfte der Flüchtlinge keinen Job haben wird.[369]

### Für die Sozialsysteme
- Hans-Werner Sinn analysierte 2015 unter Hinweis auf die Situation in den USA, dass die Zuwanderung von überwiegend geringqualifizierten Menschen zu einem Überangebot in diesem Segment des Arbeitsmarktes führen werde und somit die Löhne gedrückt würden. Der Sozialstaat werde hier Härten abfedern müssen. Die demographische Entwicklung in erster Linie über Zuwanderung von Migranten auszugleichen, sei eine zweifelhafte Lösung. Hierzu müssten bis 2035 32 Millionen Migranten aufgenommen werden, dies wäre nicht möglich, ohne unsere Werte zur Disposition zu stellen.[370]
- Bernd Raffelhüschen rechnete 2015 damit, dass bei einer Zuwanderung von jeweils einer Million in den Jahren 2015 und 2016 die Zuwanderer nicht gut integriert werden. In diesem Fall käme es zu einem massiven Anstieg von Altersarmut, die einen Umbau des Rentensystems hin zur steuerfinanzierten Grundversorgung erforderlich machen würde. Eine ähnliche Entwicklung wäre auch bei der Kranken- und Pflegeversicherung zu erwarten.[366]
- Der Wirtschaftsjournalist Patrick Welter warnte 2015, dass bei hoher Zuwanderung eine Beschneidung des Sozialstaats nur vermieden werden könne, wenn die Anreize zur Einwanderung in den Sozialstaat begrenzt würden. Er erinnerte an das Diktum des Wirtschaftsnobelpreisträgers Milton Friedman, nach dem man freie Zuwanderung und einen Wohlfahrtsstaat zusammen nicht haben könne.[371]
- Der 2011 verstorbene US-amerikanische Wirtschaftswissenschaftler William Niskanen formulierte einmal, dass es besser sei, eine Mauer um den Wohlfahrtsstaat zu bauen, als um das gesamte Land. Deshalb müssten die Anreize zur Einwanderung in den Sozialstaat begrenzt werden. Dieser Idee folgend strichen die USA 1996 allen neuen Einwanderern für fünf Jahre den Zugang zu den Sozialleistungen des Bundes. Es sei ein großer Fehler, dass es Deutschland umgekehrt mache: Alle Asylbewerber erhalten sofort umfassende Sozialleistungen. Gleichzeitig dürfen Asylbewerber in den ersten 15 Monaten ihres Aufenthaltes nur nachrangig nach Deutschen eingestellt werden. Zudem verhindere der Mindestlohnzwang zuverlässig, dass Flüchtlinge mit geringer Ausbildung und fehlenden Deutschkenntnissen in den Arbeitsmarkt hineinfinden können. Dadurch werden sie vom deutschen Wohlfahrtsstaat zur Abhängigkeit erzogen.[371]
- Die deutschen Tafeln unterstützten 2015 nach Angaben des Bundesverbands rund 1,5 Millionen Menschen mit Lebensmittelspenden, sie verzeichneten jedoch zusätzlich rund 250.000 Flüchtlinge, die – trotz Verpflegung in den Unterkünften – die Tafeln aufsuchten, so dass man bei der Verteilung rationieren musste.[372]
- Nachdem die medizinische Versorgung von Flüchtlingen 15 Monate lang von den Gemeinden bezahlt worden ist, werden sie anschließend, sofern sie kein ausreichendes Einkommen erzielen, über den Bezug von Arbeitslosengeld II den gesetzlichen Krankenkassen für die Gesundheitsversorgung zugeteilt. Da die staatlichen Zahlungen an die Krankenkassen für ALG-II-Bezieher nicht ausreichen, müssen die anderen Versicherten der Krankenkassen über Zusatzbeiträge die Mindereinnahmen ausgleichen.

### Für den Arbeitsmarkt

#### Arbeitsmarktchancen der Asylbewerber

##### Bildungsgrad
Die vom BAMF für 2015 auf freiwilliger Basis und ohne Prüfung von Nachweisen erhobenen Angaben zur Qualifikationsstruktur der Schutzsuchenden wurden ungewichtet bzw. nach der Schutzquote gewichtet ausgewertet, woraus sich folgendes Bild ergab:
| Schulbildung                | ungewichtet | gewichtet nach Schutzquoten |
| Hochschule                  | 18,4 %      | 23,2 %                      |
| Gymnasium                   | 21,7 %      | 24,7 %                      |
| Mittelschulen               | 29,7 %      | 26,7 %                      |
| Grundschule                 | 23,0 %      | 19,6 %                      |
| Keine formelle Schulbildung | 6,6 %       | 5,4 %                       |
| Sonstige                    | 0,5 %       | 0,4 %                       |

Im September 2015 beschloss das Bundesministerium für Bildung und Forschung ein Maßnahmenpaket von zusätzlichen circa 130 Millionen Euro „in den nächsten Jahren“, das „für den Erwerb der deutschen Sprache, das Erkennen von Kompetenzen und Potenzialen von Flüchtlingen und für die Integration in Ausbildung und Beruf“ dienen soll. Zudem wurde ein Lehrermangel als Auswirkung der Flüchtlingskrise vorhergesagt, welcher eine Hürde bei der Integration darstelle.
Zur Schulpflicht siehe auch: Flüchtlingskinder und Schule in Deutschland

##### Theorie
Alle Ökonomen sind sich einig, dass die Arbeitsmarktchancen der Flüchtlinge von einer hinreichenden Qualifizierung abhängen. Bernd Raffelhüschen betont, dass es angelernte und unqualifizierte Arbeitskräfte schwer auf dem Arbeitsmarkt hätten. Da bisher schon die Integration von hunderttausenden von Hartz-IV-Empfängern in den Arbeitsmarkt nicht gelungen sei, stelle sich die Frage, wie das bei den Zuwanderern gelingen solle. Nach Ansicht von Hans-Werner Sinn ist die Qualifizierung der Flüchtlinge notwendig, aber nur über einen längeren Zeitraum möglich. Für die schnelle Integration in den Arbeitsmarkt und auch um eine gesellschaftliche Ausgrenzung der Flüchtlinge zu verhindern, müsse der Mindestlohn abgeschafft werden oder zumindest die Beschäftigung von Flüchtlingen finanziell vom Staat gefördert werden. Mehr Stellen für Geringqualifizierte wie als Reinigungskraft oder als Autowäscher könnten nur entstehen, wenn der Mindestlohn abgeschafft werde. Auch Dennis Snower empfiehlt staatliche Lohnsubventionen, um den Zugang zum Arbeitsmarkt zu erleichtern. Ministerin Nahles lehnt Eingriffe in das Mindestlohn-Gesetz ab. Sie rechnet jedoch aufgrund der Flüchtlinge für 2016 mit zusätzlichen ALG-II-Empfängern, schätzungsweise mit 240.000 bis 460.000 Menschen. Bis 2019 könnte diese Zahl auf eine Million ansteigen. Nur wenige der Flüchtlinge sprechen Deutsch, vielen fehlt die passende Ausbildung, etwa 16 % sind sogar Analphabeten. In Bereichen rund um die Hilfe für Flüchtlinge erwartet Nahles tausende neue Jobs etwa bei der Betreuung von Flüchtlingen, bei den Sicherheitsdiensten, im Catering oder im Wohnungsbau. Bei den Einheimischen werde es daher einen weiteren Rückgang der Erwerbslosigkeit geben. Insgesamt rechnet sie aber für 2016 mit steigenden Arbeitslosenzahlen.
Der Entwicklungsökonom Paul Collier ist in Hinblick auf die Arbeitsmarktchancen skeptisch. Die Integration in den Arbeitsmarkt erfordere neben Deutschunterricht und einer geeigneten Ausbildung auch kulturelle Integration z. B. in die deutsche Arbeitsdisziplin und Kooperationsfähigkeit. Viele Studien zeigten jedoch, dass Integration umso schwerer werde, je größer und homogener die Gruppe der Einwanderer sei. Colliers Ansicht zufolge setzen Arbeitsmigranten alles daran, in der aufnehmenden Gesellschaft „anzukommen“, Geflüchtete hingegen weniger.

##### Empirik
Nach einer Untersuchung des Instituts der deutschen Wirtschaft haben Flüchtlinge in der Vergangenheit im Schnitt 15 Jahre gebraucht, um bei der Arbeitsmarktintegration das Niveau anderer Einwanderer zu erreichen. Wegen des niedrigen Bildungsniveaus der seit 2014 eingereisten Flüchtlinge und subsidiär Schutzberechtigten aus Syrien, dem Irak, Afghanistan und Eritrea ist damit zu rechnen, dass die Integration dieser Asylsuchenden noch schwieriger wird, als dies in der Vergangenheit für andere Flüchtlingsgruppen der Fall war.
Nach einer Studie des Bundesamtes für Migration und Flüchtlinge (BAMF) hat von den zwischen 2008 und 2012 nach Deutschland gekommenen Syrern, Irakern und Afghanen nur gut ein Drittel eine Erwerbstätigkeit gefunden. Von den Frauen sind nur 11 % erwerbstätig. Das hängt nach Einschätzung des BAMF vermutlich damit zusammen, dass diese Frauen durch Kinderbetreuung gebunden seien, sowie an der kulturspezifischen Arbeitsteilung in der Familie, an mangelnden Sprachkenntnissen und Qualifikationen.
Die Bundesagentur für Arbeit (BA) gab im Dezember 2016 einen Überblick zu den Auswirkungen der Fluchtmigration auf den Arbeitsmarkt. Dabei wurden für 2015 und 2016 Menschen aus nichteuropäischen Herkunftsländern näherungsweise vollständig als „Flüchtlinge“ betrachtet (für 2016 gibt es erstmals auch eine eindeutige Zuordnung):
| Status                                    | Stand 2015 alle | Stand 2016 alle | 2016 nur Flüchtlinge | 2018 nur Flüchtlinge |
| Arbeitsuchende¹⁾                          | 180.000         | 444.000         | 425.000              | 482.000              |
| Arbeitslose                               | 90.000          | 175.000         | 164.000              | 187.000              |
| Teilnehmer Fördermaßnahme                 | 13.000          | 71.000          | 70.000               | 77.000               |
| Sozialversicherungspflichtig Beschäftigte | 86.000          | 123.000         |                      | 238.000              |

Die Erwerbstätigenquote liegt für deutsche Staatsbürger bei 68,3 % (Stand Mai 2018), die Erwerbstätigenquote von nichtdeutschen Menschen in Deutschland bei 49,3 % (Stand Mai 2018). Die Erwerbstätigenquote von Menschen aus nichteuropäischen Asylherkunftsländern in Deutschland betrug im Oktober 2015 21,2 %, im Oktober 2016 16,2 %, im Mai 2018 27,2 %.
Die mit 27,2 % vergleichsweise geringe Beschäftigungsquote von Menschen aus den nichteuropäischen Asylherkunftsländern zeigt, dass die Integration in den Arbeitsmarkt fortgesetzte Bemühungen über einen längeren Zeitraum braucht. Im August 2018 zog der Vorstandschef der Bundesagentur für Arbeit, Detlef Scheele, eine positive Zwischenbilanz zur Integration von Flüchtlingen auf dem deutschen Arbeitsmarkt. 238.000 der Geflüchteten sind Stand Mai 2018 sozialversicherungspflichtig beschäftigt, womit die Erwartungen der Bundesagentur für Arbeit übertroffen worden seien.
Im Mai 2017 befanden sich 872.000 Personen aus Hauptherkunftsländern wie Syrien, dem Irak oder Afghanistan im ALG-II-(Hartz-IV-)Bezug. Im Dezember 2017 bezogen 959.000 Personen aus nichteuropäischen Flüchtlingsstaaten Hartz IV, damit stellten sie über 15 % aller ALG-II-Bezieher. 12.255 Empfänger sind staatenlos und bei 27.144 ist die Herkunft unklar.
Die Bundesagentur für Arbeit veröffentlichte 2018 eine Statistik über den Ausbildungsstellenmarkt in Deutschland. Dieser Statistik zufolge begannen von Oktober 2016 bis September 2017 36 Prozent der Bewerber um einen Ausbildungsplatz mit Fluchthintergrund in Deutschland eine Berufsausbildung. Ein weiteres Prozent aus dieser Gruppe setzte eine früher begonnene Ausbildung fort. In die Kategorie „unversorgte Bewerber um eine Ausbildungsstelle“ (= potenzielle künftige Altbewerber) fielen 2017 demnach neun Prozent der Bewerber um einen Ausbildungsplatz mit Fluchthintergrund. Arbeitslos gemeldet waren 2017 von den Bewerbern um eine Ausbildungsstelle vier Prozent.

#### Zusätzliche Stellen im öffentlichen Dienst
In einigen Bereichen des deutschen Arbeitsmarkts ist infolge der Flüchtlingskrise die Nachfrage nach Arbeitskräften gestiegen, wobei es sich überwiegend um Stellen im öffentlichen Dienst oder in anderen staatsnahen Bereichen handelt, die aus öffentlichen Mitteln finanziert werden müssen.
Da es unter den Flüchtlingen in Deutschland viele Schulpflichtige gibt, rechnete die Gewerkschaft Erziehung und Wissenschaft für das Jahr 2016 mit 300.000 zusätzlichen Schülern aus diesem Bereich. Dazu kämen noch bis zu 100.000 Kinder im Vorschulalter mit einem Bedarf an Plätzen in Kindertagesstätten. Die GEW forderte, 24.000 Lehrkräfte und 14.000 Erzieher zusätzlich einzustellen, um die Flüchtlingskinder bedarfsgerecht professionell unterrichten und betreuen zu können.

#### Auswirkungen der Digitalisierung
Die meisten Prognosen berücksichtigen nicht die mittel- bis langfristigen Auswirkungen der Digitalisierung auf den Arbeitskräftebedarf in Deutschland. Laut Alexander Hagelüken würde die digitale Transformation nach Ansicht von „Optimisten“ in Deutschland bis zu den 2030er Jahren den Verlust von „nur“ 5 Millionen Arbeitsplätzen bedeuten; „Pessimisten“ rechneten mit einem Verlust von 18 Millionen Arbeitsplätzen.

### Bruttosozialprodukt und Pro-Kopf-Einkommen
Ein von EU-Wirtschafts- und Währungskommissar Pierre Moscovici verantwortetes Gutachten sieht durch den Anstieg der öffentlichen Ausgaben und das zusätzliche Arbeitskräfteangebot einen geringen Wachstumseffekt aufgrund der zahlenmäßig großen Zuwanderung von Flüchtlingen. Da der Bevölkerungszuwachs stärker sei als der Anstieg des Bruttosozialprodukts, wird zugleich mit einem geringen jährlichen Rückgang des Pro-Kopf-Einkommens gerechnet. Für Deutschland wurden zwei Szenarien erarbeitet. Im ersten Szenario wurde von der unrealistischen Annahme ausgegangen, dass die Zuwanderer genauso gut qualifiziert seien wie die deutsche Bevölkerung. In diesem Fall sei für 2015 ein Wachstumseffekt von 0,2 Prozentpunkten zu erwarten, der bis 2020 auf 0,7 Punkte steige. Das Pro-Kopf-Einkommen werde um zunächst 0,7 Prozent (2015) und später (2020) um 0,3 Punkte sinken. Im zweiten Szenario wird von einer deutlich geringeren Qualifikation ausgegangen. In diesem Fall wird ein Wachstumseffekt auf die deutsche Wirtschaft von 0,1 Prozentpunkten (2015) erwartet, mit einer Steigerung auf ca. 0,5 Prozentpunkte (2020). Das Pro-Kopf-Einkommen wird entsprechend stärker sinken als im ersten Szenario. Die Effekte seien abhängig von den in den Heimatländern erworbenen und den in den Zielländern hinzugewonnenen Qualifikationen sowie von der Abschaffung künstlicher Arbeitsmarkthindernisse wie des Mindestlohns.

### Gesamtschau

#### Bilanz der Jahre 2015/2016
- Bernd Raffelhüschen betonte im Oktober 2015, dass Deutschland schon seit 150 Jahren ein Einwanderungsland sei. Es brauche aber geeignete Einwanderungsregeln, sonst werde man sich übernehmen.[366] Nach einer Modellrechnung Raffelhüschens (in der sämtliche staatlichen Ausgaben und Zahlungen der Sozialversicherungen abzüglich der Steuern und Sozialversicherungsbeiträge über die Lebenszeit eines Flüchtlings nach der Barwertmethode berechnet wurden) entstehen für etwas mehr als eine Million Flüchtlinge, unter der Annahme, dass diese innerhalb von sechs Jahren in den Arbeitsmarkt integriert werden, 900 Milliarden Euro Nettokosten. Maßgeblicher Faktor in der Modellrechnung ist das niedrigere Bildungsniveau der Flüchtlinge, das dazu führe, dass sie nicht nur schwerer in den Arbeitsmarkt zu integrieren seien, sondern – im Mittel – ein unterdurchschnittliches Einkommen haben würden und dadurch nicht selbstkostendeckend Steuern und Sozialversicherungsbeiträge zahlen würden. Unter der (unrealistischen) Annahme eines der Gesamtbevölkerung entsprechenden durchschnittlichen Bildungsniveaus der Flüchtlinge würde sich hingegen ein hypothetischer Gewinn von 300 Milliarden Euro ergeben.[396][397]
- Raffelhüschen bezifferte im Juli 2016 die langfristigen Kosten der Flüchtlingswelle von 2015 auf rund 878 Milliarden Euro. Die Regierung verschleiere die Gesamtverschuldung von geschätzt 6,2 Billionen Euro. Wegen des niedrigen Bildungsstandes der Flüchtlinge sei es nicht realistisch, anzunehmen, dass sie innerhalb weniger Jahre einen vergleichbaren Verdienst erzielen und damit vergleichbare Sozialabgaben wie die einheimische Bevölkerung erzielen könnten. Die Masse der Zuwanderer würde am Ende ihres Berufslebens anstelle einer ausreichenden Rente eine steuerfinanzierte Grundsicherung erhalten. Auf Dauer könne sich Deutschland so keine ungesteuerte Zuwanderung leisten. Er folgerte, dass man die Grenzen schließen müsse, wenn man den Wohlfahrtsstaat erhalten wolle – oder man müsse das Modell der Vereinigten Staaten übernehmen, in dem für Zuwanderer keine Sozialleistungen vorgesehen sind.[398]

#### Hypothetische Folgen konstant hoher Flüchtlingszahlen über 2016 hinaus
- Nach Einschätzung der OECD könnte Deutschland mittelfristig von einer Zuwanderung in Höhe von 1 % der Bevölkerung (800.000 Flüchtlinge) profitieren, wenn die Flüchtlinge in Arbeit integriert werden könnten. Notwendig seien dafür vor allem eine rasche Anerkennung ausländischer Ausbildungsabschlüsse und geeignete Bildungsmaßnahmen. Eine Abschaffung des Mindestlohns, um so mehr Jobs für Asylbewerber zu schaffen, hält die OECD allerdings für falsch. Das bringe Unsicherheit in den Arbeitsmarkt.[399][400]
- Clemens Fuest und Hans-Werner Sinn äußerten 2015 die Ansicht, dass „eine Politik der unkontrollierten Zuwanderung“ Deutschland schnell überfordern werde. Damit Deutschland weiterhin in der Lage sei, Schutzsuchende aufzunehmen und zu unterstützen, müsse das Land die Immigration insgesamt begrenzen und qualitativ steuern. Staatliche Mehrausgaben führten zwar kurzfristig zu einer Nachfragesteigerung, engten aber den zukünftigen Handlungsspielraum des Staates ein, der Effekt sei also nicht nachhaltig.[366][370] Hans-Werner Sinn sprach im April 2016 nachträglich von einer humanitären Aufgabe, die mit wirtschaftlichen Gesichtspunkten eigentlich nichts zu tun habe, obwohl sie hunderte von Milliarden Euro kosten werde.[396]
- Der österreichische Politikwissenschafter Arno Tausch stellte sich im Kontext mit der Krise unter Verwendung ökonometrischer Migrationspotentialschätzungen in der Tradition des Harvard-Ökonomen Robert Barro sowie mit der globalen Migrationsmatrix der Weltbank und arabischen Umfragen im Jahr 2015 die Frage, wie hoch das Potential für die „Normalmigration“ aus der arabischen Welt und aus den muslimisch geprägten Hauptentsendestaaten von Arbeitskräften ohne die aktuellen Bürgerkriegsereignisse in Syrien wäre. Tausch kommt zu dem Ergebnis, dass 2,5 Millionen Araber sowie 6 Millionen Bewohner der Staaten der Islamischen Kooperation als unmittelbares und echtes Migrationspotential aus der Region in die reicheren Staaten der Welt zu bezeichnen wären. Tausch macht dabei der deutschen Kanzlerin Angela Merkel den Vorwurf, die Höhe dieses Potentials unterschätzt zu haben und es durch ihre Politik der Einladung vom Sommer 2015 weitgehend nach Europa umdirigiert zu haben.[401]

Der Armutsforscher und Wirtschaftsnobelpreisträger Angus Deaton lobte 2015 EU-Länder wie Deutschland dafür, die menschliche Verantwortung ernst zu nehmen, und warnte zugleich davor, zu viele Flüchtlinge aufzunehmen. Deutschland werde bald „das Limit erreichen, das es überfordert […] Zu viele Einwanderer werden Europa destabilisieren, das ist klar.“
Marcel Fratzscher hielt die Diskussion darüber, „ob man sich das leisten könne oder ob wir uns übernehmen“, 2015 für kontraproduktiv: Politik und Wirtschaft sollten endlich die Ärmel hochkrempeln und Lösungen für eine erfolgreiche Integration suchen.

## Politische Debatte

### Die Entscheidungen Anfang September 2015
Die Entscheidungen der Bundesregierung Anfang September 2015 wurden oftmals als „Grenzöffnung“ rezipiert, beispielsweise von Robin Alexander. Es wurde dabei sowohl von Befürwortern als auch von Gegnern der Politik der Bundesregierung hervorgehoben, dass man in Ungarn festsitzende Schutzsuchende aufnehme, was auch dem Sprachgebrauch der Bundesregierung entsprach, welche von einer Ausnahme auf Grund einer Notlage sprach. Alexander argumentiert dabei, es sei „Wortklauberei“, zu behaupten, die Grenze sei schon vorher offen gewesen, „um die Tatsachen zu verdecken: Die Flüchtlinge hätten nach europäischen Regeln nicht nach Deutschland kommen dürfen, sondern in Ungarn bleiben müssen.“ Diese Anforderung an die Schutzsuchenden bedeutet allerdings nicht, dass Österreich oder Deutschland auf eine Prüfung nach dem Dublin-Verfahren verzichten konnten, worauf Daniel Thym hinweist.
Die Entscheidung von Bundeskanzlerin Angela Merkel in der Nacht vom 4. zum 5. September 2015, die über die Balkanroute kommenden und in Ungarn festsitzenden Flüchtlinge aufzunehmen, sehen Marina und Herfried Münkler als das Bemühen, den erreichten Stand der europäischen Integration zu erhalten, indem die vorliegende Blockierung des Schengen-Raums aufgelöst wurde. „Das strategische Projekt, das die Bundesregierung mit der Aufnahme der Flüchtlinge in Deutschland verfolgte, zielte auf den ‚Kauf von Zeit‘, um erstens eine Sicherung der europäischen Außengrenzen zu gewährleisten; zweitens mit den Staaten an der europäischen Peripherie, namentlich mit der Türkei, Regelungen zu treffen, die den Druck der Flüchtlinge auf die Außengrenzen der EU reduzierten; und drittens ging es darum, legale Zugangswege nach Europa zu schaffen, die einerseits den Vorgaben der Genfer Flüchtlingskonvention entsprachen und andererseits den Staaten der EU – unter ihnen an erster Stelle Deutschland – wieder die Kontrolle über den Zustrom von Flüchtlingen gaben.“
Anders wertete der Theologe Herbert Stettberger Merkels Entscheidung dieser Nacht. Er verwies auf gegensätzliche Aussagen Merkels, die einerseits die Aufnahme der Schutzsuchenden, die sich in Ungarn befanden, als Ausnahme bezeichnete und andererseits bestritt, dass sie oder sonst jemand in Deutschland die Macht habe, festzulegen, wie viele Menschen überhaupt nach Deutschland kommen. Demzufolge sei es ihr zu diesem Zeitpunkt wohl nicht um eine kontinuierliche und nachhaltige Flüchtlingshilfe gegangen, sondern sie habe eher eine erzwungene Ausnahmeentscheidung mit nicht bedachten kurz-, mittel- und langfristigen Folgen getroffen.

### Integrationspolitik
Der Migrationsexperte Stefan Luft empfiehlt, die Integration von Zugewanderten durch eine gute Bildungs-, Sozial- und Wirtschaftspolitik zu forcieren, damit eine ethnische Segmentierung des Arbeitsmarktes und der Städte vermieden werden kann. Wohnungsbau, der Ausbau von Bildungseinrichtungen und die Einrichtung von Sprachkursen erforderten eine strategische Planung. Speziell in „strukturstarken Städten“ seien erhebliche Investitionen in den sozialen Wohnungsbau nötig. Luft geht davon aus, dass eine Mehrheit der Flüchtlinge sich nach dem Verlassen der temporären Notunterkünfte in wirtschaftsstarken Regionen niederlässt.
Außerdem spricht Luft sich dafür aus, zwischen Flüchtlingspolitik und Einwanderungspolitik klar zu unterscheiden, weil sonst das Bewusstsein für die Schutzverpflichtungen gegenüber Flüchtlingen untergraben werde. Er sieht den Abbau von Vollzugsdefiziten bei der Abschiebung als notwendig an, um Wanderungsanreize zu unterbinden, die entstehen, wenn Erfolg oder Misserfolg eines Asylantrags für die Bleibeperspektive irrelevant wäre. Ausdrücklich kritisiert Luft in diesem Zusammenhang die von Wirtschaftsverbänden „immer wieder“ geäußerte Forderung, einen „Pfadwechsel“ zu ermöglichen, „also abgelehnten Asylbewerbern mit geeigneten Qualifikationen den Zugang zum Arbeitsmarkt und damit dann ein Bleiberecht zu eröffnen.“ Während bei der Flüchtlingspolitik humanitäre Verpflichtungen zu beachten seien, könnten und dürften bei einem zukunftstauglichen Einwanderungsgesetz Nützlichkeitserwägungen eine wesentliche Rolle spielen.
Die Kulturwissenschaftlerin Marina Münkler und der Politologe Herfried Münkler schlagen vor, „sämtliche in Deutschland angekommenen Migranten (allenfalls mit Ausnahme derer, bei denen feststeht, dass sie innerhalb weniger Wochen Deutschland wieder verlassen werden) so zu behandeln, als ob sie auf Dauer bleiben würden.“ Was dann bei manchen Rückkehrern in ihre Heimatländer hinsichtlich Sprachkompetenz und beruflicher Ausbildung für die hiesige Gesellschaft nicht zum Tragen käme, lasse sich ggf. als deutsche Aufbauhilfe anderwärts verbuchen.
Dabei gehe es auch darum, eine Konstellation zu überwinden, in der Migranten, die aufgrund ihres Status kaum Zugang zum Arbeitsmarkt hätten, nahezu zwangsläufig in kleinkriminelle Aktivitäten abrutschten. Wer weder Asylrecht habe noch rückgeführt werden könne, dessen Aufenthaltsstatus solle legalisiert werden. Denn damit eröffnete sich nicht nur der Zugang zum deutschen Arbeitsmarkt, sondern auch „die Chance einer umfassenden Integration in die deutsche Gesellschaft.“ Der die Betroffenen belastende Aufenthalt in Erstaufnahmelagern solle nicht länger als unbedingt nötig dauern; Wohn- und Schulpolitik sollten der Entstehung sich abschließender Parallelgesellschaften entgegenwirken; die „systemische Benachteiligung“ von Zuwandererkindern im Bildungswesen müsse beendet werden.
Die Integrationsbereitschaft von Migranten ist für die Münklers nicht zuletzt eine Frage der Hilfsbereitschaft in der aufnehmenden Gesellschaft. Als unverzichtbar gilt ihnen deshalb eine in der Zuwendung zu den Neuankömmlingen aktive Zivilgesellschaft. Auch die Regierung muss die Integration beherzt angehen. „Mulitkulti wird nicht funktionieren. Wir müssen diese Menschen zu Deutschen machen.“ Es gehe um Arbeitsethos, Toleranz und politische Umgangsformen. „Nötig ist auch eine Entpolitisierung des Religiösen.“
Der stellvertretende Vorsitzende der CDU Thomas Strobl bezeichnete es als Integrationshindernis, dass nach aktueller Rechtslage alle Asylbewerber nach dreijährigem Aufenthalt in Deutschland praktisch automatisch ein unbefristetes Aufenthaltsrecht bekommen. Das unbefristete Aufenthaltsrecht solle es nur für Asylbewerber geben, die ihre Bereitschaft zur Integration gezeigt haben, indem sie nach 5 Jahren „einigermaßen ordentlich Deutsch sprechen können“, „Grundkenntnisse unserer Rechts- und Gesellschaftsordnung“ haben und „keine Straftaten begangen haben“. Zudem sollten sie „mit 60 Beiträgen zur gesetzlichen Rentenversicherung nachweisen können, dass sie selbst für ihren Lebensunterhalt sorgen können“.
Der Politikwissenschaftler Dietrich Thränhardt kommt in einer Studie der Bertelsmann-Stiftung zu dem Ergebnis, dass Integration in Arbeit ein zentrales Erfordernis ist. Er fordert:
- Sprachkurse für alle Flüchtlinge mit Bleibeperspektive von Anfang an
- frühzeitige Erfassung der Berufsperspektiven und Aufnahme in die Erfassungssysteme der Bundesagentur für Arbeit
- die örtliche Verteilung der Flüchtlinge mit der Arbeitsvermittlung zu koordinieren, damit Flüchtlinge bevorzugt in Regionen mit guter Beschäftigungsmöglichkeit verteilt werden
- frühen Übergang in eine normale Wohnsituation
- Information der örtlichen Bevölkerung über die Aufnahme von Flüchtlingen
- die Zusammenarbeit z. B. der Kommunalen Integrationszentren[420] mit Kirchengemeinden, Vereinen, Schulen, Unternehmen – mit der Zivilgesellschaft insgesamt

Die Zeitschrift des Deutschen Hochschulverbandes enthält im Januar-Heft 2016 unter dem Generalthema Flüchtlinge eine Serie von sieben Artikeln, zum Teil mit zusätzlichen konkreten Empfehlungen, z. B. dass man statt der dreijährigen Berufsausbildung eine zweijährige berufliche Teilqualifikation anstreben sollte, eventuell mit Aufstockmöglichkeit.
Der Journalist Fabian Leber ist der Ansicht, dass Integration in Hocheffizienz die wesentliche Aufgabe sei. Die auf Hocheffizienz ausgelegte deutsche Industriegesellschaft ergebe nur für die Flüchtlinge Sinn, die auf Dauer in Deutschland bleiben. Er findet es befremdlich, dass Deutschland an überkommenen Standards wie dem Mindestlohn oder einem Asylverfahren mit langem Aufenthalt in Massenunterkünften festhalte, was Flüchtlinge in Unmündigkeit führe und jene Energien ausbremse, die für einen guten Start gebraucht würden.
Lothar Semper, Hauptgeschäftsführer der Handwerkskammer München und Oberbayern, berichtet, dass von den Flüchtlingen aus Syrien, Afghanistan und Irak, die Ende 2013 eine Lehre aufgenommen hatten, 70 % die Lehre wieder abbrachen. Als Grund nannte er unzureichende Deutschkenntnisse und die falsche Vorstellung, dass man in Deutschland sofort viel Geld verdienen könne. Er regt an, dass die Bundesregierung Berater bereitstellen solle, die Ausbildungsleiter für die Probleme von Flüchtlingen sensibilisieren.
Der Deutsche Philologenverband fordert eine Obergrenze für den Migrantenanteil in Schulklassen, um eine erfolgreiche Integration zu gewährleisten. „Schon wenn der Anteil von Kindern nichtdeutscher Muttersprache bei 30 Prozent liegt, setzt ein Leistungsabfall ein. Dieser wird ab 50 Prozent dramatisch“.
Bundespräsident Joachim Gauck, der Friedenspreisträger des Deutschen Buchhandels Navid Kermani und viele Politiker, u. a. Vizekanzler Sigmar Gabriel, fordern einen Verfassungspatriotismus: „Wir müssen klar machen, dass es bei uns Dinge gibt, die nicht zur Disposition stehen. Das Grundgesetz, die Meinungsfreiheit, Religionsfreiheit, die Gleichberechtigung.“ Man könne zwar nicht verlangen, dass die Flüchtlinge „mit dem Grenzübertritt Verfassungspatrioten werden“, aber „es gibt Prinzipien für das öffentliche Zusammenleben, die muss man akzeptieren, ja, sogar verinnerlichen, wenn man hier gut leben will.“ Sabatina James warnt vor einem „naiven Integrationsoptimismus“. Sie verweist auf die bisherigen Erfahrungen mit zehntausenden Bürgerkriegsflüchtlingen aus dem Libanon in den 1990er Jahren, deren Integration komplett gescheitert sei. Dies ermutige nicht zu der Annahme, dass diesmal die Integration von viel mehr muslimischen Flüchtlingen aus der arabischen Welt gelinge. Der Politikwissenschaftler Hamed Abdel-Samad bezweifelt, dass sich die Mehrzahl der muslimischen Flüchtlinge überhaupt integrieren wolle. Die Islamwissenschaftlerin Riem Spielhaus hat keine Angst um die Werte in Deutschland. Sie verweist auf eine Empfehlung des Rats für Migration, nach der keine Leitkultur, sondern ein neues Leitbild erforderlich sei, nämlich eine aktuelle „Erzählung“ dessen, was Deutschland sei und was es sein wolle. Die Sozialwissenschaftlerin Necla Kelek bezweifelt, dass die Integration der türkischstämmigen Gastarbeiter gelungen sei. Das sei eine Relativierung, die Parallelwelten beschönige. Viele Jungen türkischstämmiger Migranten sind im deutschen Bildungssystem Verlierer, viele Mädchen werden unter dem Druck der Familie verheiratet. Das Machotum und die Gewalt an den Schulen würden tabuisiert; Polizisten würden bedroht, wenn sie sich in Angelegenheiten der Parallelgesellschaften einmischen. In der derzeitigen Flüchtlingskrise dürfe man nicht übersehen, dass die meisten Muslime kommen, weil sie Sicherheit und Versorgung in Deutschland suchen, aber nicht weil sie in einem säkularen Land leben wollen, in dem Menschen liberal selbstbestimmt und Frauen gleichberechtigt sind.
Cem Özdemir hält es für unwahrscheinlich, dass sich die Muslime unter den Flüchtlingen in Deutschland säkularisieren. Der weltweite Trend gehe eher in Richtung Radikalisierung. Die Frömmigkeit der Moslems in Deutschland sei aber kein Problem, solange tolerante Strömungen des Islam die Oberhand behielten. Insbesondere müsse die Bundesregierung Saudi-Arabien klarmachen, dass die Förderung des radikal intoleranten Wahhabismus in Deutschland unerwünscht sei. Die Türkisch-Islamische Union der Anstalt für Religion (DİTİB) mache an der Basis oft eine beeindruckende Integrationsarbeit. Doch der Dachverband selbst sei „nichts anderes als der verlängerte Arm des türkischen Staates. Statt zu einer echten Religionsgemeinschaft zu werden, macht die türkische Regierung die Ditib immer mehr zu einer politischen Vorfeldorganisation der AKP in Deutschland.“ Die Türkei müsse die Muslime in Deutschland freigeben.
Im August 2017 stellte der Verwaltungswissenschaftler Jörg Bogumil eine Studie zur Integration von Flüchtlingen vor. Im Interview sagte er: „Wir haben ein Kompetenz- und Organisationsversagen festgestellt“; „Wir haben eine Misstrauensverwaltung“; „Sie beruht einzig und allein darauf, Missbrauch zu entdecken und nicht zu helfen.“ Doppelarbeit und mangelhafte Kommunikation wurden als wichtigste Defizite festgestellt. Die mangelhafte Zusammenarbeit von Verwaltungen und Behörden behindere die Integration und verschlinge unnötig viel Zeit und Geld. Die Zuständigkeiten im Bereich Asyl und Integration sollten neu geordnet werden, um das Zuständigkeitsdurcheinander zu beenden. Die Umsetzung von Integrationsmaßnahmen sollte durch Pauschalierungen statt aufwändiger Einzelfallprüfungen flexibler gestaltet werden. Das Asylbewerberleistungsgesetz solle wegen des enormen Verwaltungsaufwands durch generelle Öffnung von Hartz IV für Asylbewerber abgeschafft werden, da nur sehr geringe Leistungsunterschiede bestehen. Die Studie kritisierte vor allem das Bundesamt für Migration und Flüchtlinge, da es nicht effizient arbeite. So müssten Flüchtlinge, deren Asylstatus anerkannt wurde, eine neue Gesundheitskarte beantragen. Weil ein Übergabemanagement fehle, müssten sämtliche Daten erneut eingegeben werden. Die Studie lobte die Kommunen für deren Improvisationskunst.
Am 21. März 2018, in ihrer Regierungserklärung nach der Wahl zur Bundeskanzlerin, äußerte Merkel sich zur Flüchtlingskrise und räumte Fehler in der Flüchtlingspolitik ein. Die Europäische Union und andere Institutionen hätten zu spät auf die Fluchtbewegungen reagiert. „Wir haben zu halbherzig reagiert und gedacht, dass uns die Probleme nicht betreffen.“ „Wir haben zu lange weggesehen.“ Das sei „falsch und naiv“ gewesen.
Deutschland sei „gespalten und die Stimmung polarisiert“.

### Steuerung der Zuwanderung?
Nach Ansicht von Bernd Raffelhüschen ist Deutschland ein Zuwanderungsland. Er warnt aber, dass die gegenwärtigen Zuwanderer zu 70 % unqualifiziert seien. Der Ökonom bezweifelt, dass die meisten Zuwanderer in den deutschen Arbeitsmarkt integriert werden können: „Es wird eher eine Integration in die sozialen Sicherungssysteme.“ Auch bei einer Integration in den Arbeitsmarkt innerhalb von sechs Jahren kalkuliert er in einer Studie für die Stiftung Marktwirtschaft die Zusatzkosten für die Sozialsysteme auf langfristig 900 Milliarden Euro. Diese aus der Qualifikationsdivergenz herrührende Belastung erhöhe zusätzlich zu den Herausforderungen der demografischen Entwicklung den Druck auf die Sozialsysteme. Er plädiert deshalb dafür, die Zuwanderung so zu steuern, dass nur bzw. überwiegend Menschen mit einer für den deutschen Arbeitsmarkt brauchbaren Qualifikation einwandern.
Der Sozialökonom Gunnar Heinsohn erklärte, dass nach einer aktuellen Erhebung 133 Millionen Menschen allein aus dem arabischen Raum auswandern wollen. Für das gesamte Afrika schätzt er die Zahl der Migrationswilligen auf 390 Millionen heute und für 2050 auf rund 840 Millionen. Migration könne zwar eine negative demografische Entwicklung kompensieren, der überproportional hohe Anteil junger Männer unter den Geflüchteten sei aber problematisch. Staaten wie Australien oder Kanada, die eine aktive Einwanderungspolitik betreiben, betrachten Zuwanderung bereits als Wettbewerb um Menschen mit beruflichem Potential und locken mit attraktiven Steuermodellen auch Hochqualifizierte aus Deutschland. Ein Land wie Deutschland müsse sich entscheiden, ob es seinen Platz an der Weltspitze der Ökonomien halten wolle oder nicht. Wenn ja, könne es es sich nicht leisten, Menschen ins Land zu lassen, ohne vorher ihre Qualifizierung geprüft zu haben. Dagegen haben Länder wie Schweden oder Deutschland durch eine steigende Zahl beruflich geringqualifizierter Zuwanderer hohe Sozialkosten und verlieren so den Wettbewerb um hochqualifizierte Spezialisten. Wenn Deutschland sich dafür entscheide, dass Hilfsbereitschaft wichtiger sei, dann falle es aus dem Wettbewerb heraus und finde sich eines Tages auf dem ökonomischen Niveau von Brasilien wieder. Islamische Einwanderung sei an sich kein Problem, qualifizierte Muslime solle man gezielt anwerben, bevor es andere tun. Der Islamismus sei die Ideologie missachteter Verlierer, die durch ihren religiösen Fanatismus Überlegenheit und Würde erlangen wollten.
Am 7. November 2016 stellten der Vorsitzende der SPD-Bundestagsfraktion, Thomas Oppermann, und weitere Fraktionsmitglieder auf einer Pressekonferenz einen neuen Entwurf für ein Einwanderungsgesetz auf Basis eines Punktesystems nach kanadischem Vorbild vor. Während Schutzbedürftige, die ein Anrecht auf Asyl haben, weiterhin uneingeschränkt in Deutschland aufgenommen werden, sollen basierend auf dem vorgeschlagenen Konzept vor allem junge und gut ausgebildete Fachkräfte aus Ländern außerhalb Europas als Arbeitsmigranten nach Deutschland geholt werden. Bewerber sollen nach einem Punktesystem nach Qualifikation, Sprachkenntnissen, Arbeitsplatzangebot und Alter sowie Integrationsaspekten wie Berufserfahrung oder Verwandtschaft in Deutschland ausgesucht werden. Nach den Vorstellungen der SPD sollen in einem ersten Schritt 25.000 gut qualifizierte Einwanderer aus Ländern wie Indien und Ägypten angeworben werden. Potentielle Arbeitsmigranten sollen nur eine Aufenthaltsgenehmigung erhalten, wenn dem keine Sicherheitsbedenken entgegenstehen. Nach einer Vorrangprüfung der Bundesagentur für Arbeit (BA) soll eine Beschäftigung nur erlaubt werden, wenn kein Deutscher oder EU-Bürger für den Job zur Verfügung steht. Die BA soll auch die Arbeitsbedingungen auf Gleichwertigkeit überprüfen, um Lohndumping zu vermeiden. Die Erteilung einer Niederlassungserlaubnis, also eines unbefristeten Aufenthaltstitels, soll erst nach drei Jahren möglich sein. Zur Arbeitsplatzsuche soll qualifizierten Fachkräften aus Nicht-EU-Staaten aber auch eine auf ein Jahr befristete Aufenthaltserlaubnis erteilt werden können. Arbeitsmigranten aus Nicht-EU-Staaten sollen grundsätzlich in den ersten fünf Jahren ihres Aufenthalts in Deutschland keinen Anspruch auf Leistungen nach dem Zweiten Buch Sozialgesetzbuch (SGB II) haben. Einwanderer mit Jobangebot sollen bei Arbeitsantritt ihre Kernfamilie mitbringen können, wenn der Lebensunterhalt der Familie gesichert ist. Der FAZ-Journalist Reinhard Müller wies darauf hin, dass nach Kanada aufgrund seiner geographischen Lage kaum Asylsuchende kommen. Im Gegensatz dazu sind allein im letzten Jahr mehr als eine Million Menschen faktisch nach Deutschland eingewandert. Da nicht einmal das geltende Recht konsequent durchgesetzt werde, könne ohnehin jeder bleiben, der es nach Deutschland geschafft habe. Dies mache sowohl ein Asylrecht für Verfolgte als auch ein Einwanderungsgesetz überflüssig. Die CDU, die auf ihrem Parteitag im Jahr 2015 noch ein Einwanderungsgesetz befürwortete, steht dem Vorhaben zum gegenwärtigen Zeitpunkt kritisch gegenüber. Peter Tauber berichtete, dass erst einmal die noch offenen Fragen in der Asylpolitik geklärt werden sollten, bevor man das nächste Thema anfasse. Im Grundsatz gibt es bereits seit August 2012 die Blue Card für Hochqualifizierte, die aus Staaten außerhalb Europas nach Deutschland einwandern wollen. Voraussetzung dafür ist, dass sie in Deutschland einen Job mit einem Gehalt von mindestens 44.800 Euro nachweisen können. Bei stark nachgefragten Berufen, z. B. bei Ärzten oder Ingenieuren, liegt die Gehaltsschwelle nur bei 35.000 Euro. Zur Arbeitsplatzsuche dürfen Akademiker sechs Monate nach Deutschland kommen, wenn sie sich selbst finanzieren können.
Im Jahr 2023 wurde mit einer Reform des Fachkräfteeinwanderungsgesetzes eine „Chancenkarte“ auf Basis eines Punktesystems eingeführt. Die Gesetzesreform erleichterte zudem die Berufsausübung durch vor dem 29. März 2023 eingereiste Asylbewerber.
Der Philosoph Peter Singer weist darauf hin, dass die Genfer Flüchtlingskonvention von 1951 zunächst auf Menschen beschränkt gewesen sei, die innerhalb von Europa flüchteten. 1967 wurde der Geltungsbereich auf die internationale Gemeinschaft erweitert. Er schreibt dazu im Philosophie Magazin: „Würden Flüchtlinge, die in einem Nachbarland Asyl beantragen, dort in einem Camp aufgenommen, wo sie sicher vor Verfolgung und dank der Finanzhilfen der reicheren Länder gut versorgt wären, so gäbe es bald keine Schleuserbanden mehr – und auch keine Todesfälle auf der Flucht.“

#### Jahresobergrenze für die Aufnahme von Asylsuchenden
Politiker von CDU und SPD äußerten, dass sie auf eine Reduzierung der Zahl neu ankommender Flüchtlinge hinwirken wollten. Sie wollen sich dabei allerdings nicht auf eine Obergrenze festlegen. Nach Auffassung der Regierung müsse die Flüchtlingskrise europäisch gelöst werden – durch Solidarität, Kontingente, Hotspots, Bekämpfung von Fluchtursachen und effiziente Kontrolle von EU-Außengrenzen. Die Wirksamkeit dieser schon lange verfochtenen Konzepte ist aber auf europäischer Ebene umstritten. Kanzlerin Merkel erklärte, dass vor allem die Fluchtursachen bekämpft werden müssten, dies sei eine „Jahrhundertaufgabe“.
Die Zahl der kritischen Stimmen an der Flüchtlingspolitik der Regierung nahm Anfang Oktober 2015 zu, sowohl in den Medien als auch bei verschiedenen Politikern. Die Politik der undifferenzierten und unregistrierten Aufnahme aller vor dem Budapester Ostbahnhof ausharrenden Flüchtlinge wurde als möglicher Hauptanreiz des „Flüchtlingssoges“ seit Anfang September 2015 empfunden. Diese Kritik wurde in allen Regierungsparteien geäußert. 34 Funktionäre der CDU äußerten sie in einem offenen Brief an die Kanzlerin. Die „gegenwärtig praktizierte ‚Politik der offenen Grenzen‘“ entspreche weder dem europäischen oder deutschen Recht, noch stehe sie im Einklang mit dem Programm der CDU. Der SPD-Ministerpräsident von Brandenburg forderte, die Kanzlerin müsse „Wege aufzeigen, um die hohen Flüchtlingszahlen zu verringern.“ Hans-Peter Friedrich von der CSU warf der Kanzlerin eine „beispiellose Fehlleistung“ vor, diese Kritik wurde vom CDU-Außenpolitiker Norbert Röttgen zurückgewiesen. Auch andere Amtsträger der CSU kritisierten ihre Flüchtlingspolitik massiv. Anfang Oktober kündigte der bayerische Ministerpräsident Horst Seehofer an, man werde notfalls die Bundesregierung vor dem Verfassungsgericht verklagen und eigene Sicherungsmaßnahmen ergreifen, sollten nicht unverzüglich Maßnahmen zur Begrenzung der Flüchtlingsbewegung getroffen werden. Die Ankündigung stieß sowohl in der Opposition als auch in der Regierungskoalition auf Kritik. Am 3. Januar 2016 nannte Seehofer in einem Interview erstmals einen konkreten Wert, „bis höchstens 200.000 Personen“, als Obergrenze für die verkraftbare Flüchtlingszahl pro Jahr. Dies entspricht ungefähr der Summe, 170.000, der von Januar bis Juni 2015 aufgenommenen Flüchtlinge. Von Juli bis Dezember 2015 lagen die Flüchtlingszahlen mit 930.000 dagegen mehr als fünfmal so hoch.
Am 27. Oktober 2015 hatte der Bayerische Ministerpräsident der Bundeskanzlerin Angela Merkel (CDU) bereits ein Ultimatum gestellt: Sie solle bis zum 1. November die „Politik der offenen Grenze“ mit Österreich beenden. Die Kanzlerin wies das Ultimatum noch am gleichen Tag zurück: Es bestehe ständig Kontakt zwischen ihr und dem österreichischen Kanzler Faymann. Am Wochenende werde sie eine gemeinsame Konferenz mit Faymann, Seehofer und Gabriel organisieren. An dem tatsächlich durchgeführten Spitzentreffen nahm Werner Faymann jedoch nicht teil, sondern nur Merkel, Seehofer und Gabriel.
Ralf Fücks, Leiter der Heinrich-Böll-Stiftung, hatte Ende Oktober 2015 für eine europäische Lösung plädiert und vor einer zunehmend schikanösen Abschreckungspolitik gewarnt, die einen hohen politischen und humanitären Preis kosten würde. Zugleich werde sich nach seiner Meinung aber auch die „Willkommenskultur“ nur halten lassen, wenn die Bevölkerung nicht den Eindruck gewinne, dass sich die massenhafte Zuwanderung jeder Steuerung entziehe.
Der ungarische Historiker Iván T. Berend konstatierte 2016, dass Angela Merkel ihre Aussage „Wir schaffen das“ auf die Assimilation der Zuwanderer durch 82 Millionen Deutsche bezog. Man könne aber diese Migranten nicht zur Gesamtbevölkerungszahl in Relation setzen, sondern nur mit der Gruppe der Gleichaltrigen. Das seien dann etwa 10 Millionen Deutsche, darunter selbst viele Immigranten, in den 20ern oder jünger, die in Relation zu rund 1,2 Millionen Migranten stünden, von denen etwa 72 % Männer seien und 40 % junge Männer zwischen 18 und 34, die bald Ehepartner oder Familien nachholen würden. Man müsse, so Berend, folgern, dass die gesamte Demografie Deutschlands umgeschrieben werde und in Zukunft die Hälfte der jungen Menschen in Deutschland aus Nordafrika oder dem Nahen Osten stammen könnte. Eine solche Transformation sei für die Mehrheit der Bevölkerungen in den Immigrationsländern Europas sicher nicht akzeptabel.
Der Zentralrat der Juden in Deutschland schloss sich Ende November 2015 Forderungen nach Einführung einer „Obergrenze“ bei der Aufnahme von Flüchtlingen in Deutschland an. Der Präsident des Zentralrates Josef Schuster erklärte den Standpunkt mit der Größe der Integrationsherausforderung und der Sorge um antisemitische Sozialisation vieler Flüchtlinge, die „vor dem Terror des ‚Islamischen Staates‘ [fliehen] und in Frieden und Freiheit leben [wollen], gleichzeitig aber Kulturen [entstammen], in denen der Hass auf Juden und die Intoleranz ein fester Bestandteil ist.“
Die Flüchtlingshilfsorganisation Pro Asyl kritisierte dagegen Obergrenzen als „befremdlich“, da sowohl die Genfer Flüchtlingskonvention als auch die Europäische Menschenrechtskonvention Schutz vor Zurückweisung an der EU-Grenze garantierten. Jeder Flüchtling müsse als Einzelfall betrachtet werden. Auch Bundesentwicklungsminister Gerd Müller widersprach im Januar 2016 Horst Seehofer und lehnte Obergrenzen ab. Man könne keine Zäune um Deutschland und Europa errichten. „Die Menschen werden uns nicht fragen, ob sie kommen können […] Erst zehn Prozent der in Syrien und Irak ausgelösten Fluchtwelle ist bei uns angekommen. Acht bis zehn Millionen sind noch unterwegs.“
Der Wissenschaftliche Dienst des Bundestages bezweifelte am 16. Dezember 2015 in einem Gutachten die rechtliche Zulässigkeit von Obergrenzen für die Aufnahme von Flüchtlingen. Im Gutachten wird darauf hingewiesen, dass das Asyl- und Flüchtlingsrecht der EU keine Regelungen enthält, „die eine zahlenmäßige Begrenzung der Aufnahme von international Schutzsuchenden vorsehen“.
Einige Vertreter aus den Reihen der evangelischen und der katholischen Kirche forderten in den ersten Monaten des Jahres 2016, Möglichkeiten auszuloten, um die Zahl der Flüchtlinge zu reduzieren.
Die Schriftstellerin Mely Kiyak forderte im Januar 2016 von den verantwortlichen Politikern, nicht mehr über die „Forderung nach Obergrenzen“ bzw. „Außengrenzen schützen“ bzw. „Flüchtlingszahlen reduzieren“ zu diskutieren, sondern in einer „präzisen Ausdrucksweise“ die genaue Anzahl von Toten zu benennen, die sie bereit seien, durch Grenzschließungen in Kauf zu nehmen, weil Flüchtlinge in die Boote zurückkehren und über das Mittelmeer zurückreisen müssten. Wer nicht auf der Hinfahrt ertrinke, tue es vielleicht auf der Rückfahrt. Der Entwicklungsökonom Paul Collier hingegen sieht eine Politik der offenen Grenzen als ethisch verwerflich an, weil sie die Menschen zu einer Art russischem Roulette auffordere: sie sollen über das Meer kommen und dabei hoffen müssen, dass ihr Boot nicht untergehe.
Der Jurist Hans-Joachim Heintze beklagte im Februar 2016, dass das Recht auf Asyl in der Debatte verabsolutiert werde und niemand erwarten könne, dass die Destabilisierung eines Staates durch massive Einwanderung einfach hingenommen werde. In dem Fall könne man die Ankommenden ja auch nicht mehr menschenwürdig behandeln.
Die Frage der Zulässigkeit von Obergrenzen stellt sich aber nur für die Asylsuchenden, die ein Recht darauf haben, in Deutschland Asyl zu beantragen (siehe hierzu #Zulässigkeit der Aufnahme von Asylsuchenden aus sicheren Drittstaaten).

### Diskussion über Anreizwirkung der deutschen Asylpraxis
Der EU-Kommissar für Digitale Wirtschaft und Gesellschaft Günther Oettinger verlangte entgegen der Vorstellung der deutschen Kanzlerin, dass nicht nur die EU und die EU-Partnerländer ihren bisherigen Kurs in der Flüchtlingskrise ändern, sondern auch Deutschland selbst. So sagte Oettinger:

„Das deutsche Asylrecht wirkt wie ein Magnet auf die Flüchtlinge. Eine Änderung des Grundgesetzes wäre geboten, um das Asylrecht neu zu ordnen. Solange dies nicht angegangen wird, bleibt eigentlich nur eine Alternative: Milliardenhilfen für die Flüchtlingslager in der Türkei und anderen Staaten.“

Der Rechtswissenschaftler Christian Hillgruber erinnerte 2015 daran, dass Flüchtlinge schon in den Flüchtlingslagern Schutz im Sinne der Genfer Flüchtlingskonvention genössen. Nur unter den Bedingungen eines Aufenthaltsrechts, das zeitlich lediglich befristet und auch inhaltlich auf eine Schutzfunktion begrenzt ist, ließe sich der Flüchtlingsstatus auf Menschen beschränken, die tatsächlich auf Schutz zwingend angewiesen sind. Ein weiter gehendes Aufenthaltsrecht, das ein Arbeitsrecht umfasst sowie umfassende Teilhabe am Sozialstaat vorsieht, sei ein Etikettenschwindel für Arbeitsmigration bzw. eine Einwanderung in das deutsche Sozialsystem. Integrationsministerin Bilkay Öney weist darauf hin, dass im November 2014 das in § 61 Abs. 2 AsylG verankerte zeitweilige Arbeitsverbot für Asylsuchende mit Aufenthaltsgestattung von neun auf drei Monate verkürzt wurde. Dies sei zwar in guter Absicht geschehen, habe aber im Ergebnis Einwanderung in das Asylsystem attraktiver gemacht und möglicherweise ausgelöst. Auch die durch ein Urteil des Bundesverfassungsgerichts aus dem Jahr 2012 erzwungene Erhöhung der Sozialhilfeleistungen für Asylbewerber hat Anreize geschaffen. Daraufhin stiegen die Flüchtlingszahlen rasant an. Sie kritisiert auch, dass die Kanzlerin mit der Ernennung von Peter Altmaier zum Flüchtlingskoordinator ein Signal gesetzt hat, das viele Flüchtlinge so verstanden, als wolle die Kanzlerin möglichst viel Zuwanderung. Ebenfalls kursierte nach einem Flüchtlingsgipfel das Gerücht, dass jedem Flüchtling ein Willkommensgeld von 670 Euro ausgehändigt werde. Tatsächlich war dies aber nur als eine Pauschale im Bund-Länder-Ausgleich gemeint. Nach Ansicht der Bundeskanzlerin Angela Merkel haben SPD und Grüne notwendige Beschlüsse hinausgezögert und verhindert. Das Asylrecht müsse weiter verschärft werden. „Wir sind Kompromisse eingegangen, die uns auch nicht geholfen haben und die wir eines Tages auch wieder rückgängig machen müssen.“
Nach Ansicht des Bundesamtes für Migration und Flüchtlinge (BAMF) und verschiedener politischer Beobachter wird das Ausmaß des zahlenmäßig hohen Zuzugs von Asylsuchenden in die verschiedenen Länder Europas durch mehrere Faktoren beeinflusst, darunter die in Europa bestehenden Unterschiede in der Wirtschaftskraft, die jeweilige demografische Situation und die Höhe der Sozialleistungen für Flüchtlinge.

### Begrenzung der Zuwanderung aus den Maghreb-Staaten
Der Anteil der Flüchtlinge aus den Maghreb-Staaten Marokko und Algerien stieg im Verlauf der Flüchtlingskrise entlang der Balkanroute deutlich an. Nur ein kleiner Teil der Asylsuchenden aus diesen Ländern darf in Deutschland bleiben. Obwohl Deutschland ein Rückübernahmeabkommen mit Marokko und Algerien geschlossen hat, scheitert die Abschiebung „Ausreisepflichtiger“ oft an der unkooperativen Haltung der Regierungen dieser Länder. Laut Bundesinnenministerium waren Ende November gut 8000 Menschen aus Nordafrika „ausreisepflichtig“ – davon etwa 2300 aus Marokko und fast 2500 aus Algerien. Diese Staaten verweigern die Rücknahme abgelehnter Asylbewerber, beispielsweise weil bestimmte Dokumente fehlen und sie die Staatsbürgerschaft anzweifeln. Nach Auffassung des deutschen Vizekanzlers Gabriel könnte der Aufnahmewilligkeit dieser Länder theoretisch durch eine Kürzung der Entwicklungshilfe nachgeholfen werden. Als mögliches politisches Druckmittel nannte Thomas de Maizière zudem die Kriterien der Visavergabe.
Entwicklungsminister Gerd Müller (CSU) sprach sich dagegen aus, weil eine Kürzung der Entwicklungshilfe seiner Meinung nach nur zu mehr Flüchtlingen aus diesen Ländern führen würde; und er wolle, dass sich Menschen nicht auf den Weg zu uns machen müssten.
Im Dezember 2015 wurden etwa 2300 Algerier und etwa 2900 Marokkaner in Deutschland als Asylbewerber registriert. Im November waren die Zahlen ähnlich hoch. Damit war die Zahl der Asylbewerber aus diesen Ländern etwa fünfmal so hoch wie im Juli 2015; aus beiden Staaten wurden damals zusammen 1000 Asylsuchende registriert. 2014 hatte die Gesamtzahl der Asylanträge aus beiden Staaten noch bei ca. 3900 gelegen. Weitaus weniger Asylbewerber als aus Algerien und Marokko kamen 2015 aus Tunesien. Wie schon in den Vormonaten wurden auch im Dezember 2015 nur annähernd 200 Tunesier deutschlandweit als asylsuchend erfasst.
Prinzipiell sind sich die Regierungen von Slowenien, Österreich und Deutschland darüber einig, dass abgelehnte Asylbewerber aus den Maghreb-Staaten schneller wieder von ihren Herkunftsländern zurückgenommen werden sollen. Deutschland will dies mit Hilfe der Botschaften dieser Länder in Berlin erreichen. Da Flüchtlinge sich oft nicht ausweisen können, sollen die Botschaften dabei helfen, deren Herkunft festzustellen. Ausgestattet mit EU-Laissez-passer-Papieren können ausreisepflichtige Bürger dieser Staaten leichter ausgeflogen werden, als dies mit dem schwerfälligen mehrphasigen Rückkehr-Verfahren bisher möglich ist.
Am 13. Mai 2016 beschloss der Deutsche Bundestag die Einstufung von Tunesien, Algerien und Marokko als „sichere Herkunftsstaaten“. Die Einstufung soll Asylverfahren beschleunigen. Wegen der ablehnenden Haltung von Grünen und Linken wurde der entsprechende Gesetzentwurf jedoch im Bundesrat gestoppt. Organisationen wie Pro Asyl und Amnesty International lehnen das Konzept der „sicheren Herkunftsstaaten“ generell ab. Im Fall von Marokko und Algerien haben diese Organisationen konkrete Einwände. Es gebe in beiden Ländern keine freie Presse und einzelne Minderheiten und Regierungskritiker würden politisch verfolgt.

### Position Bayerns und der CSU
In einem Positionspapier der Bayerischen Staatsregierung vom Januar 2016 zum Rechtsgutachten von Bundesverfassungsrichter a. D. Udo Di Fabio: Migrationskrise als föderales Verfassungsproblem wurde die innere Sicherheit im Land als gefährdet angesehen. Soziale Spannungen drohten die Gesellschaft zu spalten. Geltendes Recht würde nicht beachtet. Als ursächlich für die Gefährdung der inneren Sicherheit wurde von der Bayerischen Staatsregierung auch der Zusammenbruch des europäischen Dublin- und des Schengensystems gesehen.
Die bayerische Staatsregierung bezichtigte den Bund, in der Flüchtlingspolitik gegen das Grundgesetz zu verstoßen. Im Januar 2016 forderte die bayerische Staatsregierung in einem Schreiben von der Bundeskanzlerin:
- eine wirksame Sicherung der Außengrenzen der Europäischen Union
- bis zur Gewährleistung der wirksamen Sicherung der Außengrenzen effektive Kontrollen an den deutschen Staatsgrenzen
- eine Obergrenze für Flüchtlinge in Deutschland und eine Rückkehr zur Drittstaatenregelung

Eine Reaktion aus Berlin blieb aus. Seit Februar 2016 ließ die bayerische Staatsregierung eine Antragsschrift für eine Klage vor dem Bundesverfassungsgericht (BVerfG) gegen den Bund vorbereiten. Der Jurist Markus Möstl von der Universität Bayreuth sollte als Prozessbevollmächtigter Bayerns die Klage vorbereiten.
Im Frühjahr 2016 räumte Seehofer ein, dass sich die Lage aufgrund der faktischen Schließung der Balkanroute beruhigt habe. Die bayerische Regierung verzichtete auf eine Verfassungsklage. Die AfD reichte daraufhin gegen die bayerische Landesregierung im Mai 2016 eine Untätigkeitsklage vor dem Verwaltungsgericht München ein. Am 14. April 2018 reichte die AfD selbst eine Klage gegen Angela Merkels Vorgehen in der Flüchtlingskrise beim Bundesverfassungsgericht ein. Die Einwanderungspolitik habe die Mitwirkungsrechte des Bundestags verletzt und man setze laut einem Anwalt der AfD damit um, was Horst Seehofer nur angekündigt habe. Das Verfassungsgericht erklärte im Dezember 2018 die Klage der AfD für unzulässig.
Im Vorfeld des bayrischen Landtagswahlkampfes kam es im Sommer 2018 auf Bundesebene kurzzeitig erneut zu Spannungen zwischen CDU und CSU über die Abweisung von Flüchtlingen, die zuvor in anderen Ländern Europas registriert wurden, an den deutschen Grenzen.

### Abschiebung nach Afghanistan
Umstritten sind Abschiebungen nach Afghanistan. Im Oktober 2016 hatte die Bundesregierung mit dem Land die Rückführung ausreisepflichtiger Afghanen in ihr Heimatland vereinbart. Ende Januar wurden 25 junge Männer nach Afghanistan abgeschoben. Kanzlerin Merkel betonte, dass es in Afghanistan Regionen gebe, in denen man sicher leben könne. Bei den Abschiebungen werde dies in jedem Einzelfall sensibel geprüft. Rot-grün regierte Bundesländer haben Abschiebungen nach Afghanistan wegen Kämpfen zwischen den durch die NATO-Mission Resolute Support unterstützten Regierungstruppen und Taliban Anfang Februar 2017 gestoppt.
Im August 2017 berichtete Die Welt, dass durchschnittlich nur etwa 50 % der Afghanen in Deutschland schutzberechtigt waren, aber dennoch fast alle in Deutschland blieben. Bei 253.000 Afghanen in Deutschland Ende 2016 wurden 2016 324 Personen abgeschoben und 2017 261 Personen, bevor das Programm zurückgefahren wurde. 3.300 Menschen kehrten 2016 als Teil eines geförderten Ausreiseprogramms nach Afghanistan zurück, bis zum August 2017 sollen es 800 gewesen sein.

## Juristische Aufarbeitung

### Zulässigkeit der Aufnahme von Asylsuchenden aus sicheren Drittstaaten
Gemäß § 18 Abs. 2 AsylG ist einem Asylsuchenden die Einreise zu verweigern, wenn er aus einem sicheren Drittstaat einreist oder „Anhaltspunkte dafür vorliegen, dass ein anderer Staat auf Grund von Rechtsvorschriften der Europäischen Gemeinschaft oder eines völkerrechtlichen Vertrages für die Durchführung des Asylverfahrens zuständig ist und ein Auf- oder Wiederaufnahmeverfahren eingeleitet wird“. 2015 erreichten 1.699 Flüchtlinge Deutschland nicht aus oder über einen sicheren Drittstaat, fast ausschließlich auf dem Luftweg. Im Folgejahr sank diese Zahl auf 903 Flüchtlinge auf dem Luft- und zwei auf dem Seeweg.
Auf der anderen Seite sieht § 18 Abs. 4 AsylG zwei eindeutige Gründe vor, wann von der vorgenannten Verweigerung der Einreise wegen der beabsichtigten Einreise aus einem sicheren Drittstaat abzusehen ist: Entweder „die Bundesrepublik Deutschland [ist] auf Grund von Rechtsvorschriften der Europäischen Gemeinschaft oder eines völkerrechtlichen Vertrages mit dem sicheren Drittstaat für die Durchführung eines Asylverfahrens zuständig“, oder das Bundesministerium des Innern hat die Einreise freiwillig aus völkerrechtlichen oder humanitären Gründen oder zur Wahrung politischer Interessen der Bundesrepublik Deutschland angeordnet.
Die Bundesregierung antwortete auf die in einer Kleinen Anfrage der Linken gestellte Frage, ob eine Zurückweisung von Schutzsuchenden mit EU-Recht und mit der Genfer Flüchtlingskonvention vereinbar sei: „Eine Zurückweisung ist im Rechtsrahmen der Dublin-III Verordnung und des § 18 AsylG zulässig.“ Auf die Frage, inwieweit es zutreffe, dass es in der Nacht zum 13. September 2015 einen 30-seitigen Einsatzbefehl für 21 Hundertschaften der Bundespolizei gegeben haben soll, der auch die Zurückweisung von Asylsuchenden beinhaltete und den die Bundeskanzlerin durch Telefonate mit dem Bundesinnenminister Thomas de Maizière in letzter Minute verhindert haben soll, antwortete die Bundesregierung:

„Der Einsatzbefehl des Bundespolizeipräsidiums vom 13. September 2015 regelt die Umsetzung der temporär eingeführten Grenzkontrollen an den deutschen Binnengrenzen. Das Bundespolizeipräsidium hat angewiesen, dass (…) Drittstaatangehörigen ohne aufenthaltslegitimierende Dokumente und mit Vorbringen eines Asylbegehrens die Einreise zu gestatten ist […] Die Entscheidung wurde im Rahmen der bestehenden Zuständigkeiten innerhalb der Bundesregierung getroffen.“

Auch die Staatssekretäre im Bundesministerium des Innern, Haber und Krings, haben gegenüber dem Bundestag die Rechtsauffassung der Bundesregierung dargelegt, wonach keine nationale oder europäische Rechtspflicht zur Einreisegewährung für Flüchtlinge an deutschen Landgrenzen bestehe. Es sei innerhalb der Bundesregierung bewusst die Entscheidung getroffen worden, Asylbewerber an der Grenze nicht zurückzuweisen.
„Die Regelungen in § 18 Absatz 2 bis 4 AsylG sind im Kontext des europarechtlichen Regelungsgefüges zu betrachten. Zurückweisungen an der Grenze sind im Rechtsrahmen der Dublin-III-Verordnung und des § 18 AsylG zulässig. (…) Die Entscheidung, den betreffenden Personenkreis nicht zurückzuweisen, wurde im Zusammenhang mit der vorübergehenden Wiedereinführung von Grenzkontrollen an den deutschen Binnengrenzen im Rahmen der bestehenden Zuständigkeiten innerhalb der Bundesregierung getroffen.“
„Das europäische Recht in Gestalt der Dublin-Verordnung zwingt nicht dazu, von Zurückweisungen abzusehen (…).“
Der Rechtswissenschaftler Christian Hillgruber kritisiert, dass der genaue Wortlaut der Verfügung des Bundesinnenministers, gemäß § 18 Abs. 4 Nr. 2 AsylG von der Zurückweisung von Asylbewerbern aus sicheren Drittstaaten abzusehen, nie öffentlich gemacht wurde. Deshalb entwickle sich die Flüchtlingskrise zunehmend zu einer „Krise des Rechts und der parlamentarischen Demokratie in Deutschland“. Zudem haben Politiker aller Regierungsparteien kritisiert, dass der Bundestag bisher nie über die fortdauernde Öffnung der Grenzen auch für Asylbewerber bzw. Flüchtlinge aus sicheren Drittstaaten wie Österreich oder der Schweiz abgestimmt hat. So führt der ehemalige Bundesinnenminister und Jurist Otto Schily (SPD) in der Zeitschrift Stern aus:

„Die Bundeskanzlerin hat ganz allein darüber entschieden. Sie hat vollendete Tatsachen geschaffen, eine Million Flüchtlinge ins Land gelassen und anschließend die anderen europäischen Länder aufgefordert, jetzt bitte Solidarität zu zeigen und uns Flüchtlinge abzunehmen. Das war weder europäisch, noch hat es irgendetwas mit rechtsstaatlichen Prinzipien zu tun. Die Kanzlerin ist nicht befugt, aus eigener Machtvollkommenheit darüber zu entscheiden, ob Personen illegal einreisen dürfen oder nicht.“

Auch Politiker von CDU und CSU haben sich gleichermaßen geäußert. Der bayerische Ministerpräsident Horst Seehofer sprach sogar von einer „Herrschaft des Unrechts“.
Der Staatsrechtslehrer Michael Kloepfer hält für die Gesamtentscheidungen über die Einwanderung nicht den Bundesinnenminister, sondern den Bundestag für zuständig, da nach der Wesentlichkeitsrechtsprechung des Bundesverfassungsgerichts solche Entscheidungen vom Parlament getroffen werden müssten. Durch diese Wesentlichkeitsrechtsprechung soll das Prinzip der Gewaltenteilung gewahrt werden, nach dem die Legislative die Gesetze demokratisch legitimiert gestaltet und die Exekutive diese auszuführen hat. Das Bundesverfassungsgericht führt dazu aus:

„Heute ist es ständige Rechtsprechung, daß der Gesetzgeber verpflichtet ist, (…) in grundlegenden normativen Bereichen, zumal im Bereich der Grundrechtsausübung, soweit diese staatlicher Regelung zugänglich ist, alle wesentlichen Entscheidungen selbst zu treffen.“

Auch andere Rechtswissenschaftler kritisieren, dass der Bundesinnenminister und nicht der Bundestag eine so weitreichende Entscheidung wie die Einreisegestattung aus sicheren Drittstaaten wie Österreich oder der Schweiz entschieden hat. Zumal das Bundesverfassungsgericht mehrfach bestätigt hat:

„Wer aus einem sicheren Drittstaat im Sinne des Art. 16a Abs. 2 Satz 1 GG anreist, bedarf des Schutzes der grundrechtlichen Gewährleistung des Absatzes 1 in der Bundesrepublik Deutschland nicht, weil er in dem Drittstaat Schutz vor politischer Verfolgung hätte finden können. Der Ausschluss vom Asylgrundrecht ist nicht davon abhängig, ob der Ausländer in den Drittstaat zurückgeführt werden kann oder soll. Ein Asylverfahren findet nicht statt. Es entfällt auch das als Vorwirkung eines grundrechtlichen Schutzes gewährleistete vorläufige Bleiberecht.“

Dies hat das Bundesverwaltungsgericht in seiner Rechtsprechung zu Flüchtlingen ebenfalls bestätigt: „Wer in einem anderen Staat bereits Schutz (…) gefunden hat und weiterhin erlangen kann, hat keinen Anspruch auf Anerkennung als Flüchtling (…)“ Der Staatsrechtslehrer Ulrich Vosgerau führt hierzu aus:

„Nur noch beschämend ist hier das Verhalten oder besser gesagt die Untätigkeit des Deutschen Bundestags zu nennen. Der Bundestag hat die Regierung zu kontrollieren. Die Regierung wiederum hat hinreichend deutlich werden lassen, dass sie in der Flüchtlingsfrage beim Regieren auf die Rechts- und Verfassungslage in Deutschland keine Rücksicht mehr nimmt. […] Aber der Bundestag schaut dem Unrecht einfach nur tatenlos zu.“

Der Rechtswissenschaftler Ekkehard Schumann ist der Auffassung, dass die Regierung keine Befugnis gehabt habe, deutsches Gesetzesrecht außer Kraft zu setzen. Der Staatsrechtler Josef Isensee ist der Auffassung:

„Wo ist das Parlament geblieben? Die geringfügigsten Änderungen des Datenschutzes, kleine punktuelle Einsätze der Bundeswehr im Ausland, minimale Änderungen im Steuerrecht werden streng der Gesetzgebung unterworfen. Hier, wo es um die wirklich großen Fragen geht, die die Zukunft des Landes irreversibel bestimmen, die Zusammensetzung der Bevölkerung und deren Zusammenhalt, bleibt der Bundestag außen vor. Alle ‚wesentlichen‘ Regeln des staatlichen Zusammenlebens bedürfen des parlamentarischen Gesetzes. Die Parole ‚Wir schaffen das‘ ist eine politische Hoffnung, aber kein Gesetz.“

Auch Staatsrechtler um die Professoren Otto Depenheuer und Christoph Grabenwarter kritisieren:

„Die Staatsgewalt erscheint ratlos, Verfassungsprinzipien wie das Demokratie- und das Rechtsstaatsprinzip geraten durch die Wucht der Ereignisse unter Druck. Der Rechtsstaat ist im Begriff, sich im Kontext der Flüchtlingswelle zu verflüchtigen, indem das geltende Recht faktisch außer Kraft gesetzt wird. Regierung und Exekutive treffen ihre Entscheidungen am demokratisch legitimierten Gesetzgeber vorbei […].“

Ein hochrangiger Sicherheitsmann aus dem Bundesapparat hegte in einem internen Rechtsgutachten des Bundesministeriums des Inneren laut der „Welt“ früh Zweifel an der Rechtmäßigkeit der Einreisegestattung durch den Minister statt durch den Deutschen Bundestag:

„Die Bundespolizei darf nicht weiter von der Bundesregierung daran gehindert werden, Ausländer, die ohne Aufenthaltstitel nach Deutschland einreisen wollen, zurückzuweisen.“

Er fügte hinzu: „Die Bundespolizei ist hierzu nach dem Aufenthaltsrecht verpflichtet; gegenteilige Weisungen der Bundesregierung sind rechtswidrig […].“ Ein Gutachten des Wissenschaftlichen Dienstes legt nahe, dass die Bundesregierung nicht befugt war, eine „pauschale und massenweise Einreisegestattung“ auszusprechen. Eine solche wesentliche Frage unterliege dem Parlamentsvorbehalt. Ähnlich argumentierte der Präsident des Verfassungsgerichtshofes für das Land Nordrhein-Westfalen a. D. Michael Bertrams im Januar 2016; er kam zu der Schlussfolgerung, „Merkels Alleingang“ sei „ein Akt der Selbstermächtigung“ gewesen. Der Staatsrechtler Ulrich Battis verwies in der Welt am 13. Januar 2016 darauf, dass nach dem Grundgesetz kein Asylrecht besteht, wenn jemand aus einem sicheren Drittstaat kommt:

„Diese Regelung ist der Kern des Dublin-Vertrags. Dieses System funktioniert nicht mehr. Damit ist die Bundesrepublik verpflichtet, sich vor ungeregelter Einwanderung zu schützen. Ohne Grenzkontrollen wird auf Dauer nicht nur der Sozialstaat aus den Angeln gehoben, sondern auch der Rechtsstaat.“

Die Rechtswissenschaftler Alexander Peukert, Christian Hillgruber, Ulrich Foerste und Holm Putzke verweisen auf eine Stellungnahme der Bundesregierung, nach der die Bundesrepublik für den allergrößten Teil der Schutzsuchenden nach EU-Asylrecht nicht zuständig ist; eine Zurückweisung an der Grenze ist demnach zulässig. Sie verweisen auch darauf, dass der Europäische Gerichtshof für Menschenrechte mehrfach ausdrücklich darauf hingewiesen hat, dass ein anderes Land einen Selbsteintritt in das Asylverfahren vornehmen kann, aber nicht muss, wenn das Asylverfahren in dem eigentlich zuständigen Staat nur mangelhaft erfolgt. Die Bundesregierung kann sich mit ihrer Asylpraxis also nur auf die Ausnahmeregelung des § 18 Abs. 4 Nr. 2 AsylG sowie auf das Selbsteintrittsrecht nach Verordnung (EU) Nr. 604/2013 Abs. 17 Verordnung (EU) Nr. 604/2013 (Dublin III) stützen. Diese gelten aber als Ausnahmeregelungen nur für Einzelfälle. Für eine große Zahl von Asylsuchenden gilt die Regel des § 18 Abs. 2 Nr. 1 AsylG, nach der die Einreise aus einem sicheren Drittstaat zu verweigern ist. Nach Rechtsansicht der Rechtswissenschaftler hat die Bundesregierung mit der faktischen Einreiseerlaubnis für eine unbestimmte Vielzahl von Drittstaatsangehörigen über einen längeren, nicht definierten Zeitraum § 18 Abs. 2 Nr. 1 AsylG suspendiert. Das ist aber nur der Legislative erlaubt, nicht der Exekutive. Eine übergesetzliche Rechtfertigung gibt es nicht. Die Menschenwürdegarantie des Art. 1 GG gebietet ebenso wenig wie die Genfer Flüchtlingskonvention, allen Einreisewilligen Aufenthalt zu gewähren.
Bundesverfassungsrichter a. D. Udo Di Fabio kam in einem Rechtsgutachten für die Bayerische Staatsregierung zu dem Ergebnis, dass nach Art. 16a GG einem Antragsteller das Grundrecht auf Asyl nur bei politischer Verfolgung gewährt wird, und das auch nur, wenn der Asylbewerber nicht über einen sicheren Drittstaat eingereist ist. Darin liege ein Ausgleich des Individualrechts auf Asyl mit Stabilitäts- und Leistungserfordernissen des demokratischen Gemeinwesens. „Das Grundgesetz garantiert jedoch nicht den Schutz aller Menschen weltweit durch faktische oder rechtliche Einreiseerlaubnis.“ Eine universell verbürgte und unbegrenzte Schutzpflicht würde die Institution demokratischer Selbstbestimmung sprengen. Di Fabio kam zu dem Schluss, dass „Demokratie nur funktionieren kann, wenn ein Staatsvolk mit einem entsprechenden klar definierten Bürgerrecht identifizierbar und in Wahlen und Abstimmungen praktisch handlungsfähig ist. Insofern muss das Staatsvolk einerseits über die Bevölkerungszusammensetzung und über die Regeln zum Erwerb oder Verlust der Staatsangehörigkeit mit dem Gesetz im formellen Sinne entscheiden, andererseits darf es dabei nicht die praktische Möglichkeit parlamentarischen Regierens und demokratischen Entscheidens bei elementaren Fragen der politischen Gemeinschaft aufgeben.“ Der Bund dürfe zwar – mit dem Schengen-System zur Sicherung der Staatsgrenzen – Hoheitsrechte auf die Europäische Union übertragen, bleibe aber im Falle des Versagens europäischer Systeme in der Gewährleistungsverantwortung für die wirksame Kontrolle von Einreisen in das Bundesgebiet.
Der Präsident des Bundesverfassungsgerichts a. D. Hans-Jürgen Papier sieht in der Flüchtlingskrise ein „eklatantes Politikversagen“, die Kluft zwischen rechtsstaatlicher Ordnung und Wirklichkeit sei derzeit so tief wie noch nie in der Geschichte der Bundesrepublik Deutschland. Die Bundeskanzlerin müsse dafür sorgen, dass Asylgewährung und Migrationspolitik wieder deutlich getrennt werden, und die Außengrenzen des Landes sichern. Bei strikt rechtskonformer Anwendung des deutschen Asylrechts würde die Diskussion um Obergrenzen gegenstandslos. In seinem 2019 erschienenen Buch Die Warnung: Wie der Rechtsstaat ausgehöhlt wird bekräftigte er seine Kritik und stufte die Entscheidung von Kanzlerin Merkel als klaren Rechtsbruch mit dramatischen Folgen ein.
Im September 2017 urteilte ein Verwaltungsgericht, dass man einen Afrikaner, der sich aus Italien nach Deutschland begeben hatte, obwohl er in Italien bereits als Schutzberechtigter anerkannt war, nicht dorthin zurückschicken dürfe, weil in Italien ein Leben am Rande der Gesellschaft in Obdachlosigkeit und Elend drohe. Die endgültige Entscheidung über solche Dublin-Rückführungen nach Italien müsse nach den Ausführungen des Richters der Europäische Gerichtshof treffen.

### Wissenschaftliche Dienste des Deutschen Bundestages
Kurz vor der Bundestagswahl 2017 wurde ein von der Linken-Abgeordneten Sevim Dagdelen in Auftrag gegebenes und von der Regierung bereits Monate vor der Debatte veröffentlichtes Gutachten der Wissenschaftlichen Dienste des Deutschen Bundestages kontrovers diskutiert.
Die Wissenschaftlichen Dienste des Deutschen Bundestages stellen zunächst fest, dass es grundsätzlich Kompetenznormen für eine Einreisegestattung gibt, nämlich das Selbsteintrittsrecht nach der Verordnung (EU) Nr. 604/2013 (Dublin III) oder eine Anordnung des Bundesinnenministeriums aus völkerrechtlichen, humanitären oder politischen Gründen nach § 18 Abs. 4 Nr. 2 AsylG. So gelte die Pflicht zur Einreiseverweigerung nicht ausnahmslos. Sie stellen weiter fest, dass die Bundesregierung in einer parlamentarischen Frage nicht den genauen Wortlaut der Anordnung benannt hat, mit dem ein Absehen von der Einreiseverweigerung gemäß § 18 Abs. 4 Nr. 2 AsylG angeordnet wurde.
Weiterhin werfen die Wissenschaftlichen Dienste des Deutschen Bundestages die Frage auf, ob dies eine so weitreichende Entscheidung war, dass sie einer Ermächtigung durch den Gesetzgeber (Bundestag) bedurft hätte. „Unabhängig von diesen Erwägungen könnte man meinen, dass jedenfalls die pauschale und massenhafte Einreisegestattung nicht mehr von § 18 Abs. 4 AsylG gedeckt sei. Insoweit könnte man argumentieren, dass eine so weitgehende Anordnung durch das Bundesministerium des Innern oder die Wahrnehmung des Selbsteintrittsrechts nach der Dublin-III-Verordnung durch die Bundesrepublik innerstaatlich einer gesetzlichen Regelung oder einer parlamentarischen Zustimmung bedarf.“ Normativer Anknüpfungspunkt für die Frage, ob eine Beteiligung des Bundestages hätte erfolgen müssen, ist die Wesentlichkeitslehre des BVerfG, nach der aus dem Demokratie- und Rechtsstaatsprinzip des Grundgesetzes die Verpflichtung des Gesetzgebers folgt, in grundlegenden normativen Bereichen, insbesondere im Bereich der Grundrechtsausübung, alle wesentlichen Entscheidungen selbst zu treffen. Hinsichtlich der Frage, ob die massenhafte Einreisegestattung eine in diesem Sinne „wesentliche“ Entscheidung war oder nicht, existieren verschiedene Argumentationsweisen:
Für einen Verstoß gegen die Wesentlichkeitslehre und das Demokratie- und Rechtsstaatsprinzip spricht ihrer Ansicht nach: „Sowohl für die Einreisegestattung nach § 18 Abs. 4 Nr. 1 AsylG, der auf die Dublin-Zuständigkeit Bezug nimmt, als auch im Hinblick auf die Anordnungsbefugnis des Bundesministers des Innern nach § 18 Abs. 4 Nr. 2 AsylG könnte man darauf verweisen, dass der Gesetzgeber zumindest die Grenzen für den Selbsteintritt nach der Dublin-III-Verordnung sowie für die ministerielle Anordnungsbefugnis hätte treffen müssen.“
Gegen einen Verstoß gegen die Wesentlichkeitslehre und das Demokratie- und Rechtsstaatsprinzip spricht ihrer Ansicht nach: „Die grundsätzlich plausible Pflicht des Gesetzgebers, wesentliche Entscheidungen selbst zu treffen, lässt sich im konkreten Fall allerdings nur schwer ermitteln.“ Für die Annahme der Wesentlichkeit sei nach herrschender Rechtsprechung des BVerfG nicht ausreichend, „dass über eine Angelegenheit politischer Streit herrscht“. Ferner heißt es: „Die Einreisegestattung als solche enthält noch keine Vorentscheidung über den Verbleib der Ausländer im Bundesgebiet. Maßgeblich für den Verbleib der Asylsuchenden im Bundesgebiet ist vielmehr die Frage, ob die Bundesrepublik nach dem Dublin-Zuständigkeitssystem für die Prüfung des Asylgesuchs zuständig ist. Das Dublin-Zuständigkeitssystem weist aber Schwächen auf, wenn – wie tatsächlich geschehen – die Ermittlung des zuständigen EU-Mitgliedstaats durch fehlende Registrierung und Weiterreisegewährung unmöglich gemacht wird oder in die eigentlich zuständigen EU-Mitgliedstaaten wegen ‚systemischer Mängel‘ nicht überstellt werden darf. Dann besteht eine hohe Wahrscheinlichkeit, dass das Zielland nach Art. 3 Abs. 2 VO [EU] Nr. 604/2013 zuständig ist. Vor diesem Hintergrund kann bei einem massenhaften Zustrom von Asylsuchenden die Wahrnehmung des Selbsteintrittsrechts nach der Dublin-III-Verordnung zur Verfahrensbeschleunigung sinnvoll sein, insbesondere um eine Notsituation – wie die in Ungarn – zu bewältigen.“
Weiter heißt es unter Verweis auf das Urteil des BVerfG zum Familiennachzug: „Auf der anderen Seite kann man vertreten, dass die pauschale und massenhafte Einreisegestattung gegenüber Asylsuchenden mit so erheblichen Folgen für das Gemeinwesen verbunden ist, dass sie die ‚Wesentlichkeitsschwelle‘ überschreitet. Schon mit der Einreise von Asylsuchenden entstehen zahlreiche staatliche Pflichten, die – je nach Anzahl der Asylsuchenden – einen hohen Verwaltungsaufwand erfordern und hohe Kosten verursachen … Wird von der Einreisegestattung massenhaft Gebrauch gemacht, kann dies ferner die Gesellschaftsstruktur verändern und zu erheblichen Integrationsproblemen führen. Dass der Legislative bei der Entscheidung über den Zuzug von Ausländern eine gewisse Begrenzungsfunktion zukommt, wird in der Rechtsprechung des Bundesverfassungsgerichts zum Familiennachzug deutlich. Dort heißt es:“

„Es [erg. das Grundgesetz] schließt weder eine großzügige Zulassung von Fremden aus, noch gebietet es eine solche Praxis. In dem von ihm gesteckten weiten Rahmen obliegt es der Entscheidung der Legislative und – in den von dieser zulässigerweise gezogenen Grenzen – der Exekutive, ob und bei welchem Anteil Nichtdeutscher an der Gesamtbevölkerung die Zuwanderung von Ausländern ins Bundesgebiet begrenzt wird oder ob und bis zu welchem Umfang eine solche Zuwanderung geduldet oder gefördert wird; […]“

## Einfluss der Medien
Eine Studie der Hamburg Media School unter Leitung des Medienwissenschaftlers Michael Haller untersuchte im Auftrag der Otto Brenner Stiftung die Berichterstattung zur Flüchtlingskrise anhand von mehr als 30.000 Beiträgen, die zwischen Februar 2015 und März 2016 publiziert wurden. Ausgewertet wurden Veröffentlichungen in überregionalen Tageszeitungen (Frankfurter Allgemeine Zeitung, Süddeutsche Zeitung, Welt und Bild), Onlinemedien (focus.de, tagesschau.de und Spiegel Online) und 85 Lokal- und Regionalzeitungen.
Demnach hätten Kommentatoren der überregionalen Tageszeitungen sich vornehmlich mit der Bundespolitik befasst und dabei überwiegend mit Vertretern der Regierungsparteien. Interviews mit Betroffenen oder Experten habe es kaum gegeben (vier Prozent der untersuchten Texte), ebenso wenig Reportagen und Vor-Ort-Recherchen, die Ereignisse aus eigener Perspektive hätten beleuchten können (sechs Prozent). Diese Schwäche hätten die Lokalzeitungen, deren Stärke eigentlich die Verwurzelung in der Region sei, nicht ausgeglichen, sondern ihre Berichterstattung den überregionalen Medien angepasst. Was von der Bevölkerung als konkretes Problem wahrgenommen wurde, sei medial in ein „abstraktes Aushandlungsobjekt der institutionellen Politik“ überführt worden. Zwar sei dieses Vorgehen zumindest für überregionale Medien nicht ungewöhnlich, habe aber in der Gesamtschau zu einer Verengung des Blickwinkels geführt. Kritik und abweichende Ansichten seien so kaum noch durchgedrungen.
Haller resümierte, Journalisten seien ihrer Rolle als kritische Aufklärer nicht gerecht geworden. Stattdessen habe der „Informationsjournalismus die Sicht, auch die Losungen der politischen Elite“ übernommen und sei selbst mehr politischer Akteur als neutraler Beobachter gewesen. Sorgen und Ängste der Bevölkerung seien hinter dem Narrativ von der „Willkommenskultur“ fast völlig zurückgedrängt und Andersdenkende diskursiv ausgegrenzt worden. Dies habe eine „Frontbildung“ in der Gesellschaft befördert. Erst nach den Ereignissen der Kölner Silvesternacht 2015 „entdeckten die Medien die reale Wirklichkeit hinter der wohlklingenden Willkommensrhetorik“.
Auch Giovanni di Lorenzo, Chefredakteur der Zeit, kritisierte die Rolle der Medien in der Flüchtlingskrise. Die einhellige Pro-Flüchtlinge-Stimmung und die undifferenzierte Solidarisierung vieler Medien mit der von der Politik praktizierten Willkommenskultur sei ihnen von den Lesern nachhaltig verübelt worden: „Da fand das Vorurteil Bestätigung, dass wir mit der Macht, mit den Eliten unter einer Decke stecken und das, was uns verordnet wird, mit unterstützen.“ Letzteres sei zwar „de facto nicht der Fall“ gewesen, „aber den Eindruck konnte man durch die Berichterstattung durchaus gewinnen“. Man habe lange dazu tendiert, sich zu Mitgestaltern der Flüchtlingskrise zu machen, statt sich auf die Rolle der Beobachtung zu konzentrieren, wobei er sich selbst nicht ausnehme. Besonders die „Refugees Welcome“-Kampagne der Bild-Zeitung habe ihn überrascht, schließlich sei das der Slogan der Lampedusa-Bewegung der autonomen Szene. Erst nach der Kölner Silvesternacht 2015 habe sich die Haltung der Medien etwas verändert.

## Statistik

### Entwicklung

Zugänge von Asylsuchenden seit 1953 (Erst- und Folgeanträge)

Das BAMF führt seit 1953 eine Statistik zu Asylanträgen. Demnach gab es Rekordstände 1980 mit 107.818 Anträgen, 1992 mit 438.191 Anträgen und 2016 mit 745.545 Anträgen. Die Migrantengruppe der Aussiedler und EU-Ausländer wird dabei nicht erfasst.
2013 gab es insgesamt 127.023 Asylanträge in Deutschland, fast 50.000 mehr als im Vorjahr. Im Jahr 2014 stiegen die Anträge in Deutschland um 60 % auf 202.645, was 32,4 % der in der EU gestellten Asylanträge entspricht.
Als im November 2014 die Antragszahlen stark anstiegen, beschloss die Bundesregierung, alle Syrer ohne Einzelfallprüfung bis auf Weiteres als Konventionsflüchtlinge aufzunehmen. Im Sommer 2015 wurde dann der Beschluss gefasst, für Syrer die Dublin-Regeln faktisch außer Kraft zu setzen. Beide dieser „Notbeschlüsse“ wurden am Ende des Jahres 2015 wieder außer Kraft gesetzt.
Die folgende Tabelle und das Diagramm rechts geben einen Überblick über die Zugänge von Asylsuchenden seit 1953.
| Jahr                 | Erst- und Folgeanträge auf Asyl |
| -------------------- | ------------------------------- |
| 1953                 | 1.906                           |
| 1954                 | 2.174                           |
| 1955                 | 1.926                           |
| 1956                 | 16.284                          |
| 1957                 | 3.112                           |
| 1958                 | 2.785                           |
| 1959                 | 2.267                           |
| 1960                 | 2.980                           |
| 1961                 | 2.722                           |
| 1962                 | 2.550                           |
| 1963                 | 3.238                           |
| 1964                 | 4.542                           |
| 1965                 | 4.337                           |
| 1966                 | 4.370                           |
| 1967                 | 2.992                           |
| 1968                 | 5.608                           |
| 1969                 | 11.664                          |
| 1970                 | 8.645                           |
| 1971                 | 5.388                           |
| 1972                 | 5.289                           |
| 1973                 | 5.595                           |
| 1974                 | 9.424                           |
| 1975                 | 9.627                           |
| 1976                 | 11.123                          |
| 1977                 | 16.410                          |
| 1978                 | 33.136                          |
| 1979                 | 51.493                          |
| 1980                 | 107.818                         |
| 1981                 | 49.391                          |
| 1982                 | 37.423                          |
| 1983                 | 19.737                          |
| 1984                 | 35.278                          |
| 1985                 | 73.832                          |
| 1986                 | 99.650                          |
| 1987                 | 57.379                          |
| 1988                 | 103.076                         |
| 1989                 | 121.315                         |
| 1990                 | 193.063                         |
| 1991                 | 256.112                         |
| 1992                 | 438.191                         |
| 1993                 | 322.599                         |
| 1994                 | 127.210                         |
| 1995                 | 166.951                         |
| 1996                 | 149.193                         |
| 1997                 | 151.700                         |
| 1998                 | 143.429                         |
| 1999                 | 138.319                         |
| 2000                 | 117.648                         |
| 2001                 | 118.306                         |
| 2002                 | 91.471                          |
| 2003                 | 67.848                          |
| 2004                 | 50.152                          |
| 2005                 | 42.908                          |
| 2006                 | 30.100                          |
| 2007                 | 30.303                          |
| 2008                 | 28.018                          |
| 2009                 | 33.033                          |
| 2010                 | 48.589                          |
| 2011                 | 53.347                          |
| 2012                 | 77.651                          |
| 2013                 | 127.023                         |
| 2014                 | 202.834                         |
| 2015                 | 476.649                         |
| 2016                 | 745.545                         |
| 2017                 | 222.683                         |
| 2018                 | 185.853                         |
| 2019                 | 165.938                         |
| 2020                 | 122.170                         |
| 2021 (30. September) | 111.500                         |

Die folgende Tabelle sowie die Diagramme rechts geben einen Überblick über die Zahl der registrierten eingereisten Personen und die Zahl der gestellten Asylanträge ab 2015.
| Jahr | Monat     | Neuregistrierungen | Erst- und Folgeanträge | Anhängige Asylanträge |
| ---- | --------- | ------------------ | ---------------------- | --------------------- |
| 2015 | Januar    | 32.229             | 25.042                 | 178.250               |
|      | Februar   | 38.892             | 26.083                 | 188.435               |
|      | März      | 31.091             | 32.054                 | 199.831               |
|      | April     | 33.150             | 27.178                 | 209.700               |
|      | Mai       | 37.194             | 25.992                 | 220.956               |
|      | Juni      | 53.721             | 35.449                 | 237.877               |
|      | Juli      | 82.798             | 37.531                 | 254.559               |
|      | August    | 104.460            | 36.422                 | 276.617               |
|      | September | 163.772            | 43.071                 | 300.531               |
|      | Oktober   | 181.166            | 54.877                 | 328.207               |
|      | November  | 206.101            | 57.816                 | 355.914               |
|      | Dezember  | 127.320            | 48.277                 | 364.664               |
| 2016 | Januar    | 91.671             | 52.103                 | 371.754               |
|      | Februar   | 61.428             | 67.797                 | 393.155               |
|      | März      | 20.608             | 59.975                 | 409.113               |
|      | April     | 15.941             | 60.943                 | 431.993               |
|      | Mai       | 16.281             | 55.259                 | 459.667               |
|      | Juni      | 16.335             | 74.637                 | 495.792               |
|      | Juli      | 16.160             | 74.454                 | 526.276               |
|      | August    | 18.143             | 91.331                 | 567.479               |
|      | September | 15.618             | 76.400                 | 579.314               |
|      | Oktober   | 15.178             | 32.640                 | 547.174               |
|      | November  | 17.566             | 26.438                 | 490.967               |
|      | Dezember  | 16.442             | 20.575                 | 433.719               |
| 2017 | Januar    | 14.476             | 17.964                 | 384.523               |
|      | Februar   | 14.289             | 16.568                 | 333.815               |
|      | März      | 14.976             | 20.136                 | 278.006               |
|      | April     | 11.952             | 14.848                 | 232.493               |
|      | Mai       | 14.973             | 16.641                 | 165.099               |
|      | Juni      | 12.399             | 15.261                 | 146.551               |
|      | Juli      | 15.069             | 16.844                 | 129.467               |
|      | August    | 16.312             | 18.651                 | 114.202               |
|      | September | 14.688             | 16.520                 | 99.334                |
|      | Oktober   | 15.170             | 17.028                 | 87.187                |
|      | November  | 16.135             | 18.711                 | 75.660                |
|      | Dezember  | 12.487             | 14.293                 | 68.245                |
| 2018 | Januar    | 12.907             | 15.077                 | 57.693                |
|      | Februar   | 10.760             | 12.490                 | 55.279                |
|      | März      | 10.712             | 12.622                 | 51.968                |
|      | April     | 11.385             | 13.163                 | 51.498                |
|      | Mai       | 10.849             | 12.494                 | 50.373                |
|      | Juni      | 11.509             | 13.254                 | 52.514                |
|      | Juli      | 13.194             | 15.199                 | 57.273                |
|      | August    | 13.141             | 15.122                 | 59.410                |
|      | September | 11.239             | 12.976                 | 59.738                |
|      | Oktober   | 13.001             | 14.824                 | 59.640                |
|      | November  | 12.118             | 14.130                 | 58.538                |
|      | Dezember  | 8.900              | 10.561                 | 58.325                |
| 2019 | Januar    | 14.534             | 17.051                 | 59.158                |
|      | Februar   | 12.289             | 14.321                 | 56.779                |
|      | März      | 10.965             | 12.762                 | 53.224                |
|      | April     | 10.488             | 12.353                 | 53.004                |
|      | Mai       | 11.146             | 12.891                 | 53.434                |
|      | Juni      | 8.288              | 9.691                  | 52.457                |
|      | Juli      | 12.298             | 14.108                 | 52.609                |
|      | August    | 11.076             | 12.772                 | 52.976                |
|      | September | 10.830             | 12.536                 | 54.662                |
|      | Oktober   | 11.100             | 12.938                 | 56.628                |
|      | November  | 10.263             | 12.096                 | 56.958                |
|      | Dezember  | 8.359              | 9.851                  | 57.012                |
| 2020 | Januar    | 12.212             | 14.187                 | 58.277                |
|      | Februar   | 10.140             | 11.928                 | 59.010                |
|      | März      | 7.120              | 8.069                  | 56.223                |
|      | April     | 5.106              | 5.695                  | 58.744                |
|      | Mai       | 3.777              | 4.329                  | 49.232                |
|      | Juni      | 4.789              | 5.576                  | 43.617                |
|      | Juli      | 7.588              | 8.865                  | 42.731                |
|      | August    | 7.275              | 8.424                  | 43.316                |
|      | September | 9.302              | 10.576                 | 45.370                |
|      | Oktober   | 8.557              | 9.828                  | 46.565                |
|      | November  | 8.736              | 9.973                  | 47.588                |
|      | Dezember  | 7.459              | 11.567                 | 52.056                |
| 2021 | Januar    | 8.524              | 14.448                 | 60.437                |
|      | Februar   | 7.577              | 13.533                 | 66.583                |
|      | März      | 9.503              | 11.756                 | 62.717                |
|      | April     | 8.069              | 9.315                  | 58.101                |

Neuregistrierungen, Erst- und Folgeanträge sowie anhängige Asylanträge beim BAMF.

Zwischen der Ankunft der Asylsuchenden in Deutschland und dem Stellen des Asylantrags vergehen Wochen oder Monate, bis die Unterlagen für die Antragstellung vollständig sind und beim BAMF eingereicht werden können. Die Zahl der gestellten Asylanträge hinkt daher den Erstregistrierungen hinterher. Die Zahl der 2015 monatlich im IT-System EASY (Erstverteilung der Asylbegehrenden) registrierten Asylsuchenden war auf Grund des Kapazitätsengpasses beim BAMF deutlich höher als die Zahl der Asylanträge, die das BAMF annehmen konnte. Die Differenz zwischen EASY-registrierten Asylbegehrenden und angenommenen Asylanträgen in einem Bezugszeitraum wird vom BAMF als EASY-Gap bezeichnet. Der EASY-Gap betrug im Jahr 2015 ca. 650.000 Personen und im 1. Quartal des Jahres 2016 ca. 300.000 Personen.
Zur Diskrepanz zwischen der Zahl registrierter Asylbegehrender und der Zahl der Antragstellungen auf Asyl trägt auch bei, dass nicht jeder EASY-Registrierte einen Asylantrag stellt. Weiterreisen, Rückreisen, Rückführungen in sichere Drittstaaten und in die Herkunftsländer der Flüchtlinge bleiben unberücksichtigt.
In der EASY-Ersterfassung bzw. der Asylbewerberstatistik nicht erfasst werden Angehörige von Asylberechtigten – Asylbewerbern, denen im Asylverfahren die Flüchtlingseigenschaft zuerkannt wurde –, die im Rahmen der Familienzusammenführung nach Deutschland kommen, weil sie nicht als Asylbewerber, sondern mit einem Visum einreisen.
Die Zahl der anhängigen Asylanträge stieg aufgrund der geringen BAMF-Kapazitäten bis September 2016 beständig an und ging dann zurück, da weniger Neuanträge gestellt wurden.
Seit 2015 werden jährlich zwischen 20.888 und 26.114 Menschen abgeschoben. Die meisten in ihre Heimatländer, ein kleiner Teil in andere EU-Staaten.

### Die Krisenjahre (2015 und 2016)

#### 2015

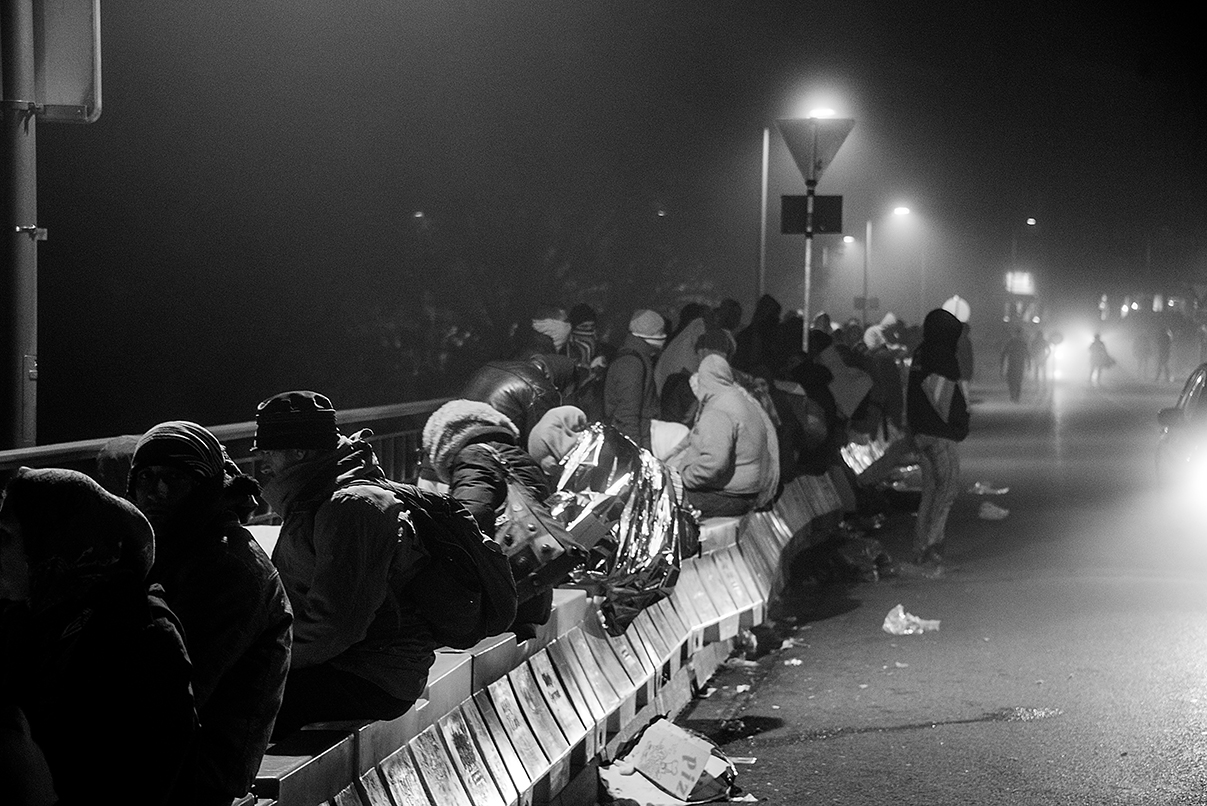
24. Oktober 2015: Flüchtlinge nachts auf der Innbrücke zwischen Braunau (Österreich) und Simbach (Deutschland)

Im Jahr 2015 wurden 1.091.894 Asylsuchende im IT-System EASY (Erstverteilung der Asylbegehrenden) registriert. Die Zahl der Neuregistrierungen erreichte im November 2015 mit rund 206.000 Zugängen einen Höhepunkt.
Da es bei der Zählung der Asylsuchenden mit EASY zu Fehl- und Doppelerfassungen gekommen war, wurde die Zahl der 2015 nach Deutschland registriert eingereisten Asylsuchenden von Innenminister Thomas de Maizière Ende September 2016 auf 890.000 korrigiert. Hiervon wurden 820.000 in einem neu eingeführten Kerndatensystem erfasst. Weitere 20.000 waren unbegleitete minderjährige Flüchtlinge, die keinen Asylantrag gestellt haben. 50.000 Migranten wurden zwar im Jahre 2015 in EASY registriert, stehen aber nicht mehr in Kontakt mit deutschen Behörden, sind also wahrscheinlich weiter- oder in ihre Heimat zurückgereist oder in Deutschland untergetaucht. Außerdem sind die etwa 20.000 Kontingentflüchtlinge, die direkt aus Lagern in den Nachbarländern Syriens eingeflogen wurden, nicht in den 890.000 enthalten. Wie viele Personen zusätzlich zu den 890.000 nach Deutschland einreisten, ist unbekannt. Details zur Methodik, mit der diese Zahl erhoben wurde, veröffentlichte das Ministerium nicht.
Wegen des Kapazitätsengpasses beim BAMF konnten 2015 nur 476.649 Asylanträge gestellt werden. Im Jahr 2015 entschied das BAMF über 282.726 Asylanträge. Das entspricht gegenüber dem Vorjahr in etwa einer Verdoppelung der Entscheidungen (+ 100,8 %). 18.770 der Entscheidungen wurden im Rahmen des Dublin-Verfahrens getroffen. 364.664 Asylanträge konnten noch nicht entschieden werden. Gegenüber 2014 hat sich die Zahl der laufenden Asylverfahren damit mehr als verdoppelt (+ 115,6 %).
Im Jahr 2015 war Syrien das Land, aus dem die meisten Asylbewerber neu hinzukamen (35,9 % der Gesamtzahl der 441.899 Erstanträge), gefolgt von Albanien und Kosovo mit einem Anteil von 12,2 % bzw. 7,6 %. Damit entfiel mehr als die Hälfte (55,6 %) der 2015 gestellten Erstanträge auf diese drei Herkunftsländer.
Im Jahr 2015 wurden insgesamt 282.726 Asylanträge entschieden.
137.136 dieser Antragsteller (48,5 %) wurden als Flüchtling anerkannt. 1.707 Asylbewerbern (0,6 %), die nicht als Flüchtling anerkannt wurden und kein Asyl erhielten, wurde vorübergehend subsidiärer Schutz als Aufenthaltsstatus gewährt. 91.514 (32,4 %) Asylanträge wurden als unbegründet oder offensichtlich unbegründet abgelehnt. Für 2.072 Asylbewerber (0,7 %) wurde ein Abschiebungsverbot festgestellt. 24.000 Familienangehörige schutzberechtigter Syrer und Iraker reisten 2015 mit Visum ein.
2015 bezogen 975.000 Personen Leistungen nach dem Asylbewerberleistungsgesetz; insgesamt erhielten sie rund 5,3 Milliarden Euro.

#### 2016
Nach der Westbalkan-Konferenz am 24. Februar 2016 erfolgte Anfang März 2016 die faktische Schließung der Balkanroute. Kurz danach beschlossen die 28 Staats- und Regierungschefs der EU auf einer informellen Tagung am 7. März 2016, zur uneingeschränkten Anwendung des Schengener Grenzkodex zurückzukehren. Ziel war es, den „irregulären Migrantenstrom“ entlang der Westbalkanroute zu beenden. Die Länder Mazedonien, Serbien, Kroatien, Ungarn und Slowenien ließen fortan nur noch Flüchtlinge mit gültigem Reisepass und den nötigen Visa ins Land. Seitdem stauten sich die Flüchtlinge an der Grenze zwischen Griechenland und Nordmazedonien.
Im Gesamtjahr 2016 wurden 321.371 Asylsuchende vom Bundesamt für Migration und Flüchtlinge (BAMF) mit der IT-Anwendung EASY auf die einzelnen Bundesländer verteilt. Im EASY-System sind jedoch Fehl- und Doppeleingaben aufgrund der fehlenden Erfassung der persönlichen Daten nicht ausgeschlossen. Nach vorläufigen Berechnungen des BAMF ist deshalb von einem tatsächlichen Neuzugang von 280.000 Asylsuchenden auszugehen. Wurden im Januar noch mehr als 91.600 Asylsuchende im EASY-System neu erfasst, sank die Zahl der Neuzugänge nach Schließung der Balkanroute und Abschluss des EU-Türkei-Abkommens ab April 2016 auf durchschnittlich weniger als 20.000 pro Monat. Im Dezember wurden noch 16.441 Neuzugänge im EASY-System erfasst.
Der Europäische Rat hatte im September 2015 zwei Beschlüsse gefasst, in denen sich die 28 Mitgliedstaaten der EU verpflichteten, 160.000 Personen bis September 2017 aus Italien und Griechenland innerhalb der EU umzuverteilen. Deutschland hatte zugesagt, 27.000 Flüchtlinge aufzunehmen, aber in diesem Rahmen bis Oktober 2016 nur 215 Flüchtlinge aufgenommen. Anfang Oktober 2016 kündigte Kanzlerin Angela Merkel nun an, mehrere hundert Flüchtlinge aus Griechenland und Italien nach Deutschland zu holen. Eine Woche später präzisierte die Regierung bezüglich Italien, dass sie von dort 500 Flüchtlinge pro Monat in Deutschland ansiedeln wolle.
2016 stellten insgesamt 745.545 Schutzsuchende beim BAMF Antrag auf Asyl in Deutschland. Ein Großteil der 2016 registrierten Asylbewerber war bereits 2015 eingereist. Diese Personen konnten jedoch wegen Überlastung des BAMF nicht sofort nach Einreise einen Asylantrag stellen. Die meisten der 2016 eingereisten Asylsuchenden waren aus Syrien, Afghanistan, Irak, Albanien und Eritrea. Asylbewerber, deren Asylantrag im ersten Halbjahr 2016 entschieden wurde, warteten nach ihrer Einreise im Schnitt knapp zehn Monate auf ihren Asylbescheid. Der Behördenleiter des BAMF Frank-Jürgen Weise gab die durchschnittliche Dauer von Asylverfahren für das Gesamtjahr im Oktober 2016 mit 2,1 Monaten an; dabei gab es regional große Unterschiede.
2016 wurden im IT-System EASY 321.371 Asylsuchende neu registriert. Über insgesamt 695.733 Asylanträge wurde vom BAMF entschieden. Davon wurde 256.136 Asylbewerbern (36,8 %) die Rechtsstellung als Flüchtling nach der Genfer Flüchtlingskonvention zuerkannt. 153.700 Asylbewerbern (22,1 %), die nicht als Flüchtling anerkannt wurden und kein Asyl erhielten, wurde vorübergehend subsidiärer Schutz als Aufenthaltsstatus gewährt. 173.846 (25,0 %) Asylanträge wurden als unbegründet oder offensichtlich unbegründet abgelehnt. Für 24.084 Asylbewerber (3,5 %) wurde ein Abschiebungsverbot festgestellt. Circa 434.000 Asylverfahren konnten 2016 noch nicht abgeschlossen werden. 73.000 Familienangehörige schutzberechtigter Syrer und Iraker reisten 2016 mit Visum ein.
Am Ende des Jahres 2016 lebten 207.484 ausreisepflichtige Ausländer in Deutschland, 54.437 davon ohne Duldung. 2016 wurden bundesweit 25.375 abgelehnte Asylbewerber in ihre Heimatländer oder andere europäische Staaten zurückgeschickt.
Laut Verfassungsschutz ist in Berlin die Zahl eintreffender Schutzsuchender 2016 gesunken, während die Übergriffe auf deren Unterkünfte und auf Einrichtungen politischer Parteien kaum sanken.
Aus den vom Bürgerkrieg in Syrien besonders betroffenen Staaten Syrien und Irak zogen 2016 zusätzlich etwa 38.400 Angehörige über das Instrument der Familienzusammenführung nach Deutschland.

### Jahre nach der Krise (2017 bis heute)

#### 2017
Im Januar wurden 14.476 Personen vom BMI erfasst, die als Asylsuchende nach Deutschland einreisten. Am häufigsten genannte Nationalitäten waren dabei Syrer, Iraker und Eritreer. Im Februar wurden 14.289 gezählt mit vergleichbaren Herkunftsangaben. Weiter wurden in den Monaten Januar und Februar 8758 unerlaubte Einreisen registriert. Der größte Teil wurde dabei an der Grenze zu Österreich mit 3080 Personen gezählt, gefolgt von 1658 Einreisen über Flughäfen und 1356 Personen, die offenbar über die Schweiz nach Deutschland gekommen waren. Die am häufigsten vertretenen Nationalitäten waren dabei Afghanen, Syrer und Nigerianer.
Am 25. April 2017 wurden zum fünften Mal im Rahmen einer „Sammelabschiebung“ 14 abgelehnte Asylbewerber nach Afghanistan zurückgeflogen. 2017 wurden bisher insgesamt 107 Afghanen in ihr Herkunftsland abgeschoben. (Siehe auch: Zulässigkeit und Begrenzung der Aufnahme von Asylsuchenden → Abschiebung nach Afghanistan)
Im April 2017 stellte die Bundespolizei in den Bundesländern Bayern und Baden-Württemberg täglich durchschnittlich 31 Personen fest, die aus Österreich und der Schweiz kommend als Flüchtlinge die Grenze nach Deutschland überquerten.
Im Zeitraum von Januar bis Dezember 2017 wurde vom Bundesamt für Migration und Flüchtlinge (BAMF) ein Zugang von 186.644 Asylsuchenden registriert. Fast die Hälfte (44,0 %) der 198.317 seit Januar 2017 gestellten Erstanträge auf Asyl wurde von Schutzsuchenden aus Syrien (24,7 %), Irak (11,1 %) und Afghanistan (8,3 %) gestellt. Insgesamt wurden 222.683 Erst- und Folgeanträge auf Asyl vom BAMF entgegengenommen und 603.428 Asylanträge entschieden. 123.909 Asylbewerbern (20,5 %) wurde die Rechtsstellung als Flüchtling nach der Genfer Flüchtlingskonvention zuerkannt. 98.074 Asylbewerbern (16,3 %), die nicht als Flüchtling nach der Genfer Flüchtlingskonvention anerkannt wurden, erhielten subsidiären Schutz. 232.307 (38,5 %) Asylanträge wurden abgelehnt, die von 109.479 Personen (18,1 Prozent) anderweitig erledigt. Für 39.659 Asylbewerber (6,6 %) wurde ein Abschiebungsverbot festgestellt. 68.245 Asylverfahren konnten noch nicht abgeschlossen werden. Die Gesamtschutzquote lag 2017 bei 53 Prozent (2016: 71 %). Bei den Verwaltungsgerichten lagen 372.000 Verfahren zur Entscheidung von angefochtenen Asylbescheiden vor. 91 Prozent der abgelehnten Asylanträge wurden vor Gericht angefochten und 328.000 Klagen gegen erteilte Asylbescheide eingereicht – fast doppelt so viele wie 2016. Gut 40 Prozent der Klagen hatten Erfolg.
In Deutschland gab es im Dezember 2017 rund 115.000 abgelehnte Asylbewerber. Bis Oktober 2017 hatten 8.639 Menschen das Rückführungsprogramm Starthilfe Plus genutzt, das vorsieht, dass alle Asylbewerber, die ihren Asylantrag vor Abschluss des Asylverfahrens zurücknehmen und freiwillig in ihr Heimatland zurückreisen, monatliche Geldzahlungen erhalten.
Aus den vom Bürgerkrieg in Syrien besonders betroffenen Staaten Syrien und Irak zogen 2017 zusätzlich etwa 40.800 Angehörige über das Instrument der Familienzusammenführung nach Deutschland.

#### 2018
Bundesinnenminister Seehofer nannte im Januar 2019 folgende Zahlen: 162.000 Erstantragsteller (davon 32.000 Babys im Alter von unter einem Jahr) minus 24.000 Abschiebungen und Rücküberstellungen plus 3400 Aufnahmen aus humanitären Gründen plus 38.500 Familiennachzüge = 165.000 Flüchtlinge.
Nach Auskunft des BAMF stellten im Jahr 2018 insgesamt 185.853 Personen in Deutschland erstmals einen Asylantrag, um 16,5 % weniger als im Vorjahr.
Im April 2018 wurde gemeldet, dass eine nicht quantifizierbare Zahl syrischer Flüchtlinge Deutschland wieder verlasse, um sich in Richtung Türkei zu begeben. Die deutschen Behörden erfassen Bewegungen von anerkannten Flüchtlingen ins europäische Ausland jedoch nicht, so dass keine Daten vorliegen. Von rund 4.000 Syrern wisse man, dass sie 2017 unbekannt verzogen seien.
Anfang 2018 gab es insgesamt sieben Migrationsberatungszentren. Für den deutschen Arbeitsmarkt vermittelbare Fachkräfte sollen hier beraten und Rückkehrer aus Deutschland unterstützt werden. Einheimische ohne Chance auf ein deutsches Visum sollen vom Verbleib im Heimatland überzeugt werden. Die Beratungsstellen werden von der Deutschen Gesellschaft für Internationale Zusammenarbeit (GIZ) betrieben. Es gibt sie in Albanien, Serbien, Kosovo, Marokko, Ghana, Tunesien und Senegal. Weitere sind im Irak und in Nigeria geplant. Für Afghanistan ist eine Beratung über Onlinemedien geplant.
Von Dezember 2017 bis Februar 2018 wurde das Programm für freiwillige Rückkehr auf drei Monate befristet um eine Extraprämie aufgestockt. Im Rahmen des bestehenden Programms Starthilfe Plus werden 1200 € je Erwachsener und 600 € je Kind gezahlt. Für Asylbewerber, die sich nach einem negativen Asylbescheid, aber vor Ablauf der Ausreisepflicht zu einer freiwilligen Ausreise bereit erklären, gibt es stattdessen 800 €. Bis Februar 2018 wurde, auf drei Monate befristet, erstmals zusätzlich ein Wohnkostenzuschuss für die ersten zwölf Monate im Herkunftsland gewährt.
Die Bundesregierung sicherte der EU-Kommission zu, im Rahmen eines zweijährigen Umsiedlungsprogramms 10.200 von insgesamt 50.000 europaweit zu verteilenden Flüchtlingen (Frankreich nimmt bspw. ebenfalls 10.200 Personen auf), die sich zurzeit in Libyen, Ägypten, Tschad, Sudan und Niger aufhalten, bis Herbst 2019 aufzunehmen. Die entsprechende Zusage der Bundesregierung ist im April 2018 nach Aussage von EU-Migrations- und Innenkommissar Dimitris Avramopoulos bei der EU-Kommission eingegangen. Die Auswahl der Umsiedler trifft das Uno-Flüchtlingshilfswerk UNHCR.

#### 2019
Im Jahr 2019 wurden 142.509 erstmalige Asylanträge gestellt, was einem Rückgang von 12,0 % im Vergleich zum Vorjahreszeitraum 2018 (161.931 Erstanträge) entspricht. Die Erstanträge auf Asyl sind somit im dritten Jahr nacheinander um jeweils über 10 % gesunken. Das Bundesinnenministerium nahm Anfang 2020 eine Änderung in der Zählweise vor: So nannte das Amt in einer Pressemitteilung die Zahl von 111.094 „grenzüberschreitenden Asylerstanträgen“ im Jahr 2019. Die 31.415 Asylerstanträge für in Deutschland geborene Kinder wurden also herausgerechnet.
Insgesamt wurden im Jahr 2019 22 % der Anträge von bzw. für in Deutschland geborene Kinder im Alter von unter einem Jahr gestellt, weitere 7 % der Anträge galten nicht in Deutschland geborenen Kindern unter vier Jahren. 17,2 % der Asylsuchenden waren zwischen 4 und 16 Jahre alt. 27,3 % der Antragsteller waren zwischen 16 und 30, 19,3 % zwischen 30 und 45 Jahre alt und 6,9 % waren 45 Jahre alt oder älter. 43,5 % aller Antragsteller waren weiblich und 56,5 % männlich. Die größte vom BAMF einzeln aufgeführte Alters- und Geschlechtsgruppe waren männliche Kinder unter 4 Jahren (21.399 Anträge), gefolgt von den weiblichen unter 4-Jährigen (20.314) und mit einigem Abstand männlichen Personen zwischen 18 und 25 Jahren (12.904).
Im Dezember wurde bekannt, dass Deutschland im Jahr 2019 zum Stichtag 24. November erstmals seit dem Jahr 2011 nicht mehr die meisten Asylerstanträge innerhalb der Europäischen Union bearbeitete. Französische Stellen nahmen nach Angaben der EASO knapp 2.000 Asylerstanträge mehr an.
Die von der SPD beziehungsweise der Linken geführten Bundesländer Berlin, Niedersachsen und Thüringen beschlossen im Dezember 2019, insgesamt 175 Minderjährige unter 14 Jahren aus humanitären Gründen zusätzlich aus einem griechischen Aufnahmelager auf der Insel Lesbos nach Deutschland zu holen.
Am Ende des Jahres 2019 lebten nach Ausländerzentralregister 349.398 Ausländer in Deutschland, für die weder ein Aufenthaltstitel noch Duldung noch eine Aufenthaltsgestattung verzeichnet war. Die Bundesregierung selbst zählt davon lediglich 36.011 als „ausreispflichtig“, weil sie die Personen erst nach einer gesonderten Ausweisungs- oder Abschiebungsentscheidung der Ausländerbehörden in diese Kategorie einordnet.
Zusätzlich zu 261.000 offenen Asylverfahren und 202.400 abgelehnten Geduldeten zählte der Mediendienst Integration zum 31. Dezember 2019 etwa 1,3 Millionen Flüchtlinge in Deutschland, aufgeschlüsselt in acht Untergruppen:
- 43.500 Asylberechtigte
- 702.800 Flüchtlinge nach der Genfer Konvention
- 235.800 subsidiär Schutzberechtigte
- 112.600 Personen mit Abschiebeverbot
- 92.200 Personen, die eine Aufenthalts- oder Niederlassungserlaubnis „zur Wahrung besonders gelagerter politischer Interessen der Bundesrepublik Deutschland“ hatten
- 21.200 Personen mit befristeter Aufenthaltsgenehmigung aus dringenden humanitären oder persönlichen Gründen
- 22.000 Personen, die durch Aktionen der Bundesländer aus besonderen humanitären Gründen aufgenommen wurden
- 56.300 ausreisepflichtige Ausländer, deren Ausreise „aus rechtlichen oder tatsächlichen Gründen“ seit mehr als 18 Monaten nicht möglich sei

#### 2020
2020 wurden 102.581 erstmalige Asylanträge gestellt, was einem Rückgang von 28,0 % im Vergleich zum Vorjahreszeitraum 2019 (142.509 Erstanträge) entspricht. Das Bundesinnenministerium verweist dabei auf „76.601 grenzüberschreitende Asylerstanträge“. Die 26.520 Asylerstanträge für in Deutschland geborene Kinder wurden also herausgerechnet. Im Zuge der COVID-19-Pandemie trugen von Mitte März bis Mitte April an der deutschen Grenze noch 39 Personen bei der Bundespolizei ein Asylbegehren vor, bis dahin waren es im Jahr 2020 1.682 Anträge an der Grenze gewesen. Im Mai kam es zu 3.777 Erstanträgen, der geringsten Anzahl für Erstanträge innerhalb eines Monats seit Mai 2012, als 3.425 Erstanträge gestellt wurden.
Insgesamt wurden im Jahr 2020 25,9 % aller Anträge von bzw. für in Deutschland geborene Kinder im Alter von unter einem Jahr gestellt, weitere 7,1 % der Anträge galten nicht in Deutschland geborenen Kindern unter vier Jahren. 17,0 % der Asylsuchenden waren zwischen 4 und 16 Jahre alt. 26,8 % der Antragsteller waren zwischen 16 und 30, 17,0 % zwischen 30 und 45 Jahre alt und 5,9 % waren 45 Jahre alt oder älter. 42,1 % aller Antragsteller waren weiblich und 57,9 % männlich. Die größte vom BAMF einzeln aufgeführte Alters- und Geschlechtsgruppe waren männliche Kinder unter 4 Jahren (17.354 Anträge), gefolgt von den weiblichen unter 4-Jährigen (16.538) und mit einigem Abstand männlichen Personen zwischen 18 und 25 Jahren (9.791).
Nach Schätzungen der Deutschen Gesellschaft für Auswärtige Politik hielten sich Anfang 2020 zusätzlich rund 250.000 Ausreisepflichtige in Deutschland auf, deren Asylanträge abgelehnt worden waren. Etwa 200.000 davon hatten eine Duldung, die übrigen waren unmittelbar ausreisepflichtig. Die Mehrheit der Geduldeten war nach Einschätzung der Forscher seit weniger als drei Jahren ausreisepflichtig.

#### 2021
Von Januar bis April 2021 wurden 37.326 erstmalige Asylanträge gestellt, was einem Rückgang von 0,3 % im Vergleich zum Vorjahreszeitraum 2020 (37.440 Erstanträge) entspricht. Das Bundesinnenministerium verweist dabei auf „28.840 grenzüberschreitende Asylerstanträge“.

### Verteilung und Registrierung Asylsuchender
| Bundesland             | 2014   | 2015   | 2016    | 2017   | 2018   | 2019   | 2020   | 2021 (30. April) |
| ---------------------- | ------ | ------ | ------- | ------ | ------ | ------ | ------ | ---------------- |
| Baden-Württemberg      | 16.482 | 57.578 | 84.610  | 21.371 | 16.062 | 14.990 | 11.567 | 4.341            |
| Bayern                 | 25.667 | 67.639 | 82.003  | 24.243 | 21.911 | 18.368 | 12.346 | 4.954            |
| Berlin                 | 10.375 | 33.281 | 27.247  | 9.369  | 8.216  | 8.221  | 6.432  | 2.507            |
| Brandenburg            | 4.906  | 18.661 | 18.112  | 5.547  | 4.679  | 4.151  | 3.113  | 1.209            |
| Bremen                 | 2.222  | 4.689  | 8.771   | 2.495  | 1.880  | 1.683  | 1.038  | 434              |
| Hamburg                | 5.705  | 12.437 | 17.512  | 4.664  | 4.139  | 3.551  | 2.637  | 959              |
| Hessen                 | 12.536 | 27.239 | 65.520  | 14.676 | 12.865 | 11.901 | 8.199  | 3.727            |
| Mecklenburg-Vorpommern | 4.418  | 18.851 | 7.273   | 3.954  | 2.828  | 2.548  | 1.716  | 776              |
| Niedersachsen          | 15.416 | 34.248 | 83.024  | 18.861 | 16.848 | 13.741 | 10.994 | 4.048            |
| Nordrhein-Westfalen    | 40.046 | 66.758 | 196.734 | 53.343 | 39.579 | 33.879 | 21.875 | 6.525            |
| Rheinland-Pfalz        | 8.716  | 17.625 | 36.985  | 12.951 | 7.622  | 7.406  | 5.415  | 2.149            |
| Saarland               | 2.564  | 10.089 | 6.865   | 3.099  | 2.685  | 2.141  | 1.738  | 645              |
| Sachsen                | 6.030  | 27.180 | 23.663  | 7.389  | 7.561  | 6.310  | 4.912  | 1.724            |
| Sachsen-Anhalt         | 7.032  | 15.572 | 28.982  | 6.084  | 4.238  | 4.168  | 3.552  | 1.062            |
| Schleswig-Holstein     | 5.978  | 16.410 | 19.484  | 5.118  | 6.475  | 5.729  | 4.002  | 1.296            |
| Thüringen              | 4.867  | 13.455 | 15.422  | 5.040  | 4.169  | 3.558  | 2.951  | 918              |
| Unbekannt              | 112    | 187    | 163     | 113    | 129    | 164    | 94     | 52               |

Personen, die ungenehmigt nach Deutschland eingereist sind oder einreisen wollen, um dort Asyl zu beantragen, werden mit Hilfe des IT-Systems EASY (Erstverteilung der Asylbegehrenden) auf die Erstaufnahmeeinrichtungen in den einzelnen Bundesländern verteilt.
Mit EASY werden keine personenbezogenen Daten erfasst, sondern lediglich das Herkunftsland, die Anzahl der Personen, das Geschlecht und die Familienverbände der jeweils vorsprechenden Asylbegehrenden bzw. ohne Visum eingereisten Ausländer. Wegen fehlender erkennungsdienstlicher Behandlung und fehlender Erfassung der persönlichen Daten kam es in der Vergangenheit zu Fehl- und Doppelerfassungen. Das am 5. Februar 2016 in Kraft getretene Datenaustauschverbesserungsgesetz stellt inzwischen sicher, dass biometrische Daten von Asylsuchenden in der Regel bereits erfasst werden, sobald sie ein formloses Asylgesuch bei einer staatlichen Meldestelle äußern. Dies kann schon an der Grenze oder später im Inland bei einer Sicherheitsbehörde wie der Polizei, einer Ausländerbehörde, einer Erstaufnahmeeinrichtung oder direkt bei einem Ankunftszentrum geschehen. Die Registrierung der Asylsuchenden erfolgt an sogenannten PIK-Stationen durch die Bundes- oder Länderpolizei, Mitarbeitende des BAMF in den Außenstellen und Ankunftszentren oder Mitarbeitende der Länder in Aufnahmeeinrichtungen, Ausländerbehörden und Ankunftszentren. Den Asylsuchenden wird dann eine Woche Zeit gegeben, sich in derjenigen Erstaufnahmeeinrichtung einzufinden, der sie mit dem EDV-System EASY vom Bundesamt für Migration und Flüchtlinge (BAMF) zugewiesen wurden. Die für die Reise erforderlichen Fahrkarten erhalten sie von der Meldestelle. Eine Fahrtbegleitung durch Behördenvertreter ist nicht vorgesehen. Erst in der zugewiesenen Erstaufnahmeeinrichtung können sie in der dortigen Außenstelle des BAMF ihren formalen Asylantrag stellen und werden im Ausländerzentralregister (AZR) als Asylantragsteller registriert. Im Jahr 2015 vergingen teilweise mehrere Wochen oder Monate zwischen der Verteilung über das EASY-System und der Stellung des Asylantrags.
Anfang November 2015 räumte die Regierung ein, dass eine unbestimmte Menge von unerlaubt nach Deutschland eingereisten Personen nicht direkt an der Grenze registriert werden konnte, sondern mit Bussen und Zügen zu anderen Registrierstellen geschickt wurde. Da diese Personen sich dort aber nicht meldeten, konnten sie auch nicht mit der IT-Anwendung EASY zahlenmäßig erfasst werden.
Das Bundesinnministerium (BMI) konnte im Februar 2016 keine Angaben über den Verbleib von 130.000 Menschen machen – etwa 13 Prozent der 2015 mit EASY verteilten Asylsuchenden –, die nicht in den ihnen zugewiesenen Aufnahmeeinrichtungen angekommen seien. Als denkbare Gründe dafür werden vom Bundesinnenministerium u. a. die Weiterreise in andere Länder, die Rückreise in die Heimat, die mehrfache Registrierung und das „Untertauchen in die Illegalität“ genannt.
Von den 890.000 im Jahr 2015 nach Ministeriumsangaben nach Deutschland eingereisten Asylbegehrenden waren Ende September 2016 nach Aussage des Bundesinnenministers ca. 820.000 im AZR registriert, das seit Ende Mai 2016 als Kerndatensystem (KDS) im Rahmen des Flüchtlingsmanagements fungiert. Am 6. Januar 2017 teilte ein Sprecher des BMI in Berlin mit, dass die Nachregistrierung aller in Deutschland erfassten Asylsuchenden abgeschlossen wurde. Der Sprecher wies darauf hin, dass es möglicherweise noch unerlaubt Eingereiste gebe, die sich bei keiner Behörde gemeldet haben und deshalb auch noch nicht erfasst werden konnten. Durch Abgleich der im KDS gespeicherten Datensätze mit den in anderen IT-Systemen gespeicherten Daten sollen z. B. Kriminelle ausfindig gemacht werden.
Es wird geprüft, ob Asylbewerber nach dem Dublin-Verfahren eventuell wieder in das EU-Land zurückgeschickt werden können, in dem sie zuerst ankamen. 2015 stellte Deutschland fast 45.000 Übernahmeersuchen an andere EU-Staaten, aber nur knapp 3.600 wurden vollzogen. Umgekehrt schickten die anderen EU-Staaten ca. 3.000 Asylsuchende in die Bundesrepublik weiter. Angesichts von rund 442.000 in Deutschland gestellten Asylanträgen war in der Bilanz die Entlastung um 600 Asylbegehrende im Jahr 2015 verschwindend gering.

### Herkunftsländer und Gesamtschutzquote

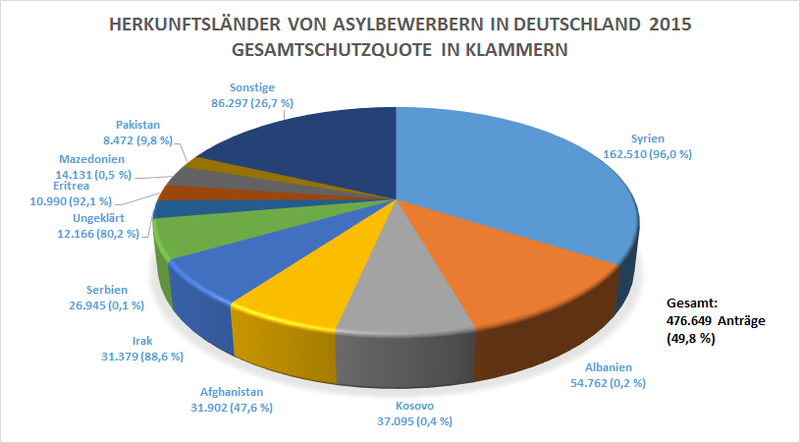
Herkunftsländer der Asylbewerber in Deutschland 2015 (Gesamtschutzquote in Klammern)

Die Zahl der positiven Bescheide im Verhältnis zur Gesamtzahl der Bescheide für alle Antragsteller aus einem bestimmten Herkunftsland wird mit der Gesamtschutzquote ausgedrückt. In Deutschland berechnet sich die Gesamtschutzquote aus folgenden positiven Bescheiden:
- Anerkennungen des Asyls nach Art. 16a des Grundgesetzes,
- Zuerkennungen der Flüchtlingseigenschaft nach § 3 Absatz 1 und 4 des Asylgesetzes,
- Zuerkennungen des subsidiären Schutzes nach § 4 AsylG und
- Feststellungen, dass die Abschiebung gemäß nationalem Recht entsprechend § 60 Absatz 5 und 7 AufenthG verboten ist.

| Rang | Jahr 2015     | Jahr 2015 | Jahr 2015   | Jahr 2016            | Jahr 2016 | Jahr 2016   | Jahr 2017            | Jahr 2017 | Jahr 2017   |
| Rang | Herkunftsland | Anträge   | Schutzquote | Herkunftsland        | Anträge   | Schutzquote | Herkunftsland        | Anträge   | Schutzquote |
| ---- | ------------- | --------- | ----------- | -------------------- | --------- | ----------- | -------------------- | --------- | ----------- |
| 1    | Syrien        | 162.510   | 96,0 %      | Syrien               | 268.866   | 98,0 %      | Syrien               | 50.422    | 91,5 %      |
| 2    | Albanien      | 54.762    | 0,2 %       | Afghanistan          | 127.892   | 55,8 %      | Irak                 | 23.605    | 56,1 %      |
| 3    | Kosovo        | 37.095    | 0,4 %       | Irak                 | 97.162    | 70,2 %      | Afghanistan          | 18.282    | 44,3 %      |
| 4    | Afghanistan   | 31.902    | 47,6 %      | Iran                 | 26.872    | 50,7 %      | Eritrea              | 10.582    | 82,9 %      |
| 5    | Irak          | 31.379    | 88,6 %      | Eritrea              | 19.103    | 92,2 %      | Iran                 | 9.186     | 49,4 %      |
| 6    | Serbien       | 26.945    | 0,1 %       | Albanien             | 17.236    | 0,4 %       | Türkei               | 8.483     | 28,1 %      |
| 7    | ungeklärt     | 12.166    | 80,2 %      | ungeklärt            | 14.922    | 84,4 %      | Nigeria              | 8.261     | 17,3 %      |
| 8    | Eritrea       | 10.990    | 92,1 %      | Pakistan             | 15.528    | 3,3 %       | Somalia              | 7.561     | 60,8 %      |
| 9    | Mazedonien    | 14.131    | 0,5 %       | Nigeria              | 12.916    | 9,9 %       | Russische Föderation | 6.227     | 9,1 %       |
| 10   | Pakistan      | 8.472     | 9,8 %       | Russische Föderation | 12.234    | 5,2 %       | ungeklärt            | 4.444     | 50,6 %      |
|      | Top 10        | 390.352   | 54,9 %      |                      | 612.731   | 75,9 %      |                      | 147.053   | 57,3 %      |
|      | Gesamt        | 476.649   | 49,8 %      |                      | 745.545   | 62,4 %      |                      | 222.683   | 43,4 %      |

Stichproben des Referats Qualitätssicherung des BAMF ergaben, dass in der Mehrzahl der Asylanträge keine Identitätsfeststellung durchgeführt wurde. Unter den als Syrer und Iraker registrierten anerkannten Flüchtlingen befinden sich demnach auch Staatsangehörige anderer Nationen, z. B. der Türkei.
Es gibt auch den Ablehnungsbescheid und die Einstellung aus formellen Gründen (wie Verfahrenseinstellung, weil der Antragsteller den Antrag zurückzieht oder ein anderes EU-Land zuständig ist). Die Anerkennungs- und Ablehnungsgründe haben sich quartalsweise wie folgt entwickelt:
In den Jahren 2015 bis 2017 wurden folgende Entscheidungen über Asylanträge getroffen:
|                                      | 2015    | 2015   | 2016    | 2016   | 2017    | 2017 |
| Anzahl                               | %       | Anzahl | %       | Anzahl | %       |      |
| ------------------------------------ | ------- | ------ | ------- | ------ | ------- | ---- |
| Entscheidungen insgesamt             | 282.726 | 100    | 695.733 | 100    | 603.428 | 100  |
| Rechtsstellung als Flüchtling        | 137.136 | 48,5   | 256.136 | 36,8   | 123.909 | 20,5 |
| -darunter Asylberechtigte            | 2.029   | 0,7    | 2.120   | 0,3    | 4.359   | 0,7  |
| Gewährung von subsidiärem Schutz     | 1.707   | 0,6    | 153.700 | 22,1   | 98.074  | 16,3 |
| Feststellung eines Abschiebeverbotes | 2.072   | 0,7    | 24.084  | 3,5    | 39.659  | 6,6  |
| Ablehnung                            | 91.514  | 32,4   | 173.846 | 25,0   | 232.307 | 38,5 |
| Formelle Entscheidung                | 50.297  | 17,8   | 87.967  | 12,6   | 109.479 | 18,1 |

Verschiedene deutsche Bundesländer nahmen Flüchtlinge freiwillig als Teil sogenannter humanitärer „Sonderkontingente“ auf. Diese Personen – Kontingentflüchtlinge – werden offiziell nicht als Asylbewerber gezählt und durchlaufen kein Anerkennungsverfahren in Deutschland. Laut Staatsministerium von Baden-Württemberg können solche Personen eine Ausbildung und eine Arbeit wie EU-Bürger aufnehmen und dauerhaft in Deutschland bleiben.
Aufgenommen wurden:
- Baden-Württemberg – 1000 Jesiden[630]
- Brandenburg – 40 Jesiden[631]
- Niedersachsen und Schleswig-Holstein – 100 Jesiden[632]

### Familiennachzug
Ausländer, denen Asyl im Sinne des Art. 16a GG, die Flüchtlingseigenschaft oder subsidiärer Schutz zuerkannt worden ist, dürfen ihre engste Familie nachholen. Dazu gehören die Ehegattin bzw. der Ehegatte und die minderjährigen ledigen Kinder. Für subsidiär Schutzberechtigte hatte die Bundesregierung das Recht zum privilegierten Familiennachzug erst im August 2015 eingeführt. Das bedeutet, dass auch für diese Asylberechtigten kein Nachweis der Lebensunterhaltssicherung und kein Nachweis von ausreichend Wohnraum als Voraussetzung für die Einreise der Familienangehörigen notwendig ist. Dies gilt für den Nachzug der Ehegattin bzw. des Ehegatten und der minderjährigen ledigen Kinder. Im März 2016 wurde diese Regelung für alle ab jenem Monat anerkannten Subsidiären für zwei Jahre ausgesetzt. Diese durften, von Härtefällen abgesehen, einen Antrag auf Familiennachzug erst ab März 2018 stellen. In Deutschland leben gut 150.000 subsidiär Geschützte. Das Bundesverfassungsgericht entschied vor 30 Jahren, dass Art. 6 des Grundgesetzes keinen grundrechtlichen Anspruch auf Familiennachzug begründet. Das Familienasyl ist in § 26 AsylG gesetzlich geregelt, das Recht auf Familienzusammenführung im Aufenthaltsgesetz.
Das Bundesamt für Migration und Flüchtlinge (BAMF) rechnete 2016 damit, dass die anerkannten syrischen Flüchtlinge im Schnitt einen Angehörigen pro Flüchtling im Rahmen der Familienzusammenführung nachholen würden. Auf Basis der Zuwanderung bis Mitte 2016 war demnach mit 500.000 nachziehenden syrischen Familienangehörigen zu rechnen. Bei der Schätzung wurde anhand der Erstanträge kalkuliert, dass die Hälfte der syrischen Flüchtlinge minderjährig bzw. relativ jung und unverheiratet sei und dass ein Teil der anderen Hälfte bereits mit Familienangehörigen nach Deutschland gekommen sei. Die Behörde widersprach damit ausdrücklich anderen Prognosen, die von einem Familiennachzug von drei oder vier Familienangehörigen je anerkannten Flüchtling ausgingen. Die Bundesregierung verwies darauf, dass sich der Zuzug wegen des Bearbeitungsstaus beim BAMF und der dadurch bedingten langen Antrags- und Bearbeitungsfristen über einen relativ langen Zeitraum erstrecken werde.
Forscher des Instituts für Arbeitsmarkt- und Berufsforschung (IAB) legten im Oktober 2017 erstmals eine detaillierte Schätzung zum Familiennachzug vor. Danach sollten Ende 2017 noch ca. 120.000 Menschen außerhalb Deutschlands nach zu dem Zeitpunkt geltendem Recht Anspruch auf Familiennachzug nach Deutschland haben. Falls das Recht geändert würde und auch die Angehörigen von subsidiär Schutzberechtigten diesen Anspruch erhielten, würden weitere 60.000 Menschen Anspruch haben. Grundlage der Schätzung ist die Befragung von 4800 Flüchtlingen, auf deren Basis die Studie einen Nachzugsfaktor von 0,4 Familienangehörigen pro Flüchtling kalkuliert. Nach Einschätzung des Auswärtigen Amtes ist die Schätzung sehr niedrig. Das IAB hatte keine unbegleiteten minderjährigen Flüchtlinge in die Studie aufgenommen. Jedoch kann sich die Zahl derer, die ab März 2018, mit dem Wegfall der Beschränkungen, einen Anspruch auf Nachzug anmelden können, laut IAB um 50 Prozent erhöhen.
Die CSU rechnete mit einem Familiennachzug von bis zu 750.000 Menschen. Mitte 2017 lebten in Deutschland 40.000 nach dem Grundgesetz asylberechtigte Ausländer, 550.000 anerkannte Flüchtlinge und 152.000 subsidiär geschützte. Über den Status von 550.000 Asylsuchenden war noch nicht rechtskräftig entschieden worden.
Das Bundesinnenministerium gab Mitte Oktober 2017 an, es gebe keine verlässlichen wissenschaftlichen Daten zum Familiennachzug. Auch am 14. November 2017 erklärte das Bundesinnenministerium, dass es nachhaltig belegbare Zahlen zum Familiennachzug nicht gebe.
Politiker der Grünen argumentieren, dass der Familiennachzug die Integration Geflüchteter fördere. Wer seine Familie um sich habe, fühle sich nicht mehr allein und als geduldeter Gast auf Zeit und werde sich leichter in die hiesige Gesellschaft integrieren. Migrations- und Integrationsexperten zweifeln daran. Die Erfahrungen mit den migrierten Gastarbeitern der ersten Generation zeigen eher, dass durch Familiennachzug von der übrigen Bevölkerung abgetrennte Parallelwelten entstehen, in denen die Migranten mit ihren Familien leben. Diese Probleme hätten sich mit der dritten hier lebenden Generation eher noch verschärft. Hinzu kommt, dass für subsidiär Schutzberechtigte keine dauerhafte Aufnahme in Deutschland vorgesehen ist.
Am 19. Januar 2018 fand im Bundestag die erste Lesung zum Familiennachzug statt. Der Bundestag beriet über einen Gesetzentwurf von CDU/CSU, mit dem die im Asylpaket II beschlossene Aussetzung des Familiennachzugs für subsidiär Geschützte (bis 17. März 2018) so lange verlängert werden soll, bis dieser durch die noch zu bildende Regierung neu geregelt wird.
Im Februar 2018 fasste die Augsburger Allgemeine Zeitung zusammen, dass die geschäftsführende Bundesregierung keinen Überblick darüber habe, wie viele Familienangehörige von in Deutschland lebenden Flüchtlingen einen Antrag auf Familiennachzug stellen wollen oder wie viele von ihnen bereits nach Deutschland gekommen sind.
Am 1. Februar 2018 hatte der Deutsche Bundestag mit den Stimmen von Union und SPD beschlossen, den Familiennachzug für Flüchtlinge mit subsidiärem Schutz bis 1. August 2018 weiter auszusetzen.
Zudem war beschlossen worden, ab August 2018 monatlich den Nachzug für 1000 Angehörige von subsidiär Geschützten „aus humanitären Gründen“ zu erlauben; hinzu kommen noch „Härtefälle“. Der Bundesrat billigte die entsprechende Gesetzesneuregelung am 2. März 2018.

### Wanderungsstatistik

Zuwanderung 1991–2022 (Daten von destatis.de und destatis.de)

In Deutschland sind Schutzsuchende grundsätzlich meldepflichtig und demzufolge in der Wanderungsstatistik des Statistischen Bundesamtes (Destatis) berücksichtigt; sie werden jedoch nicht gesondert erfasst und nachgewiesen. Ersatzweise ist eine näherungsweise Bestimmung der Schutzsuchenden über Staatsangehörigkeit und Herkunftsland möglich.
Destatis räumte 2017 ein, dass es 2015 eine Untererfassung der Schutzsuchenden gegeben haben dürfte. Diese kann nicht quantifiziert werden, da eine zeitnahe Erfassung aller Schutzsuchenden durch die Meldebehörden im Jahr 2015 nicht möglich war. Außerdem waren Fehlbuchungen, aber auch Doppelerfassungen im Zusammenhang mit der Verteilung der Schutzsuchenden innerhalb Deutschlands möglich.
Wanderungsstatistik 2015 – Laut tabellarischer Wanderungsbilanz von Destatis aus dem Jahr 2017 wanderten 2015 insgesamt rund 2.137.000 Personen nach Deutschland ein, darunter ca. 2.016.000 Ausländer. Neben Zuwanderern aus der Europäischen Union sowie Arbeitsmigranten aus Drittstaaten migrierten zuletzt auch verstärkt Schutzsuchende aus Kriegs- und Krisenländern. Den Wanderungsüberschuss aus der Bilanzierung der Zu- und Fortzüge nur ausländischer Personen über die Grenzen Deutschlands beziffert Destatis für das Jahr 2015 mit rund 1.157.000 Personen.
Ende September 2016 korrigierte Innenminister Thomas de Maizière die Zahl der offiziell im Jahr 2015 registrierten Schutzsuchenden von rund 1,1 Millionen auf ca. 890.000. 441.899 Schutzsuchende stellten 2015 beim Bundesamt für Migration und Flüchtlinge (BAMF) einen Erstantrag auf Asyl. Diese Zahl wurde Destatis vom BAMF für die Zuwanderung von Schutzsuchenden im Jahr 2015 gemeldet und wird auch im oben dargestellten Diagramm Zuwanderung 1991–2022 verwendet.
Die Einwohnerzahl Deutschlands für das Jahr 2015 wird von Destatis mit rund 82,2 Millionen angegeben,
darunter rund 9 Millionen Ausländer mit dauerhaftem oder befristetem Aufenthaltsrecht. Diese Personen waren Bürger von Staaten der Europäischen Union, bereits asylrechtlich anerkannte Flüchtlinge oder hatten einen Asylantrag gestellt. 200.000 Personen, die sich 2015 in Deutschland befanden, hatten keinen Aufenthaltstitel und waren deshalb „vollziehbar ausreisepflichtig“. 150.000 dieser ausreisepflichtigen Personen konnten jedoch staatlicherseits nicht gezwungen werden, das Land zu verlassen, weil es rechtlich relevante Gründe gab, die ihre Ausreise verhinderten – z. B. Krankheit, Schwangerschaft oder Bedrohung in ihrem Heimatland. Ihr Aufenthalt in Deutschland wurde deshalb aufenthaltsrechtlich geduldet. Ausreisepflichtig ohne Duldung waren mit Stichtag 30. November 2015 genau 50.227 Personen. 20.888 der ausreisepflichtigen Ausländer wurden entsprechend einer Statistik des Bundesinnenministeriums im Jahr 2015 abgeschoben, im Jahr 2014 waren es 10.884. Die meisten der zum Verlassen Deutschlands aufgeforderten Ausländer reisten freiwillig aus – zum Teil dank Förderprogrammen. Im Jahr 2015 verließen insgesamt 58.108 Ausreisepflichtige die Bundesrepublik. Es gibt allerdings keine verlässlichen Kontrollen, ob freiwillig Ausgereiste auch tatsächlich ausgereist sind. Das Bundesland Bremen beispielsweise verteilt Grenzübertrittsbescheinigungen, die von den Ausreisenden an der Grenzkontrollstelle abgegeben werden. Nur von 59,1 % der angeblich freiwillig Ausgereisten kommen Grenzübertrittsbescheinigungen zurück. In vielen anderen Bundesländern wird die Rücklaufquote gar nicht statistisch ausgewertet.
Der Wanderungsüberschuss stieg vor allem für Personen aus den Nicht-EU-Staaten Syrien (von 66.000 auf 298.000), Afghanistan (von 11.000 auf 80. 000), Irak (von 4.000 auf 60.000), Pakistan (von 7.000 auf 20.000) und Albanien (von 12.000 auf 47.000); der für Personen aus Serbien ging von 15.000 auf 7.000 zurück.
Wanderungsstatistik 2016 – Das Statistische Bundesamt (Destatis) schätzt, dass Ende 2016 die Einwohnerzahl etwa 82,8 Millionen Menschen betrug. Nach Angaben von Destatis waren zum Jahresende 2016 rund 10 Millionen Menschen mit ausschließlich ausländischer Staatsangehörigkeit im Ausländerzentralregister (AZR) erfasst. 1,6 Millionen davon waren Ende 2016 als Schutzsuchende registriert; das waren 16 % der ausländischen Bevölkerung. Die Zahl der Schutzsuchenden stieg damit seit Ende 2014 um 851.000 (+ 113 %). 392.000 Ausländer bleiben unberücksichtigt, da diese im AZR nicht eindeutig als Schutzsuchende registriert sind. 64 % der Schutzsuchenden waren männliche Personen. Die Schutzsuchenden waren im Schnitt 29,4 Jahre alt.
Allein in den Jahren 2015 und 2016 nahm die Zahl der ausländischen Bevölkerung um 1,886 Millionen (23,1 %) zu, wobei der Wanderungsüberschuss den größten Anteil an dieser Entwicklung hatte. Der Geburtenüberschuss der ausländischen Bevölkerung (Saldo aus Geburten und Sterbefällen) belief sich im Zeitraum 2015–2016 auf 98.700 Personen. Seit Anfang 2015 wurden wegen Einbürgerung 229.800 Personen aus dem AZR gelöscht. Die Zahl der im AZR registrierten Ausländer aus Nicht-EU-Staaten nahm von Anfang 2015 bis Ende 2016 um 1,279 Millionen zu; im Zeitraum 2007 bis 2014 wurden dagegen insgesamt nur 879.400 Neuzugänge registriert. Der Zuwachs von 2014 bis 2016 basierte vor allem auf der Zuwanderung aus Syrien (+ 519.700), Afghanistan (+ 178.100) und dem Irak (+ 138.500).
Schutzsuchende werden vom Statistischen Bundesamt nach ihrem Schutzstatus unterschieden. Am Jahresende 2016 hatten noch 573.000 (36 %) Schutzsuchende einen offenen Schutzstatus, 872.000 (54 %) verfügten über einen anerkannten Schutzstatus, der jedoch bei 600.000 nur befristet war. 158.000 Schutzsuchende mit abgelehntem Schutzstatus – ihr Asylantrag war abgelehnt worden – waren grundsätzlich ausreisepflichtig. Bei 118.000 (75 %) wurde die Ausreisepflicht jedoch aufgrund einer Duldung vorübergehend ausgesetzt.
Etwa die Hälfte aller Schutzsuchenden kam aus drei Herkunftsländern: Syrien (455.000), Afghanistan (191.000) und dem Irak (156.000). Die meisten Schutzsuchenden mit offenem Schutzstatus kamen aus Afghanistan (129.000), die meisten mit anerkanntem, aber befristetem Schutzstatus stammten aus Syrien (347.000). Die Hauptherkunftsländer der Schutzsuchenden mit unbefristet anerkanntem Schutzstatus waren Russland und der Irak (jeweils rund 31.000 Personen). Die meisten Schutzsuchenden mit abgelehntem Schutzstatus kamen aus Serbien (17.000) und Albanien (15. 000).

## Ausgewählte Dokumente
- Regierungserklärung von Bundeskanzlerin Merkel insbesondere zur Bekämpfung der Fluchtursachen im Nahen Osten. Gehalten in Berlin vor dem Deutschen Bundestag am 17. Februar 2016. Quelle: Regierungserklärungen der Bundesregierung.
- Regierungserklärung von Bundeskanzlerin Merkel insbesondere zur Flüchtlingspolitik. Gehalten in Berlin vor dem Deutschen Bundestag am 16. März 2016. Quelle: Regierungserklärungen der Bundesregierung.
- Regierungserklärung von Bundeskanzlerin Merkel insbesondere zur Frage einer wirksamen Entwicklungshilfe für die afrikanischen Staaten. Gehalten in Berlin vor dem Deutschen Bundestag am 23. November 2016 (Quelle: Regierungserklärungen der Bundesregierung → Siehe auch: Asylpolitik)
- Eckpunkte für einen Marshallplan mit Afrika (Stand: Januar 2017). (PDF) Bundesministerium für wirtschaftliche Zusammenarbeit und Entwicklung (BMZ), abgerufen am 5. Februar 2017.
- Europäische „Resettlement“-Politik. (PDF; 164 kB) Deutscher Bundestag, Drucksache 19/488, 19. Januar 2018 [Antwort der Bundesregierung auf die Kleine Anfrage der Fraktion Bündnis 90/Die Grünen (Drucksache 19/303)], abgerufen am 20. April 2018.

### Amtliche Websites
- Schutzformen für geflüchtete Menschen (Hinweis zu Begrifflichkeiten). Bundesamt für Migration und Flüchtlinge (BAMF), abgerufen am 21. November 2017.
- Migrationspolitik – März 2016. Bundeszentrale für politische Bildung (pbb), 1. April 2016 (u. a. zum Rückgang der Flüchtlingszahlen nach Schließung der Balkanroute und zu den Hoffnungen in Bezug auf die Wirksamkeit des EU-Türkei-Abkommens).
- Das Migrationsgeschehen 2015 im Überblick. BAMF, 14. Dezember 2016.
- Jahresbilanz des BAMF 2016. (PDF) BAMF, 11. Januar 2017 (Presseinformation zur Pressekonferenz am 11. Januar 2017).
- Asylzahlen: Jahresbilanz 2016. BAMF, 11. Januar 2017.
- Fluchtmigration (PDF) Bundesagentur für Arbeit (BA) (Veröffentlichung vom Dezember 2017).
- Asylzahlen: Jahresbilanz 2017. BAMF, 16. Januar 2018.
- UNHCR-Datenblatt. (Daten des UNHCR zur Einwanderung über das Mittelmeer in die EU.)
- Aktuelle Meldungen des BAMF.
- Themenseite: „Flucht und Asyl“ In: Webpräsenz der deutschen Bundesregierung.
- Flüchtlingskrise auf dem Informationsportal zur politischen Bildung

### Presseberichte
- Susmita Arp, Almut Cieschinger, Claudia Niesen, Anna Reimann, Mirjam Schlossarek: Flüchtlinge und Einwanderer: Die wichtigsten Fakten. In: spiegel.de. 10. Mai 2016, abgerufen am 9. Mai 2020.
- Eckart Lohse, Stephan Löwenstein: Überrollt. In: FAZ.net. Abgerufen am 9. Mai 2020.
- Georg Blume, Marc Brost, Tina Hildebrandt, Alexej Hock, Sybille Klormann, Angela Köckritz, Matthias Krupa, Mariam Lau, Gero von Randow, Merlind Theile, Michael Thumann, Heinrich Wefing:  Grenzöffnung für Flüchtlinge: Was geschah wirklich?, Die Zeit, 22. August 2016; engl. Version: The Night Germany Lost Control.
- Flüchtlinge: Sind Obergrenzen machbar? In: Mittelbayerische Zeitung, 4. Januar 2016.
- Eine Obergrenze ist rechtlich möglich. In: RP-Online, Ulrich Vosgerau, 21. Dezember 2015.
- Alexander Peukert: Die Flüchtlingskrise kann rechtsstaatlich bewältigt werden. In: FAZ.net. 9. Februar 2016, abgerufen am 9. Mai 2020.
- Matthias Geis: AfD: Nach dem Tabu. In: zeit.de. 21. Januar 2016, abgerufen am 9. Mai 2020.
- anr: Asylanträge: Bamf schafft immer weniger Entscheidungen. In: Spiegel Online. 7. Juni 2016, abgerufen am 9. Mai 2020.
- Schicksalhaft verbunden. In: Spiegel Online oder in der Printausgabe Nr. 3/2017 v. 14. Januar 2017, S. 42 f. (Essay zur Notwendigkeit eines Paradigmenwechsels bei der Bekämpfung der Fluchtursachen in Afrika).
- Karim, ich muss dich abschieben. Die Tageszeitung (taz), 27. Mai 2017, S. 16 (Erfahrungsbericht).
- Benedict Neff: Deutschland verfällt in eine Rassismus-Hysterie. In: nzz.ch. 27. Juli 2018, abgerufen am 9. Mai 2020. (Kommentar)
- Tina Groll: Flüchtlinge: Was schon geschafft ist – und was nicht. In: zeit.de. 25. Juni 2019, abgerufen am 9. Mai 2020. (Bilanz)